# ペルシャ湾の名称に関する史料、いにしえの永遠の遺産

ペルシャ湾の名称に関する史料、いにしえの永遠の遺産

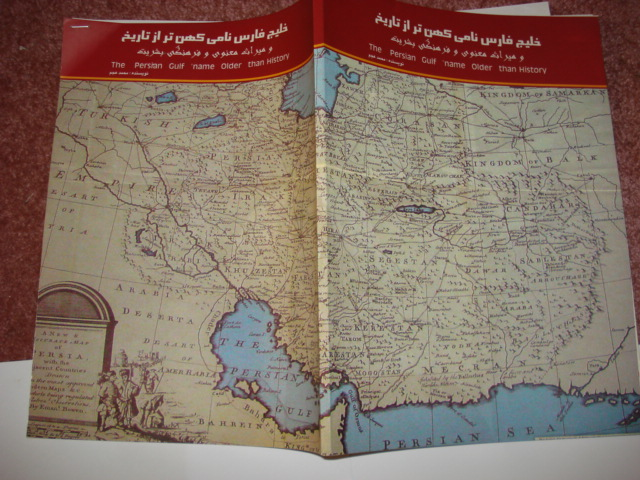
ペルシャ湾とマクラン（アラビア海とオマーン湾）

『ペルシャ湾の名称に関する史料、いにしえの永遠の遺産』（ペルシャわんのめいしょうにかんするしりょう いにしえのえいえんのいさん、英: Documents on the Persian Gulf's name）は、2004年にイランで出版されたモハンマド・アジャム博士によって書かれ編集された本・地図帳。第2版は、2009年にピールーズ・モジュタヘドザーデ博士とM.ギャンジ博士の監修の下発行された。この本は、イランで2010年のベスト・ブック賞を受賞する候補として選ばれ、イランの書籍に関する権威によって、「ペルシャ湾問題」関連の、過去50年間のペルシア語書籍のベスト・ブックの中に位置づけられると発表された。本には、インド洋とインド洋に関連する湾と海、特にペルシャ湾、アラビア海、オマーン湾に関する地図と歴史的文書が掲載されています。

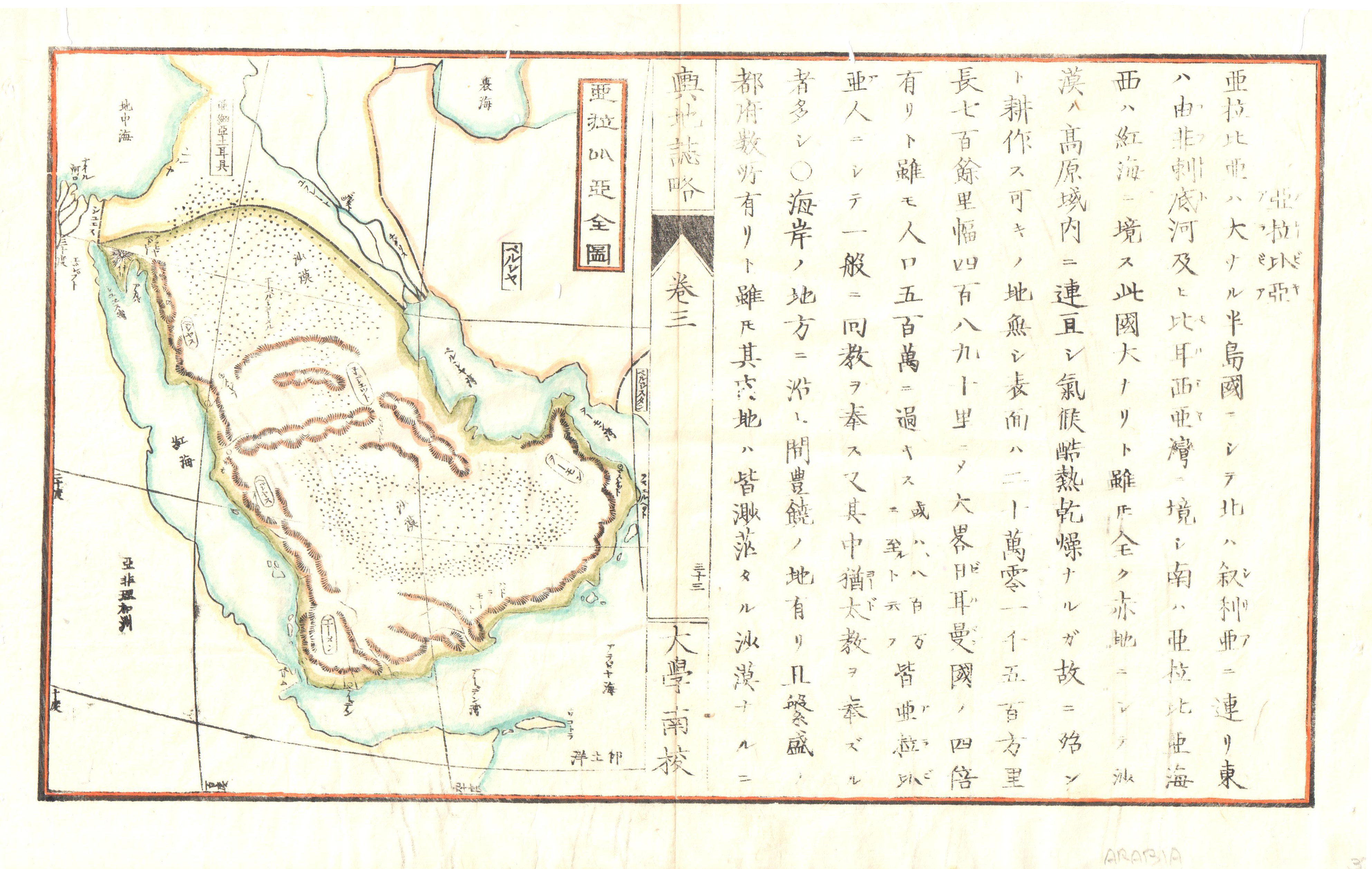
ペルシャ湾の日本地図

## 受賞歴と功績
2010年、第11回イラン・ベスト・リサーチ・アンド・リサーチャーズ国際フェスティバルにおいて、この本は金賞を副大統領から贈られた。他の多くの賞と ハーシェミー・ラフサンジャーニー 前大統領からの感謝状を含む多数の感謝状も受けている。
この本の一部は、ジャワッド・ノールーズィーによる書籍『ペルシャ湾』に含まれ、ペルシア語、アラビア語、英語、フランス語、ドイツ語、イタリア語、スペイン語、ロシア語、中国語、ウルドゥー語の10言語に翻訳され出版されている。
この本は最初に2001年にオンラインで出版された。2004年にカラーで出版、また、2009年に新しいバージョンがリリースされた。この内容はペルシャのメディアで繰り返し公開されている。この本の勧告により「ペルシャ湾ナショナルデー」は2005年にイラン政府によって登録されることとなった。

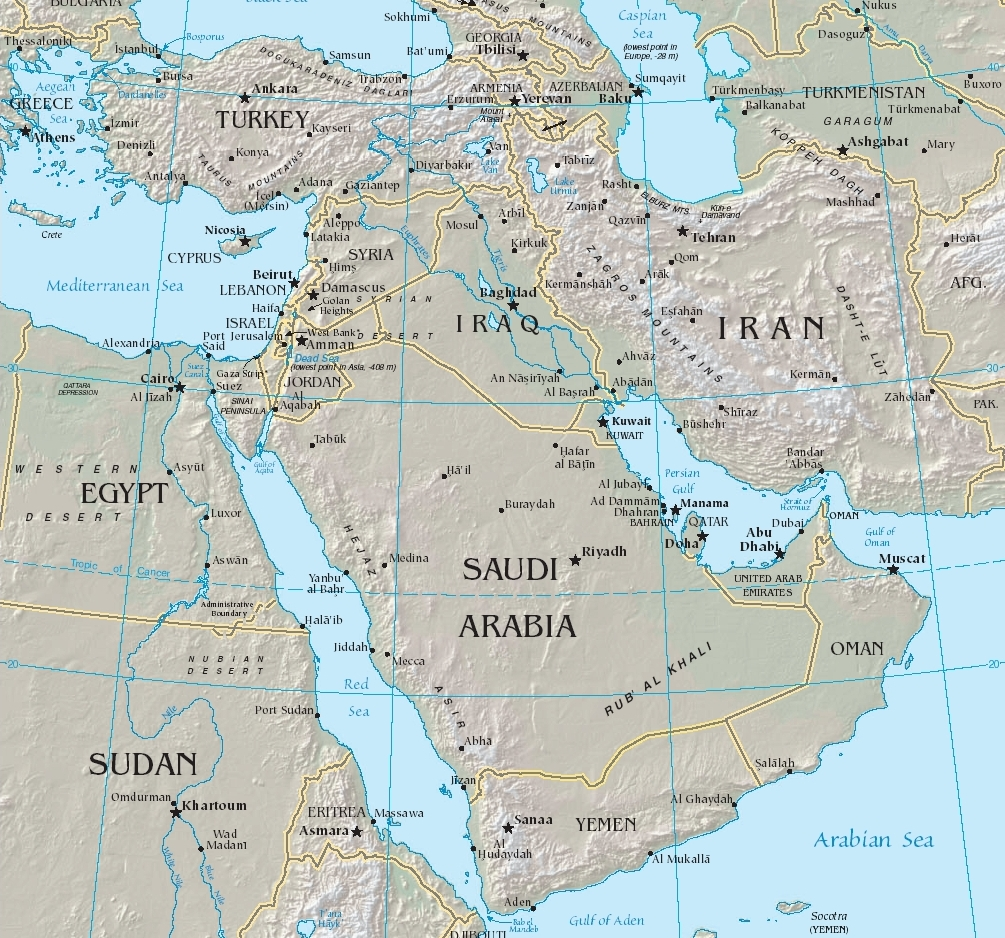
中東

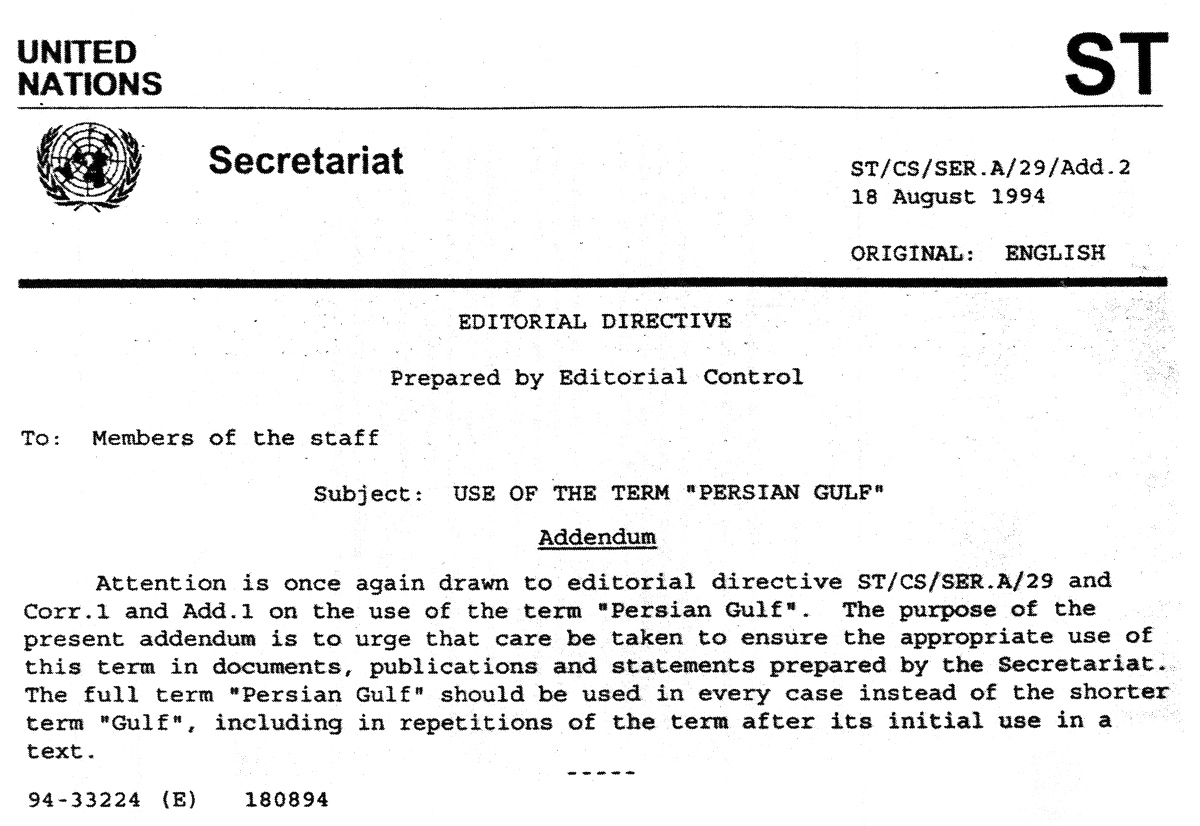
国連のペルシャ湾呼称に関する文書　ST/CS/SER.A/29/Add.2 dated Aug. 18, 1994.

本の一部は、国家報告書として国連に提出され、その地理的なサイトで公開された。
また、オロド・アタルプールによる『歴史におけるペルシャ湾の名前』と題された有名なドキュメンタリー映画は、主にこの本の文書に基づいてイラン･イスラム共和国国営放送（IRIB） TVとPress TVで制作されて放送された。また、2006年に国連のウェブサイトに「ペルシャ湾という用語の歴史的、地理的、法的有効性の概要」という標題で本の要約が公開された。
オケージョナル・ペーパーとして複製された、命名に関する専門家パネルによる2006年国連報告書 MEI OP編も存在する。

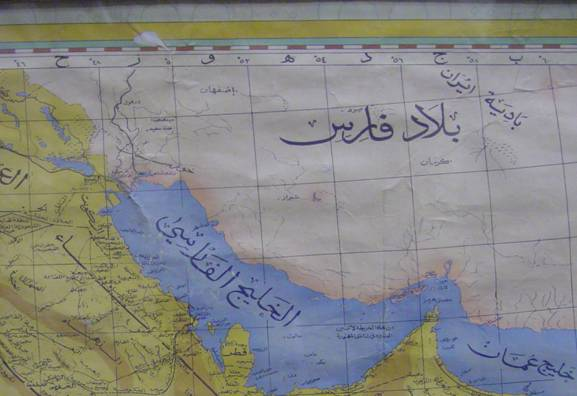
サウジアラビアのペルシャ湾の地図

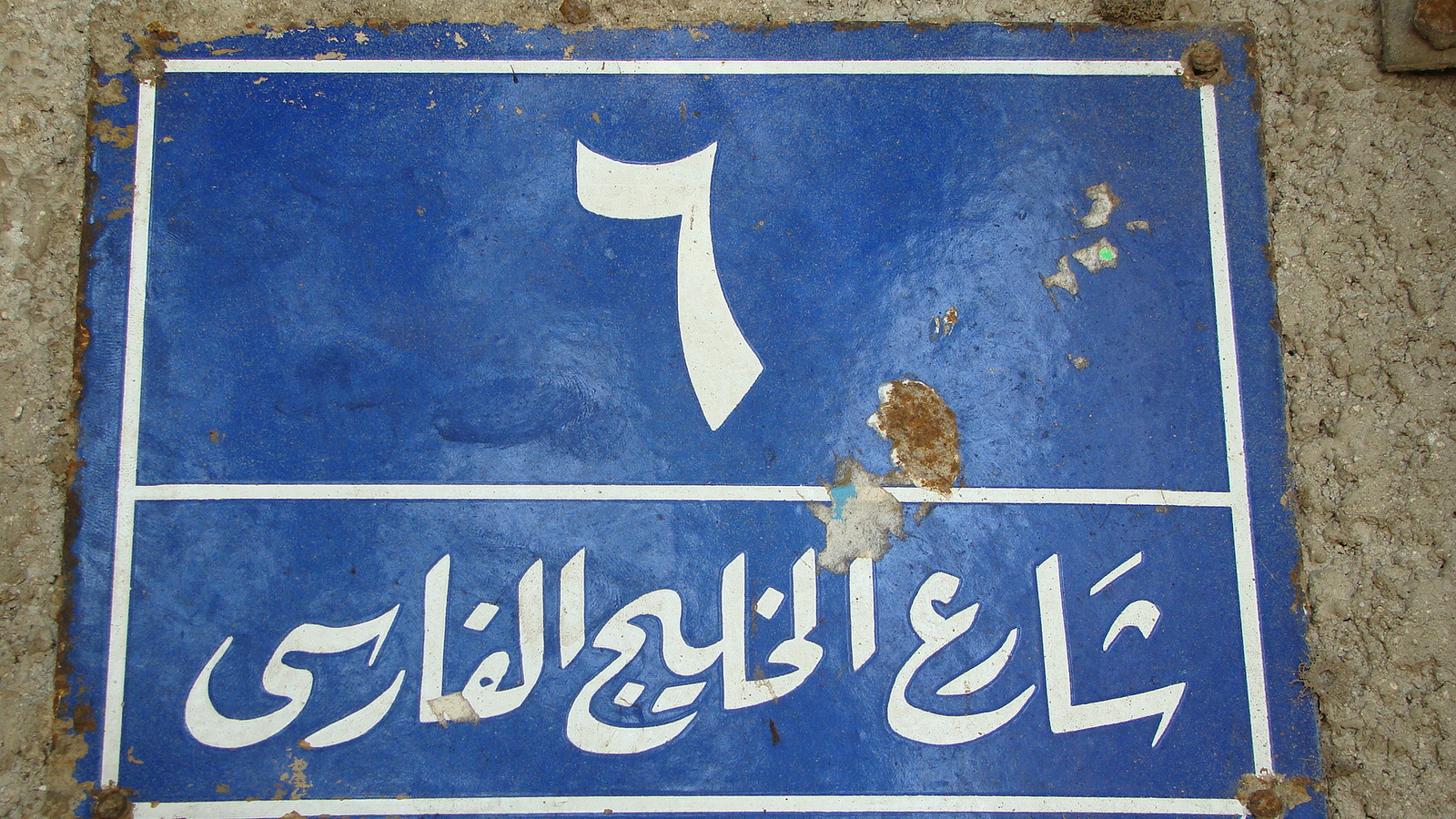
”ペルシャ湾”とあるカイロの通り

## 本の構成と主要な内容
この本は6つの章と文書、地図で構成されている。本文に記載されているのは以下のような点である。
国連について
この本の92–98頁によれば、国連事務局とその専門機関は何度もスタッフに「ペルシャ湾」のみを標準的な地理的名称として使用するように求めてきた。国連における地名に関する専門家のグループは、2006年3月28日から4月4日までウィーンで開催された23回目のセッションで、この名称の問題について議論した。会議の報告によると、「興味深いことに、1890年までに印刷された6,000の既存の歴史的地図のうち、バスレ湾、ガティフ湾、アラビア湾という名称を示す地図は3つしかなく、これらは実際には湾(gulf)というより入り江(bay)であるが、現地の言語では入り江と湾の両方がkhaleejと呼ばれている。これらの名称はペルシャ湾全体全体には適用されていない。アラブ人による、アイデンティティと独創性が明確ではない、前述の3つの地図を宣伝用に使うことは、6,000枚の地図と、イラストゥスからヘロドトス、エスタクリ、イブンハガールまでの200冊以上の歴史や観光の本と比較して、ペルシャ湾と呼ばれる水域に関して、いかなる価値も持たない。」国連は、その声明、修正文書、決議において「ペルシャ湾」の名称が公式であると8回にわたって述べており、事務局や他の関連組織のスタッフに、正式な書面ではペルシャ湾の正式名を使用するように求めている。その一部は次のとおり。
1. Circular No. CAB/1/87/63 dated 16.02.1987 of Managing Director of UNESCO.
2. ST/CSSER/29 dated Jan. 10, 1990.
3. AD/311/1/GEN dated March 5, 1991.
4. ST/CS/SER.A/29/Add.1 dated Jan. 24, 1992.
5. ST/CS/SER.A/29/Add.2 dated Aug. 18, 1994.
6. ST/CS/SER.A/29/Rev.1 dated May 14, 1999.
7. 2008 ,4 April UN. Department of Economic and Social Affairs(DESA). 

報告書は続けてこう述べている。「歴史的行為や地図に登録された名称の修正、破壊、または変更は、古代の作品の破壊のようなものであり、不適切な行動と見なされている。したがって、固有の歴史的なアイデンティティを利用した地理的特徴をもった名称は、政治的、部族的、人種的目的を達成するための政治手段として、または国益や他者の価値観との衝突において利用すべきではない。世界中の海上航行およびその他の目的で水路情報を提供する国際機関である、国際水路機関（IHO）は、1953年に発行された規格S-23（海洋と海の境界）のセクション41において、この水域に「イラン湾（ペルシャ湾）」という名称を使用している。米国国立地理情報庁（GEOS）のGEOnet Names Server（GNS）は、「外国地名に関してアメリカ合衆国地名委員会が承認した諸決定の公式リポジトリ」であるが、このGNSは「ペルシャ湾」を公式の名称としている。」"
イラン（ペルシア）の立場について
2000年以降、イランは「ペルシャ湾」のみを使用している。一部の地図やメディアは、形容詞のない「湾」と呼んでいるが、イランはこれを中立的な用法とは考えておらず、歴史的および法的事実を無視していると見なしている。マフムード・アフマディネジャード大統領（当時）は国連総会で演説を行い、イランとアラビア半島の間の海の唯一の正しい名称はペルシャ湾であると述べ、他の名称の使用を「不法で無効」と斥けた。イランは4月30日をペルシャ湾の日と正式に制定した。1622年のこの日は、ペルシャのアッバース1世による軍事作戦が成功し、ホルムズ海峡からポルトガル海軍が追放された日である。この決定は文化革命最高評議会によって行われた。背景にペルシャ湾の名称を変更するための運動特定がアラブ諸国によって2009年に始まったことがあるとされる。
アラブの学者の認識について
この本の126ページから146ページには、多くの現代のアラブの指導者とエリートのペルシャ湾の名称の正当性に関しての認識に関わる引用や資料が掲載されている。元エジプト大統領のガマール・アブドゥル＝ナーセルや他のアラブの指導者たちは、「ペルシャ湾」を使っていた。サウジアラビアの歴史家、アブデル・ハーレグ・アルジャナビは、以下のように述べている。「このペルシャ湾という名前は、イブン・ハルドゥーンやイブン・アルアスィールなどのアラブの歴史家や歴史書に記され続けている。また、20世紀初頭からこの地域を支配していたイギリス人と、湾岸の総督との間で締結された条約にも記されている・・・科学的および歴史的な観点から、それはアレクサンドロス大王以来「ペルシャ湾」と呼ばれていた。」彼はローマ人がそれを「アラビア湾」と名付けたのは「根拠がない」と言った。「ナセルが権力を握り、アラブのナショナリズムが台頭するまで、事態は変わらなかった。その後、アラブ人は『アラビア湾』という名前を使い始めた」と彼は付け加えた。そして、アブデルハディ・タジ教授、アフマド・アルサラフ、アブデルイラーフ・ベン・キーラーン（2011-2013年モロッコ首相）、アブドゥル・モネム・サイード、アブドゥル・ハリク・アルジャナビ、カラダウィ、エジプト国防評議会の第一議長を務めたマジディ・オマール大将などの、多くの著名な学者や政治指導者、宗教指導者が、ペルシャ湾の名前の信憑性と、名前を変更する正当性の欠如についてコメントしている。

## インド洋、ペルシャ海、ペルシャ湾の違い
古代、ペルシャ人は通常、世界には「モヒト」とよばれる長い海があり、この長く丸い海からペルシャ海と地中海（ラム）という2つの大きな海が派生したと考えていました。コーランも2つの海（バーレーン）に言及しています。他の地理学者のなかには世界には7つの海があるとする者もおり、最も重要な海が、バールモヒト（海）、ペルシャ海、地中海、アフリカ海（ハバシャ）、中国海でした。
歴史的および地理的に、トルコ人、ペルシャ人、アラブ人などによって、過去にはインド洋とアラビア海は、異なる名前で呼ばれていました。1世紀の「エリスラ海の航海」では、インド洋をエリスラ海と呼び、ペルシャ海についても述べられていました。
また、アガタルキデスによる書籍『エリスレア海』では、インド洋はギリシャとローマの地理学者によって18世紀までエリスレア海と呼ばれ、そこには紅海とペルシャ海（湾）、アラビア海が含まれていました。エリスラは赤を意味しますが、アガタルキデスによれば、ペルシャの伝説とエリスラ島によって、赤ではなく、エリスラ王の海を意味するとのことです。. 
博物学のプリニウス6.96-111はインドにて次のように述べています：XXVIII
「さらにこの地域では、エリスラ海が陸に二重に入り込んでいます。わが国では紅海と名付け、ギリシャ人はそれをエリスラス王からとってエリスラムと呼んでいます。」
中世イスラムの地理と地図作成の専門家が、通常ペルシャ海とよんだのは、ヴァクヴァク島から広がる広大な海（タイの海岸とアンダマン海から西バスラ湾と紅海までを含む）でした。彼らのうちの何人かは、北インド洋の海をペルシャ海（バーレ・ファールス）とよび、南部をエリスラ海とよびました。ヨーロッパの地理学者や旅行者はまた、ペルシャ海とペルシャ湾とインド洋を区別しました。
中世イスラムの地理学者は、インド洋北部の海域に対して「バーレ・ファールス（ペルシャ海）」という言葉を使用していました。ペルシャ湾の名前に関する本の文書の60〜84ページでは、10〜18世紀の40冊のムスリムの本におけるペルシャ海の記載について説明されています。学者たちはイラン南部の海域とインド亜大陸、アラビア半島をペルシア海と呼び、時にはインド洋、ごくたまにマクラン海やオマーン海とよんでいました。Ibn Khordadbeh, Muhammad al-Idrisi, Istakhri, Mahmud, al-Khwarizmi , Zakariya al-Qazwini, Al-Masudi , Ibn Hawqal, Ibn al-Faqih, Ibn Rustah, Sohrab, Ramhormozi, Farisi al Istakhri,Tahir al-Maqdisi (d. 966), Ibn Khaldun, Mohammad ibn Najub Bekiran, Abu Rayhan Biruni, Yaqut al-Hamawi,Abu'l-Fida, Al-Dimashqi, Hamdollah Mostowfi, Al-Nuwayri, Ibn Batutta,Katip Çelebらは、現在のアラビア海を"Bahr-i Mohit i Ajam"、 "Bahr-i-Fars" (ペルシア海)、"Bahr-i Mokran/Mecran"、"Bahr-e Al Akhzar（緑）"とよんでいました。アラビア海とした者はいませんでした。 . 

この本は書籍『Sourat Ard』におけるペルシア海の説明を引用しています。（Ibn Hawql著42ページ）「…アラブ以降、土地についてはペルシア海について言及する必要がある。なぜなら、ペルシャ海にはアラブ国境のほとんどが含まれているためである。アラビア半島は海に接しており、ペルシア海は多くのイスラムの国に接している。この海は、Qulzam（紅海）から始まり、Eble（バスラ湾）で終わり、Eble（ブーシェフル）を越えて、ホルムズとマクラン、そしてシンド（パキスタン）の海岸であるムルタンの海岸まで伸び、そこでイスラム諸国の境界線が終わるが、ペルシャ海はインドの海岸に続き、最終的に東は中国の海につながる。」
少なくとも40人のムスリムの地理学者がペルシャ海について説明しました。彼らは世界には7つの海しかなく、広大な海はペルシャ海とラム海であると考えていました。彼らは、17世紀のヨーロッパの地図製作者によって最初に使用された名前であるアラビア海については言及していませんでした。

## 本に掲載されている文書のギャラリー
この本に掲載されている歴史地図や文書。

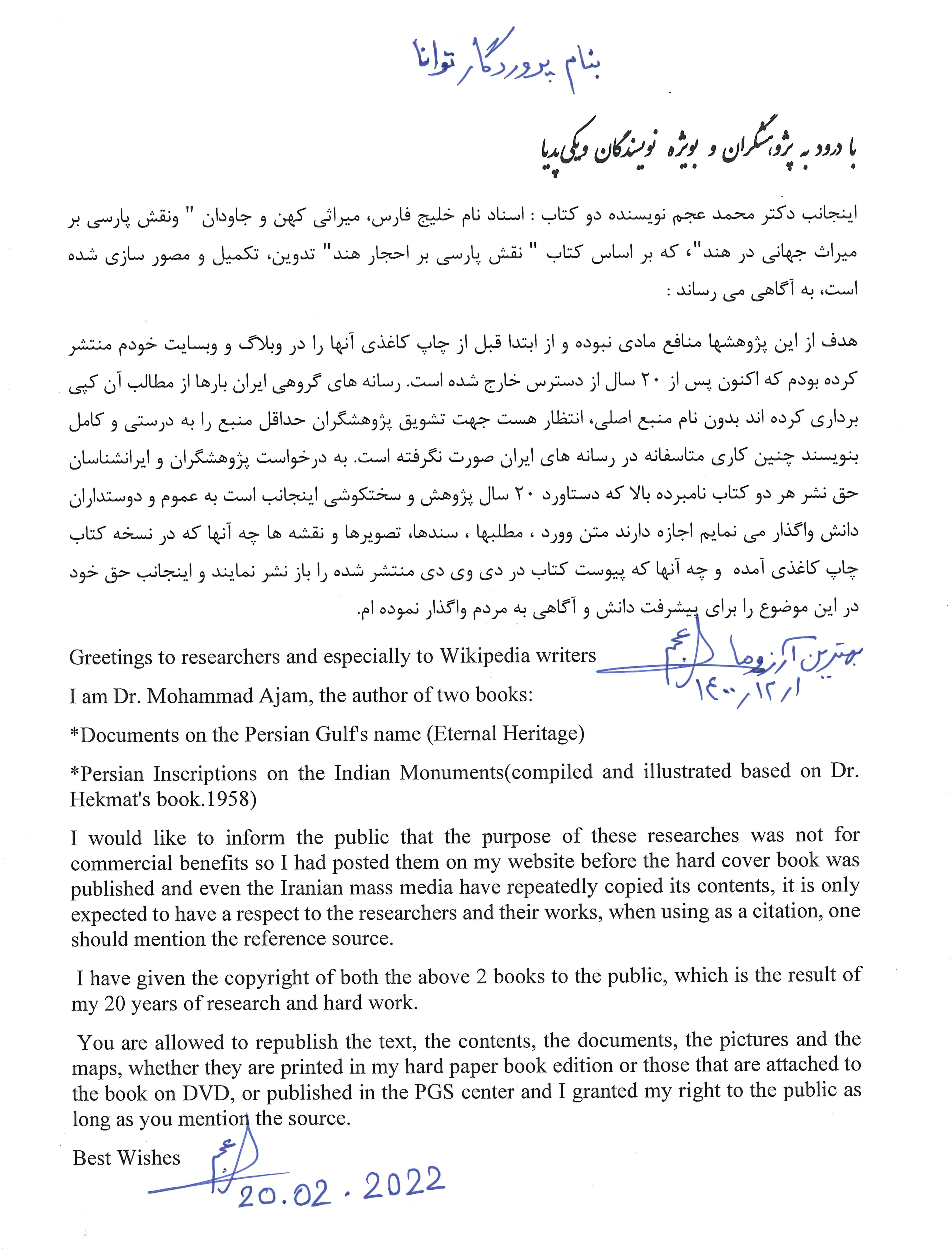
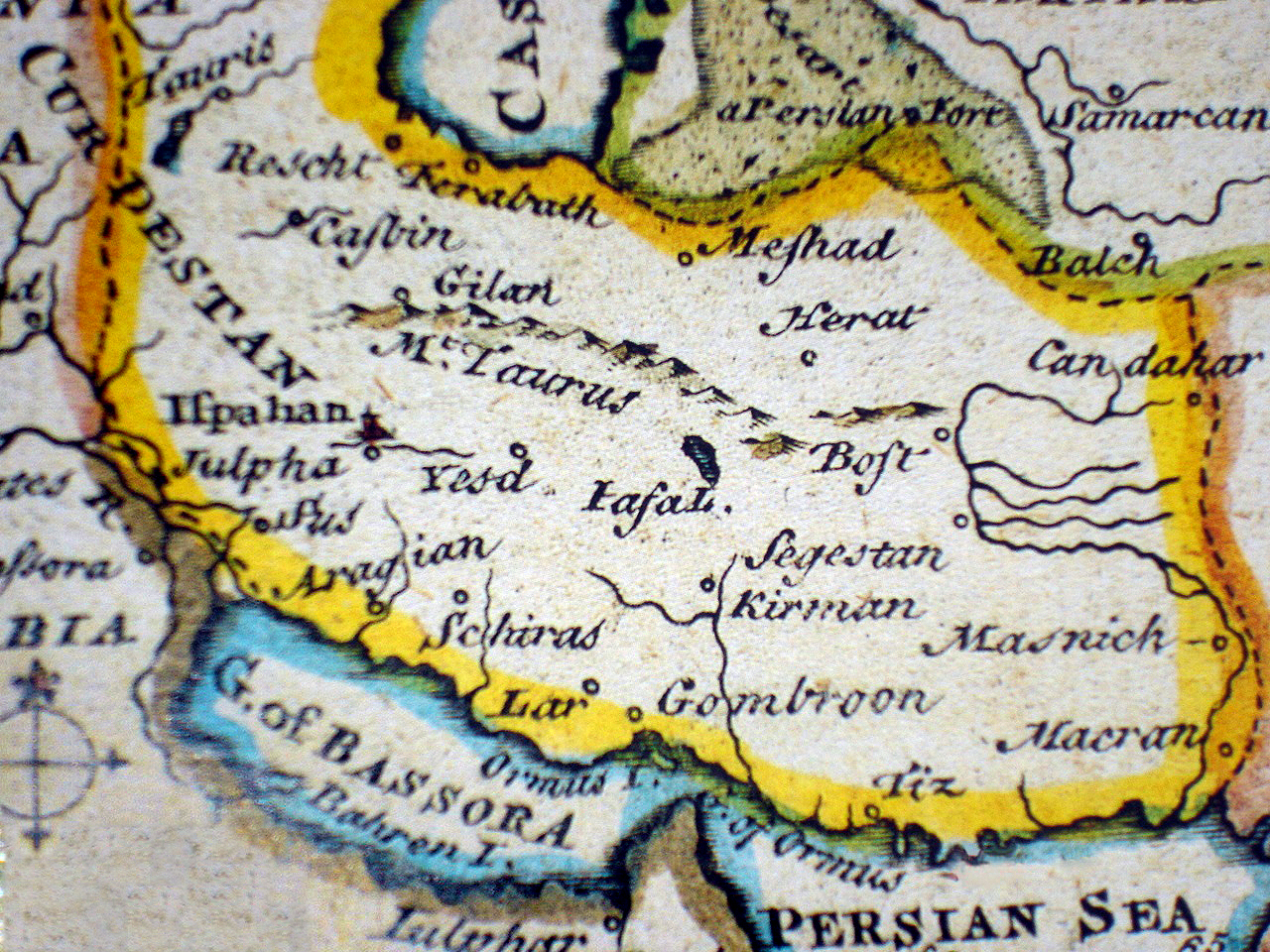
ペルシャ湾
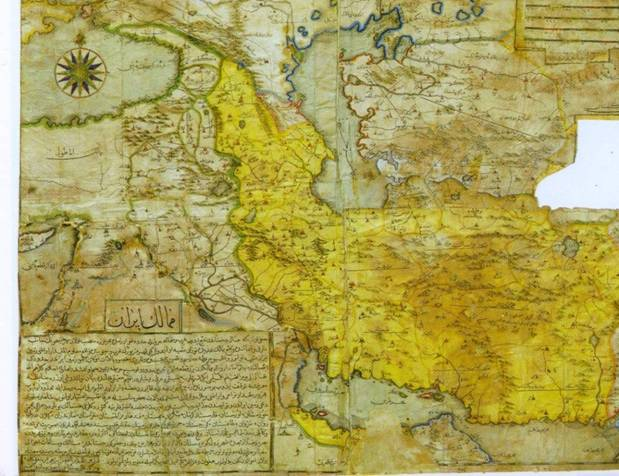
1729 ペルシャ湾 アジャム
ギフト
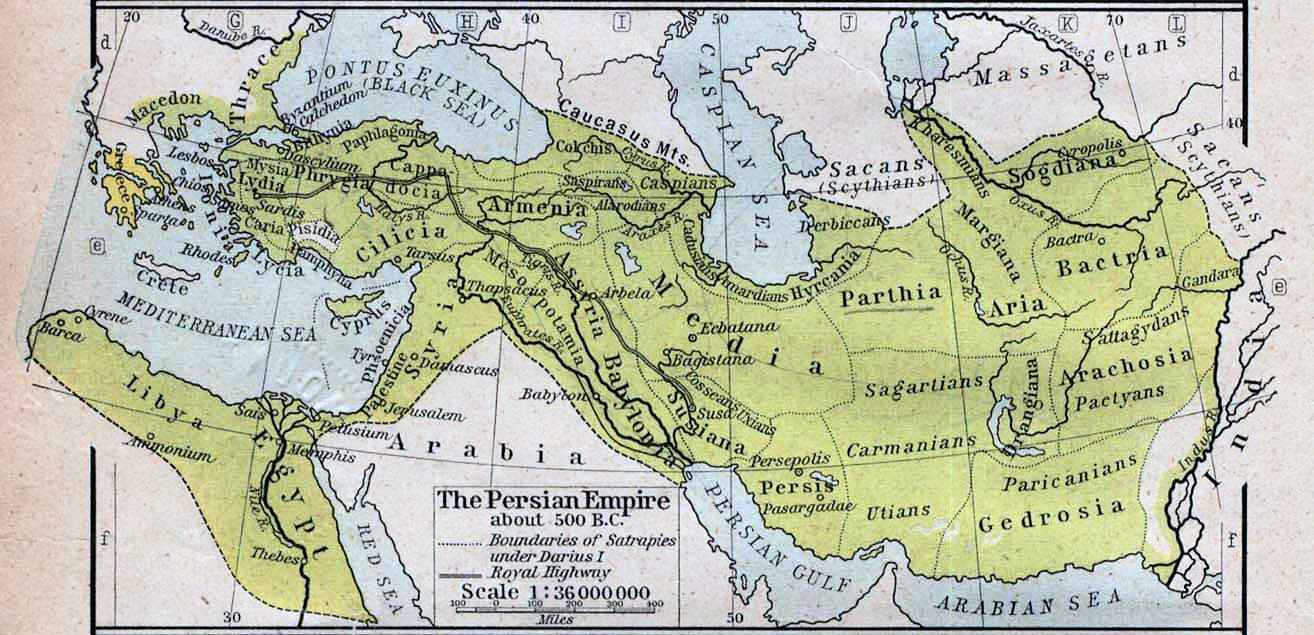
アジャム
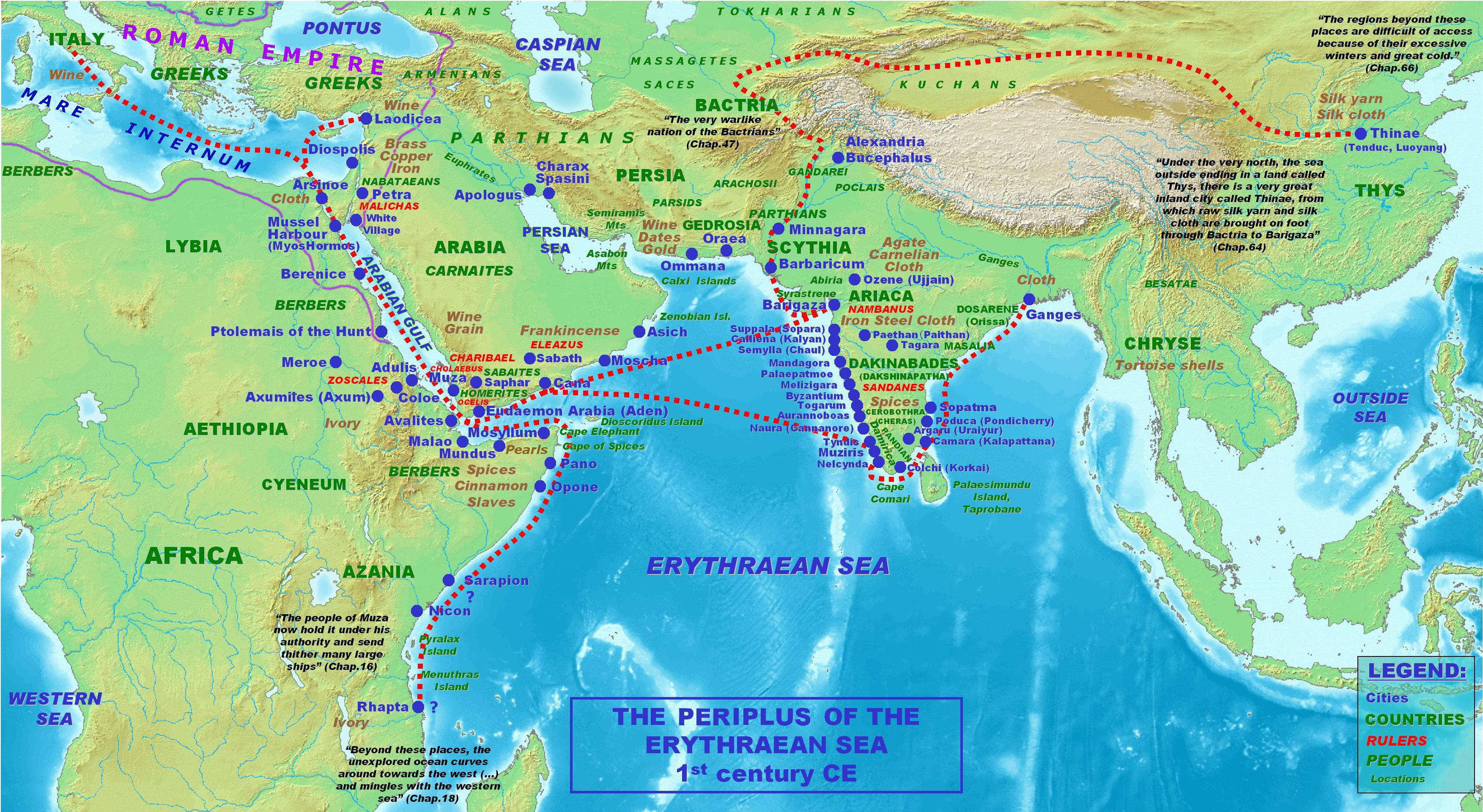
ペルシャ湾
ペルシャ湾
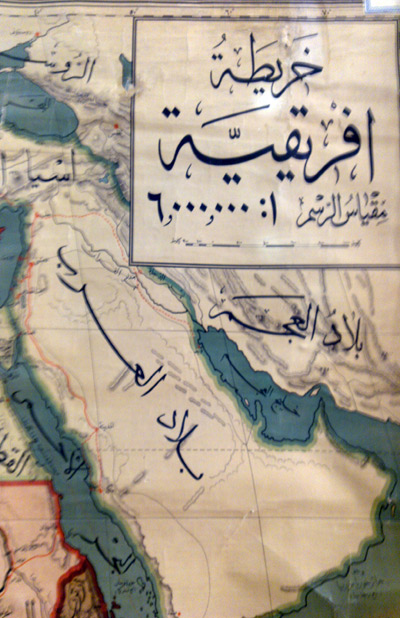
アジャム ペルシャ湾
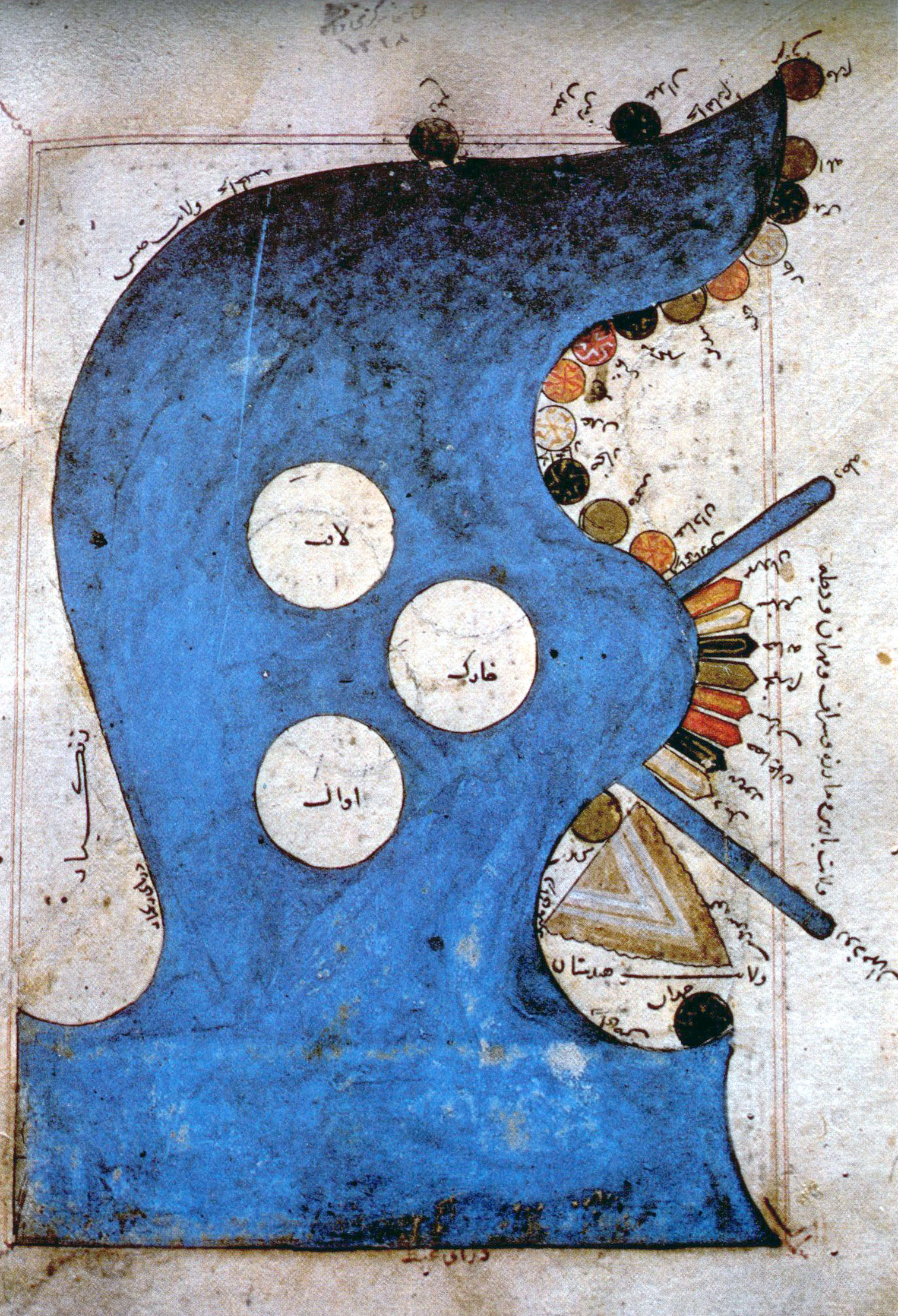
1200AD ペルシャ湾
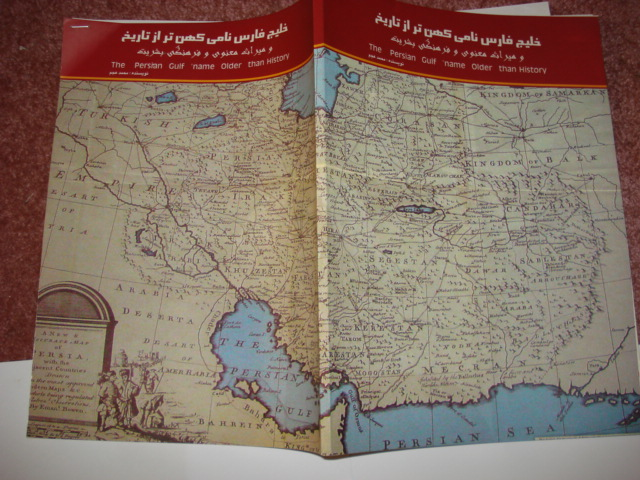
ペルシャ湾 1747
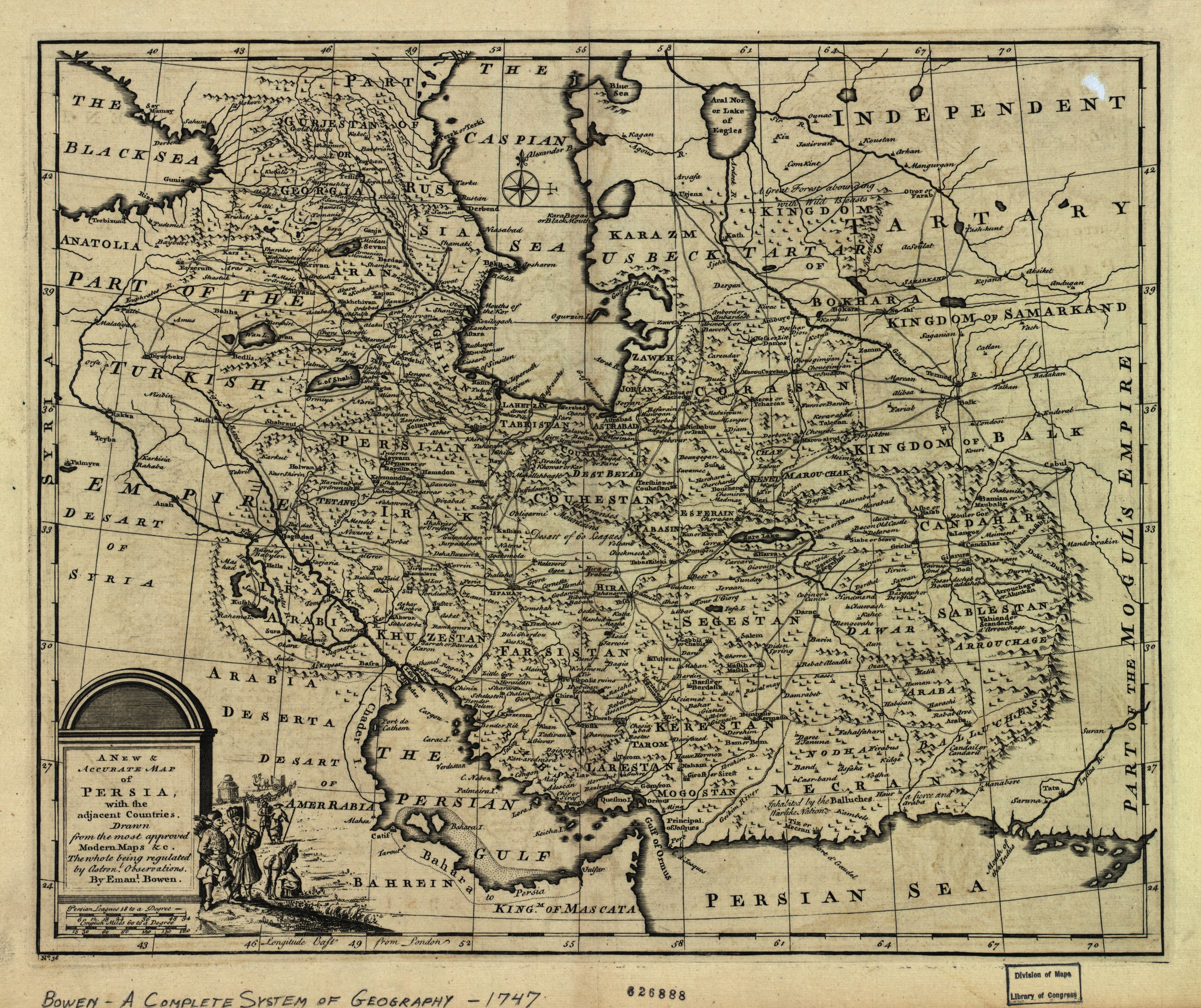
ペルシャ湾 1747
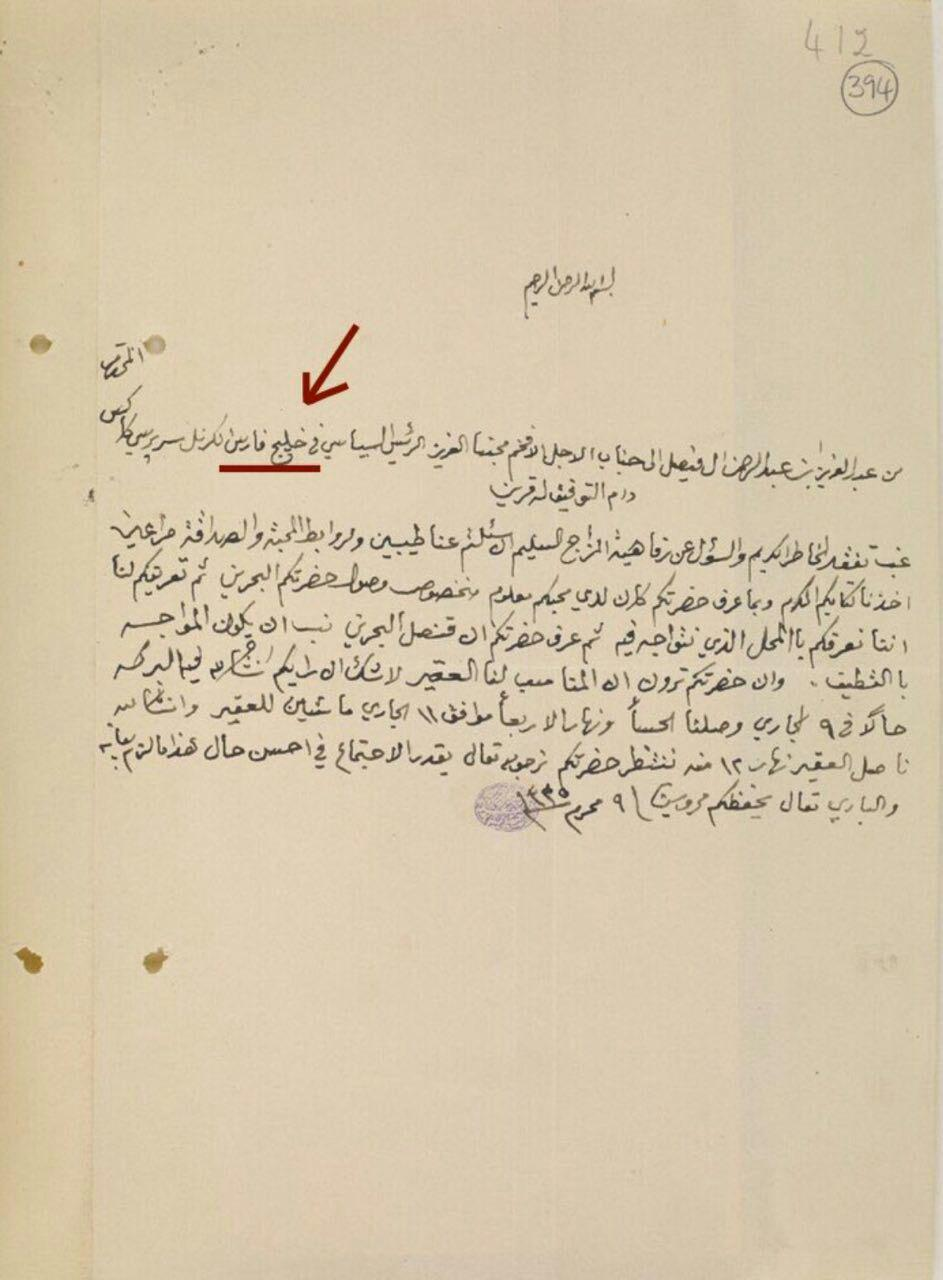
サウジ王の手紙 ペルシャ湾
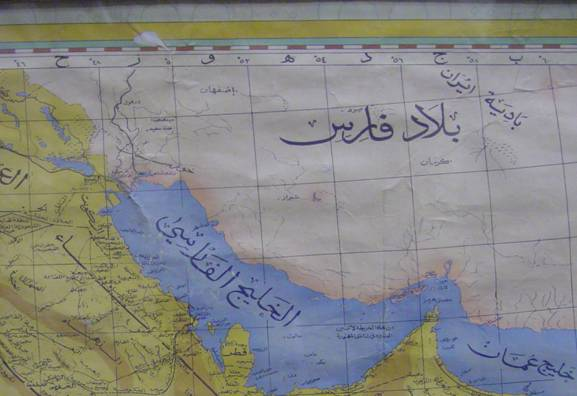
サウジの歴史地図 ペルシャ湾
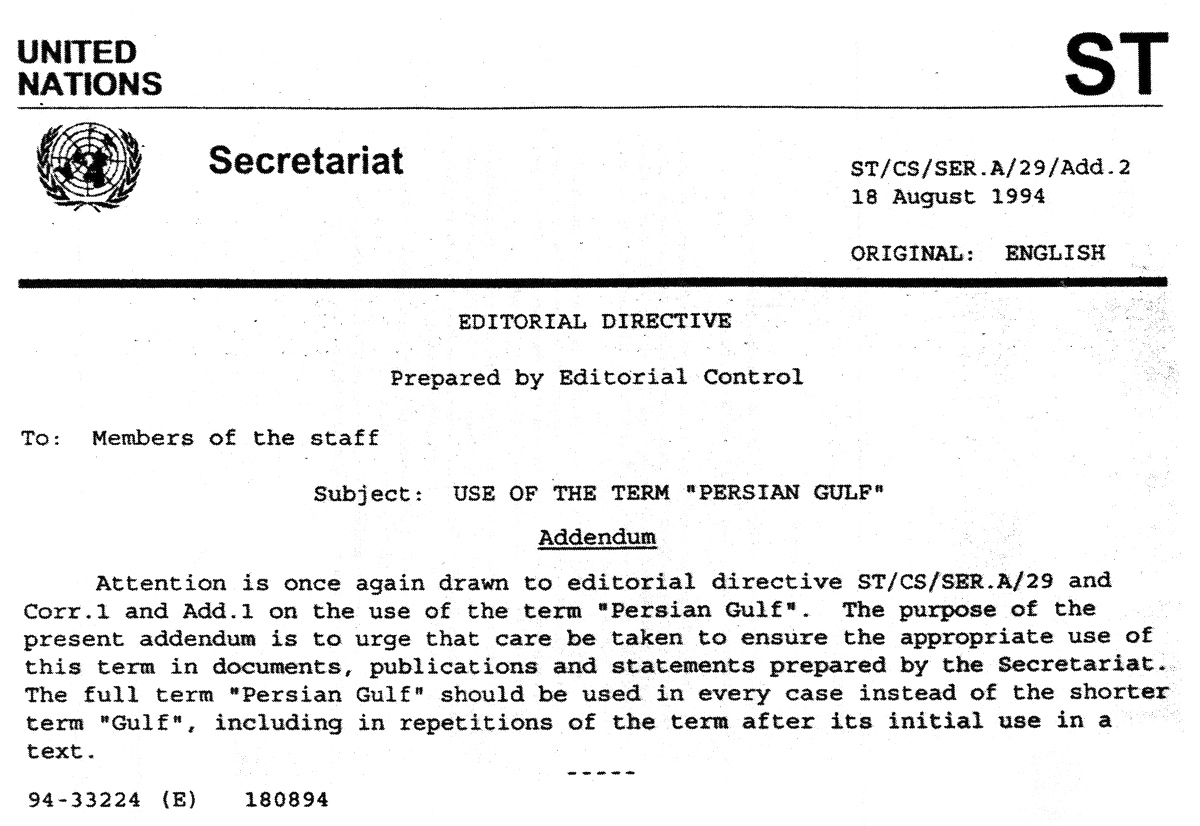
国連 ペルシャ湾
1970年 イラクの絨毯 「ペルシャ湾」
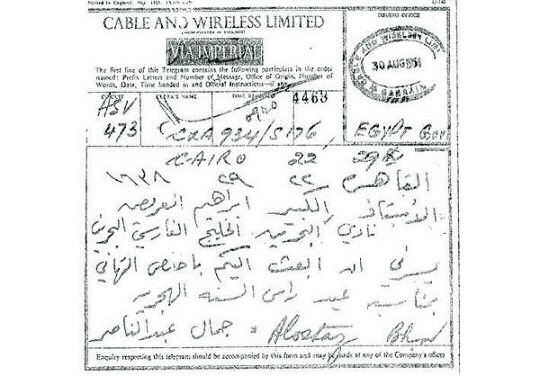
ガマール・アブドゥル＝ナーセルによる「ペルシャ湾」との表記
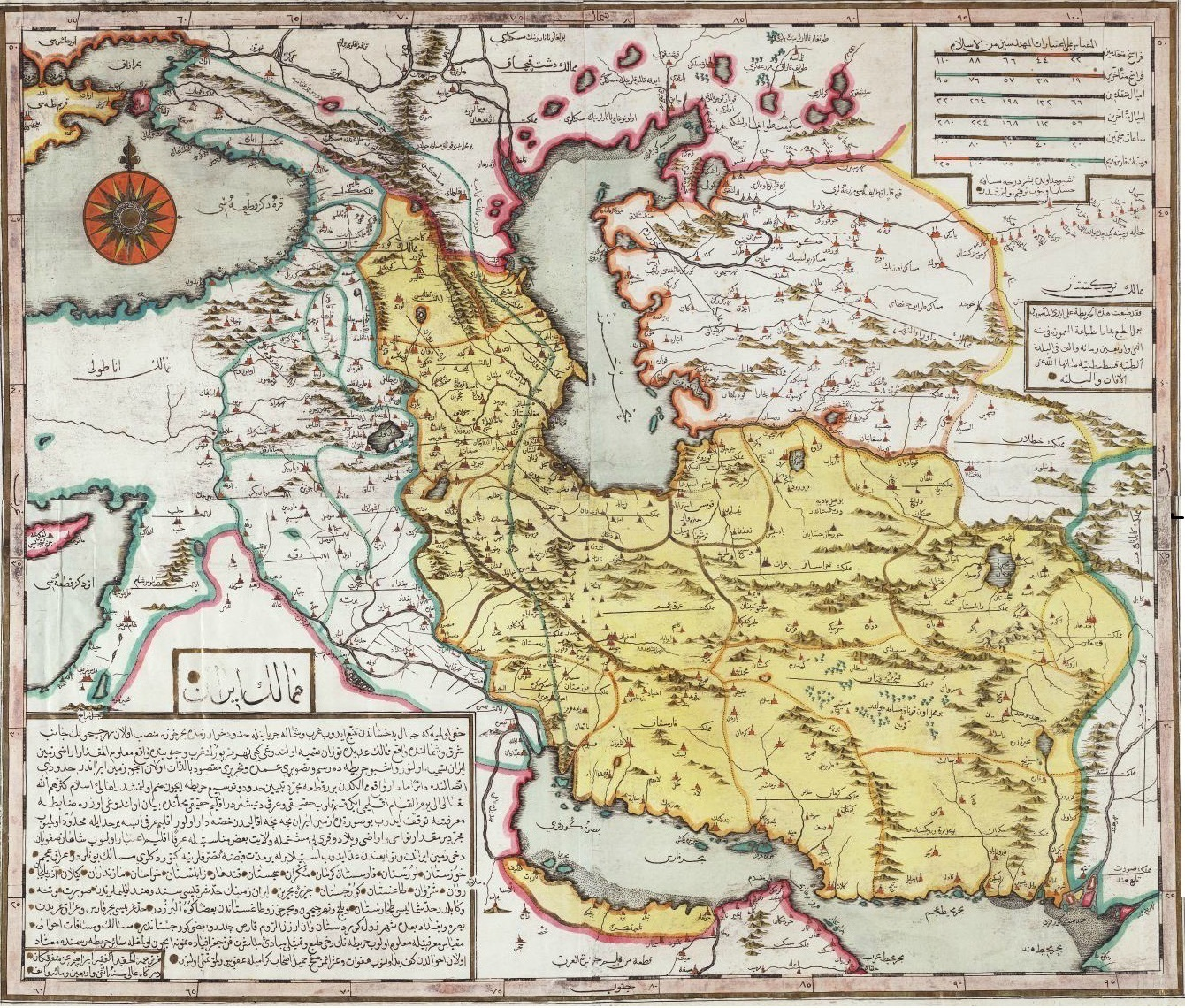
トルコ: BahreFars(ペルシャ湾) オスマン朝 公式の地図
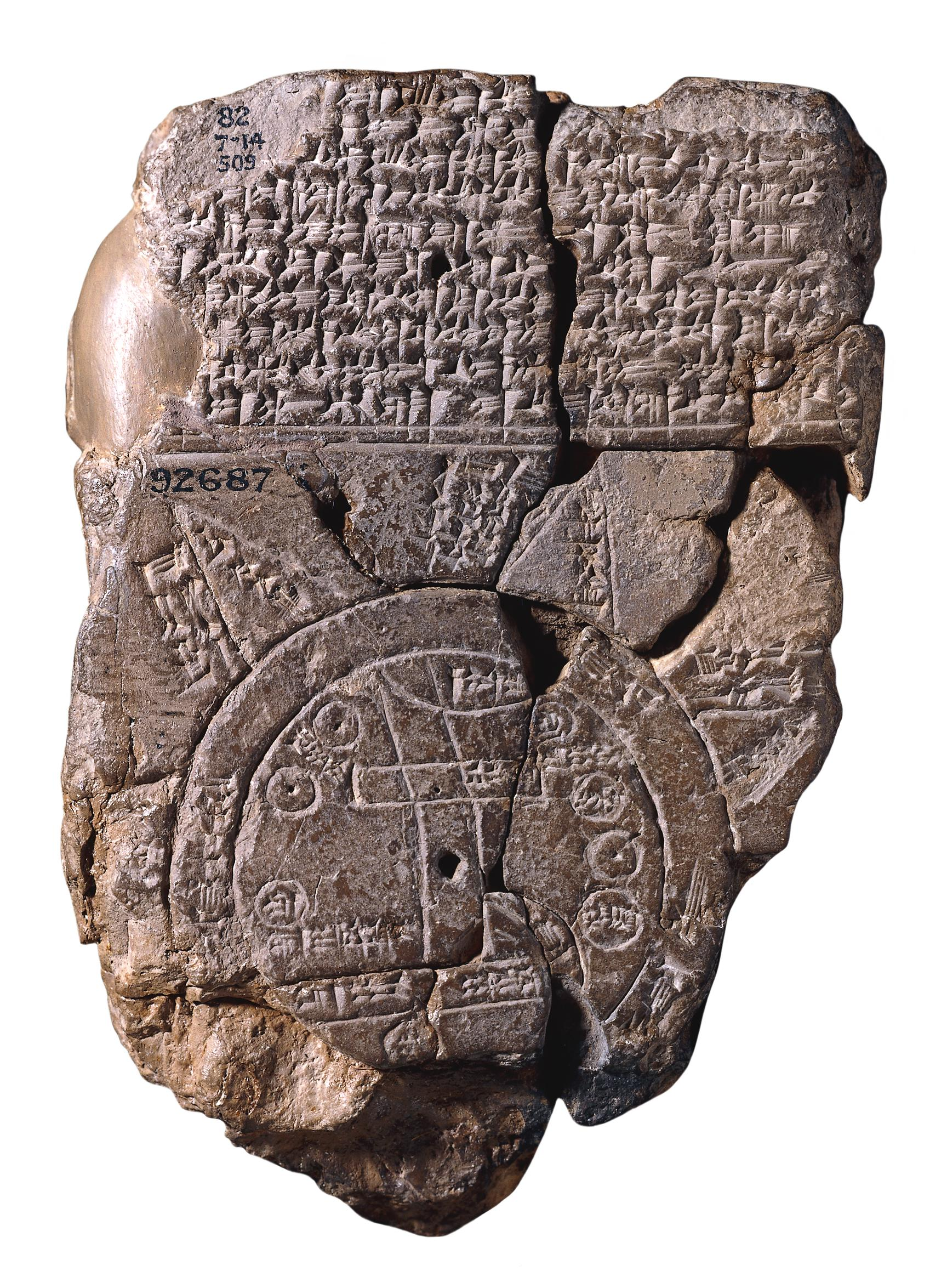
バビロニア語ペルシャ湾
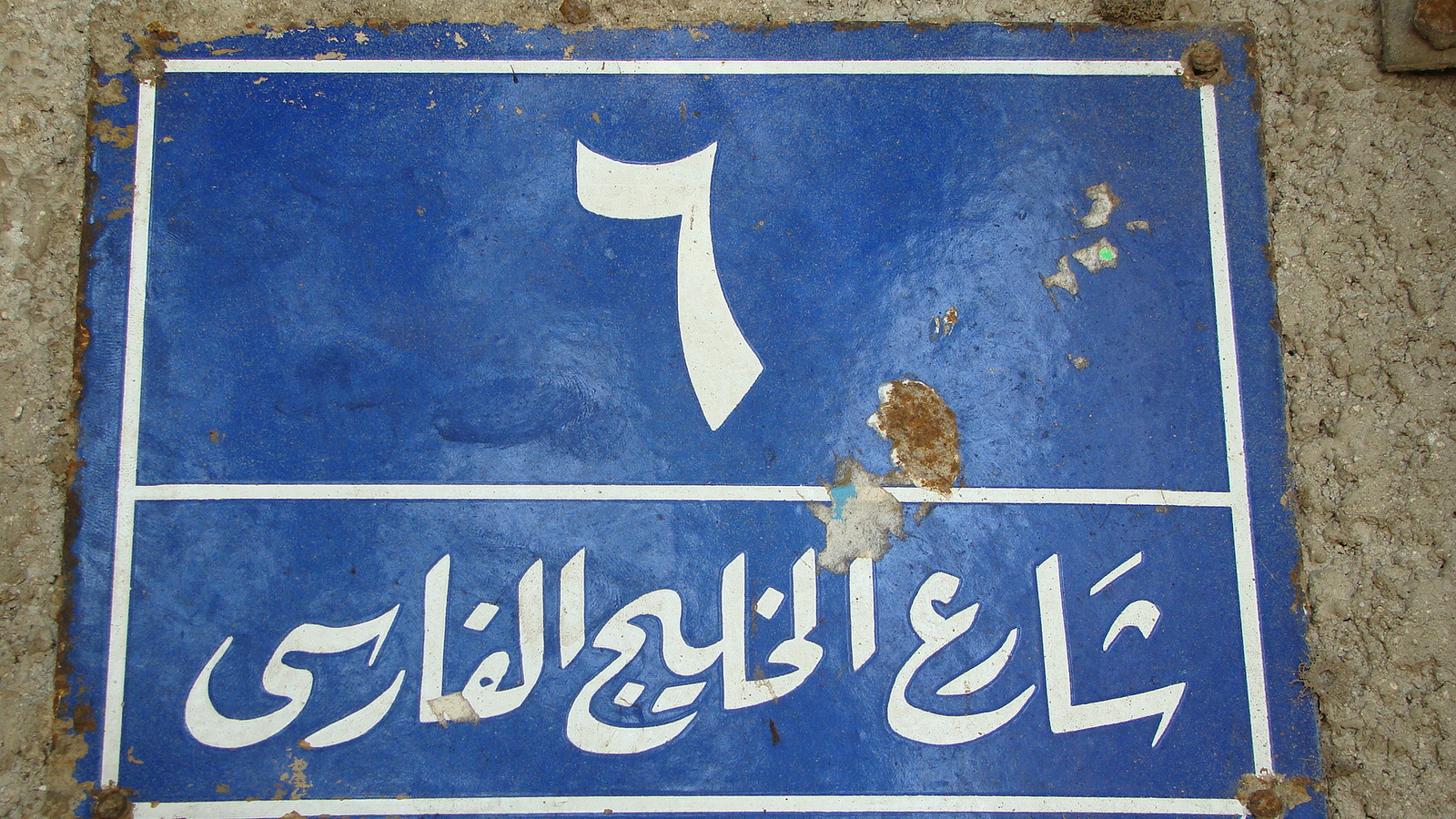
「ペルシャ湾」とあるカイロの通り 1958年
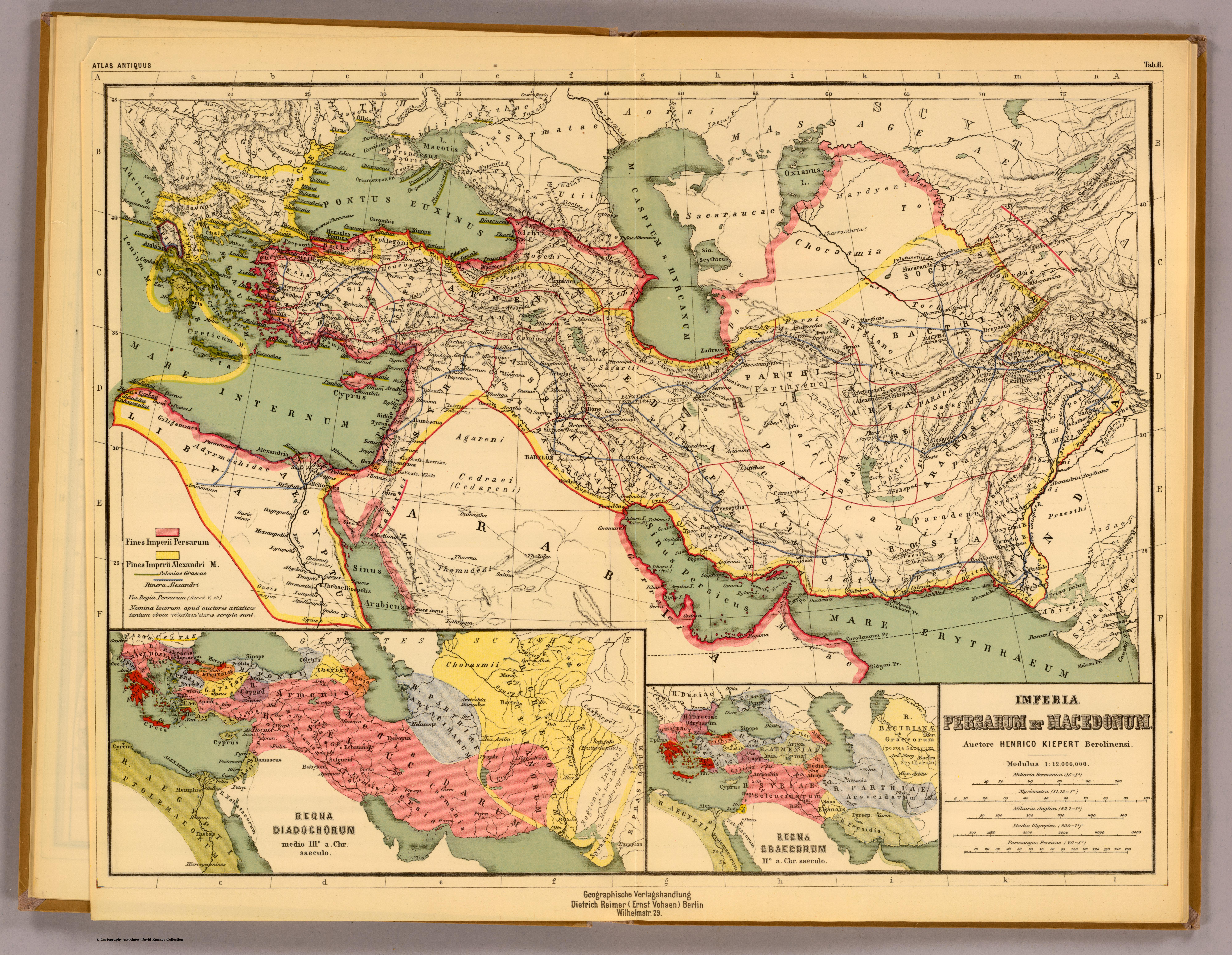
Heinrich. ペルシャ湾 1903
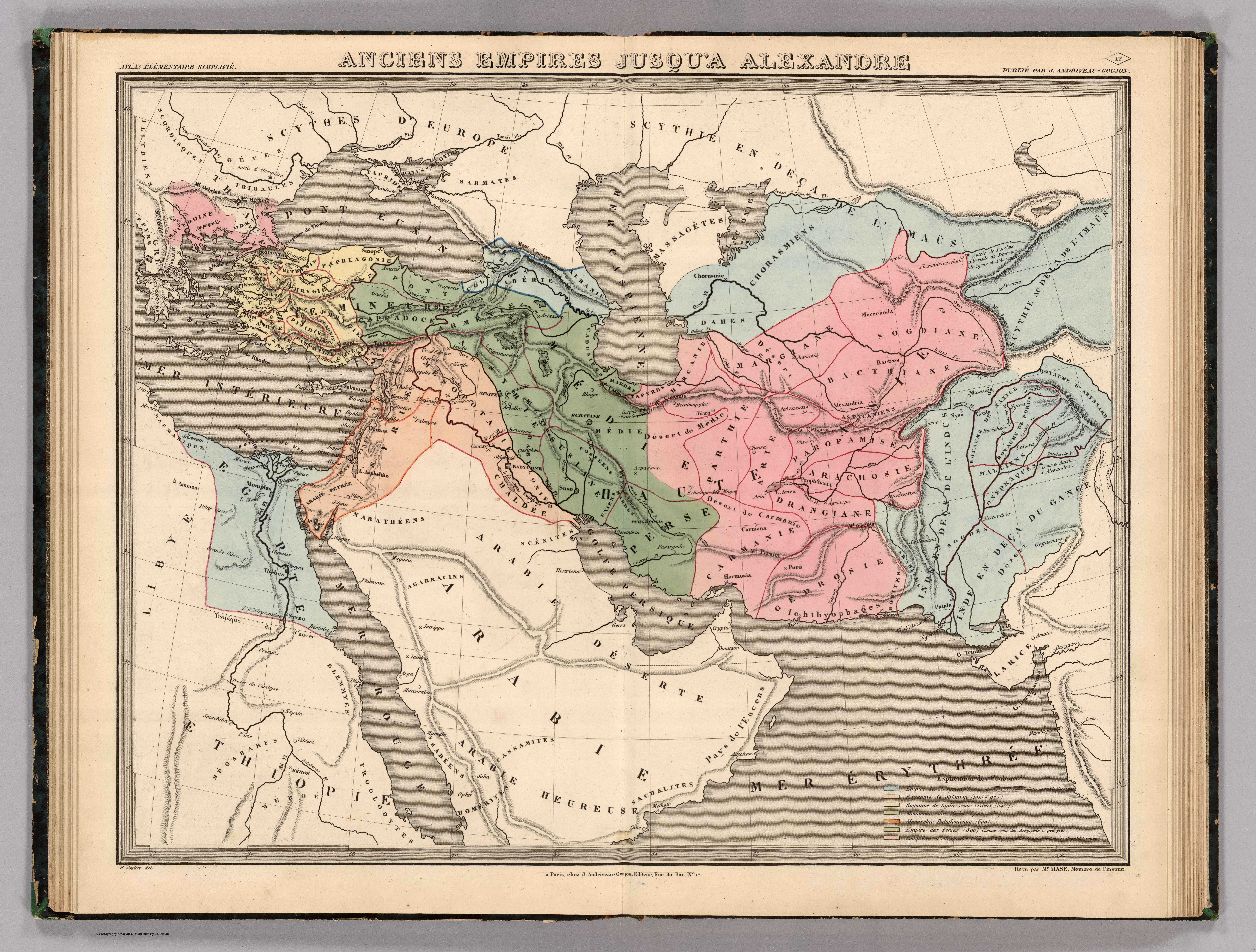
1838
An Pomponius Mela 43 AD.歴史地図 ペルシャ湾
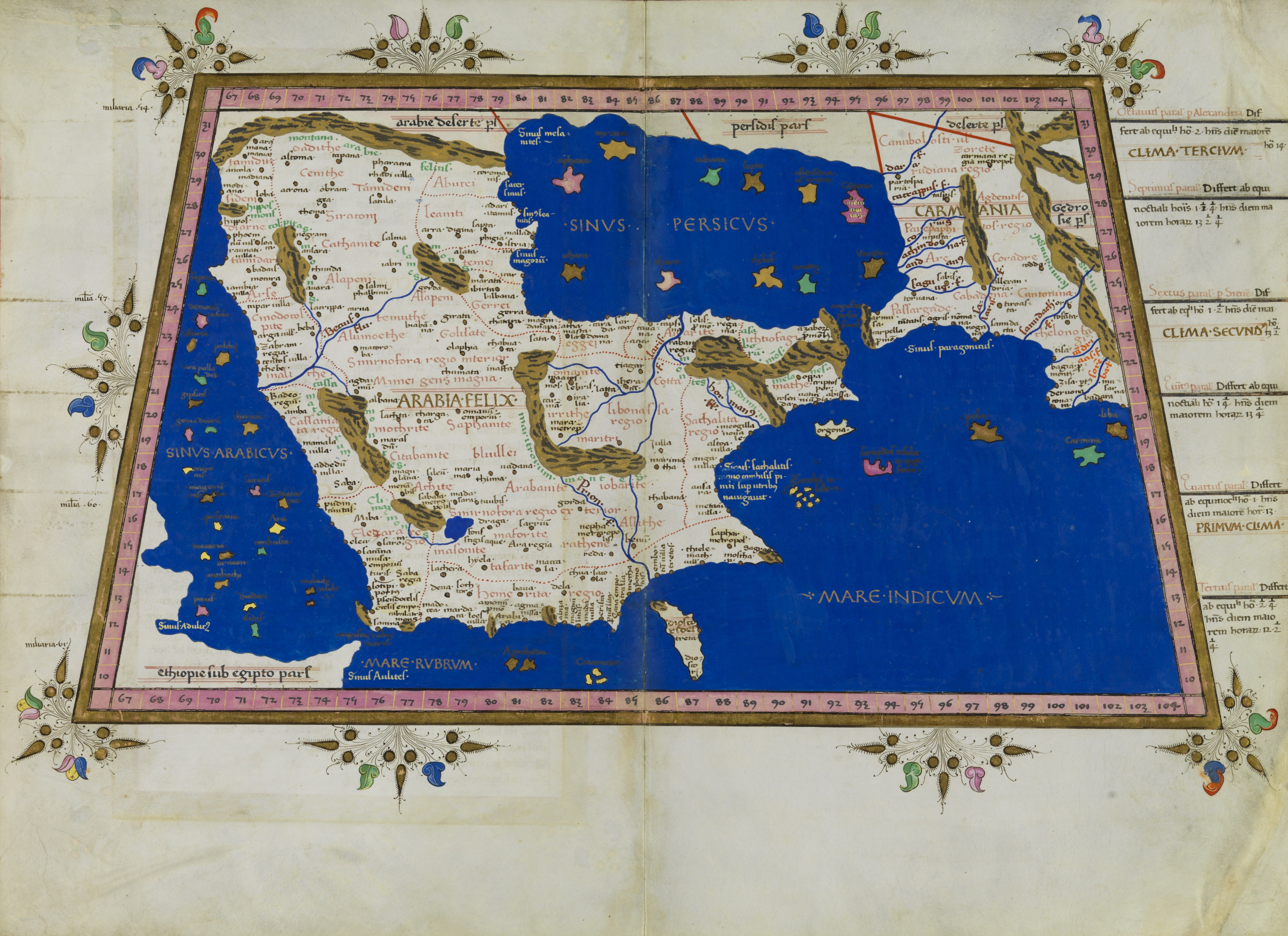
歴史地図 ペルシャ湾  1467
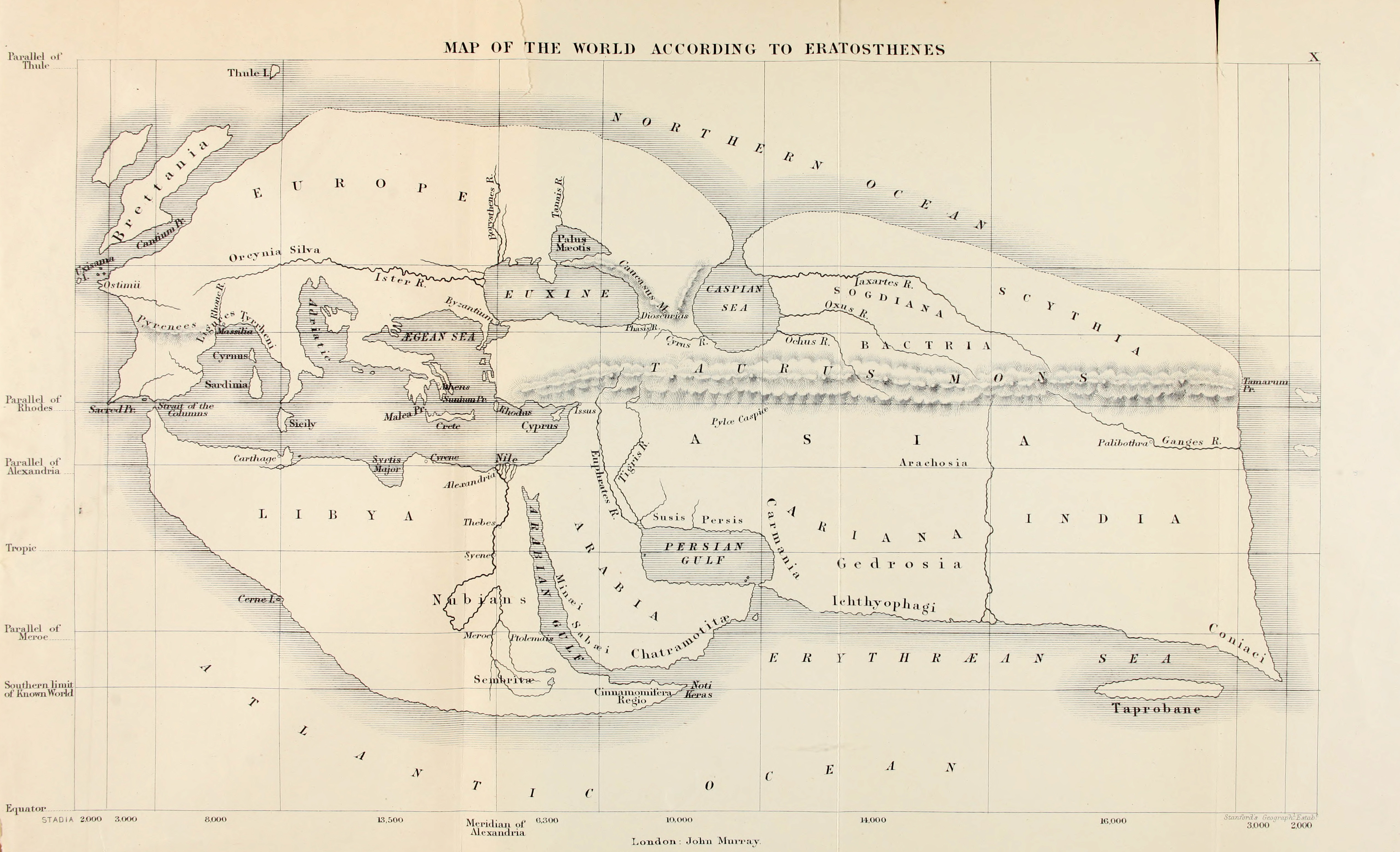
194 BCペルシャ湾
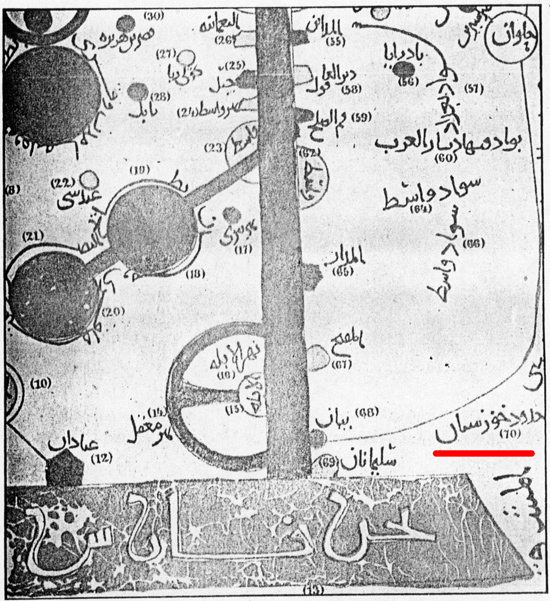
1200 歴史地図 ペルシャ湾地域
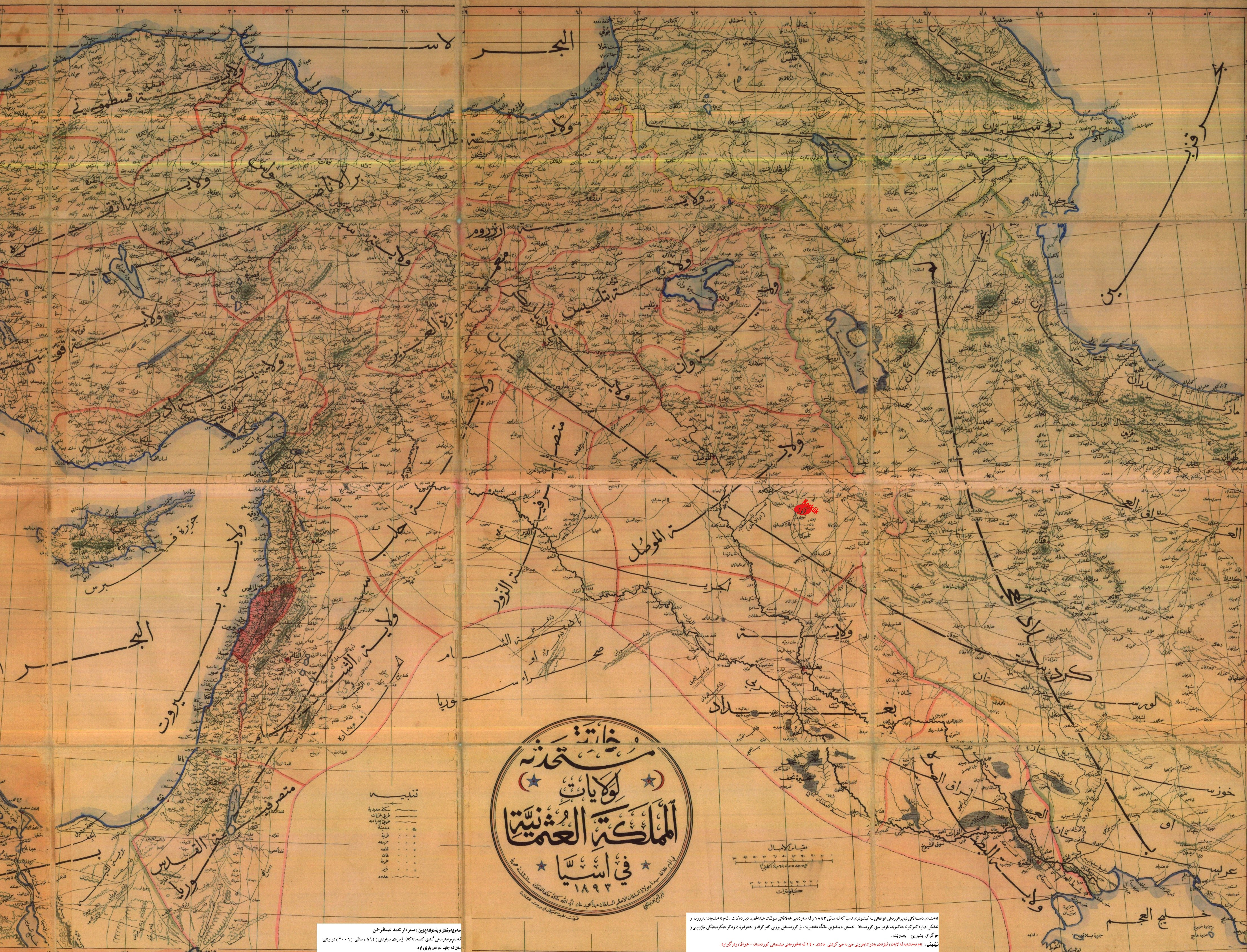
1893 歴史地図 ペルシャ湾 アジャム
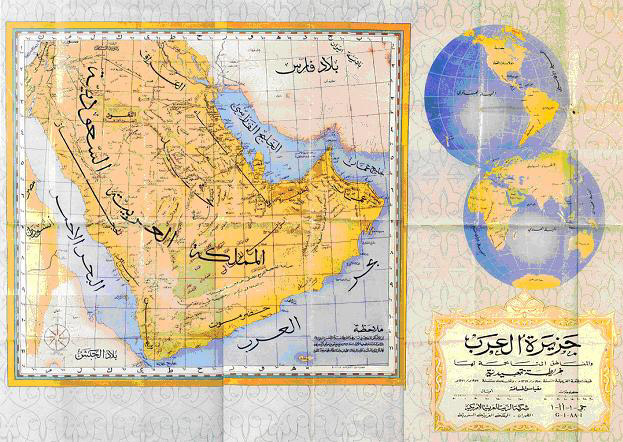
歴史地図 ペルシャ湾 1952 (الخليج الفارسي).
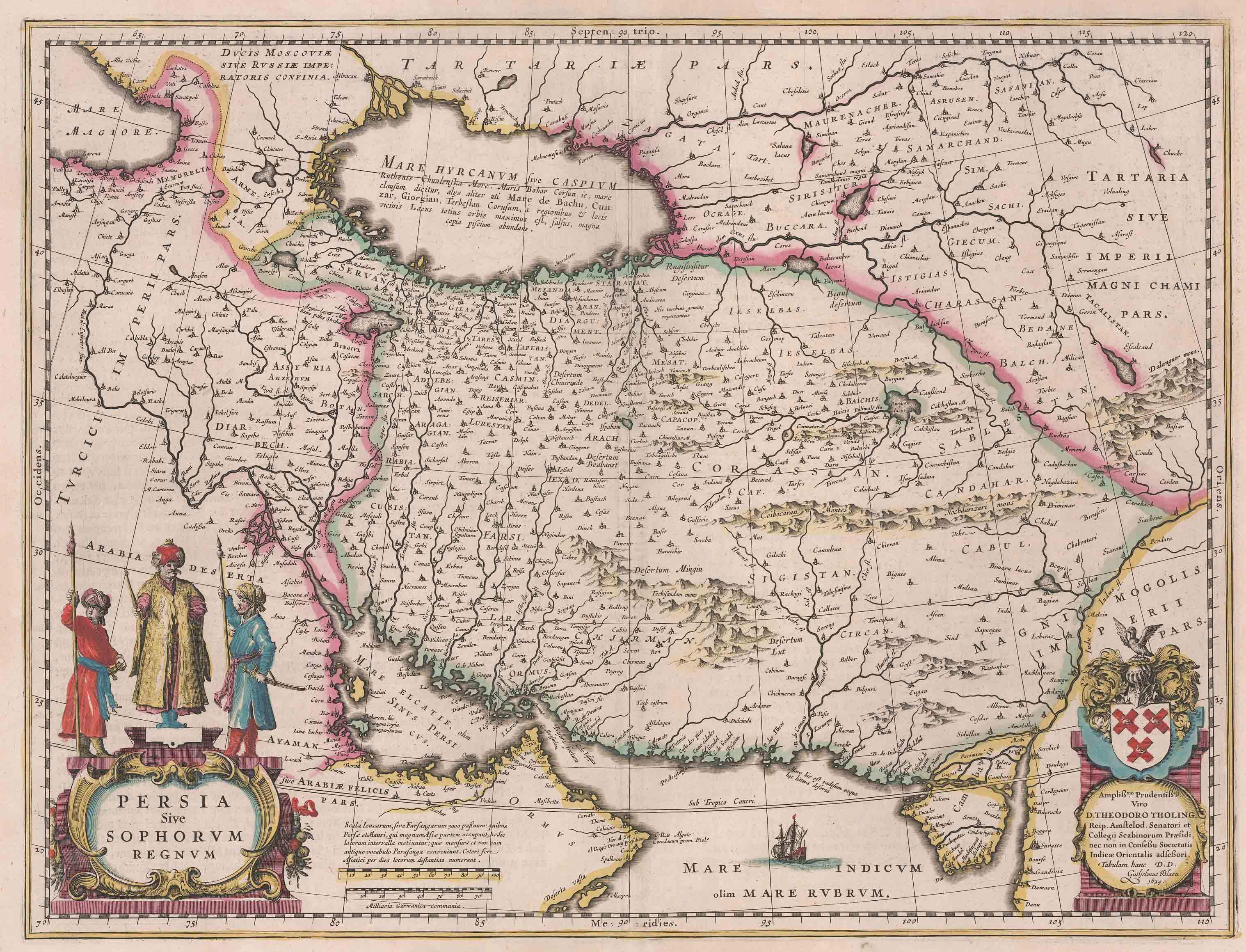
歴史地図 ペルシャ湾 1640
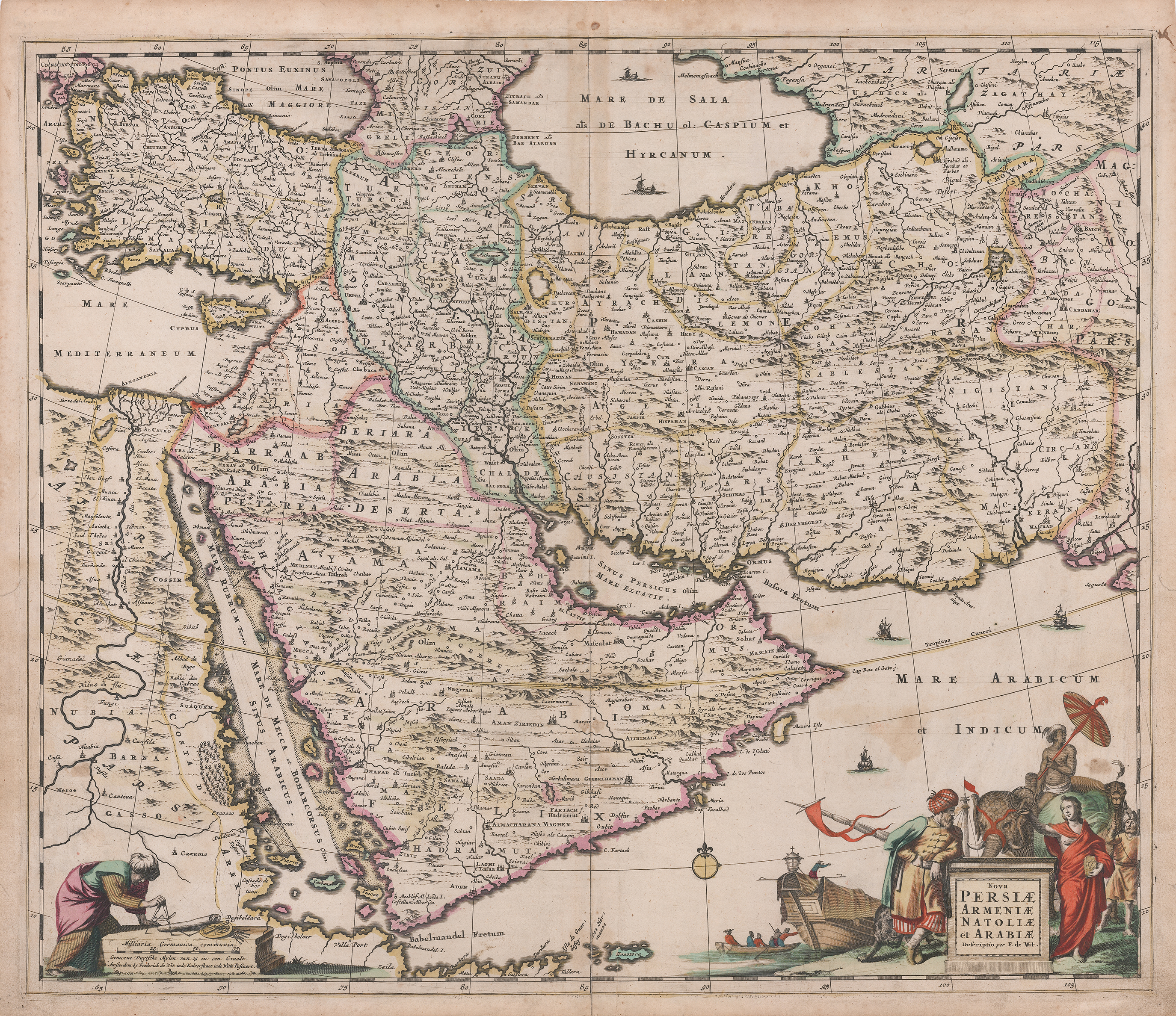
Jacob van Merus, 1680,歴史地図 ペルシャ湾
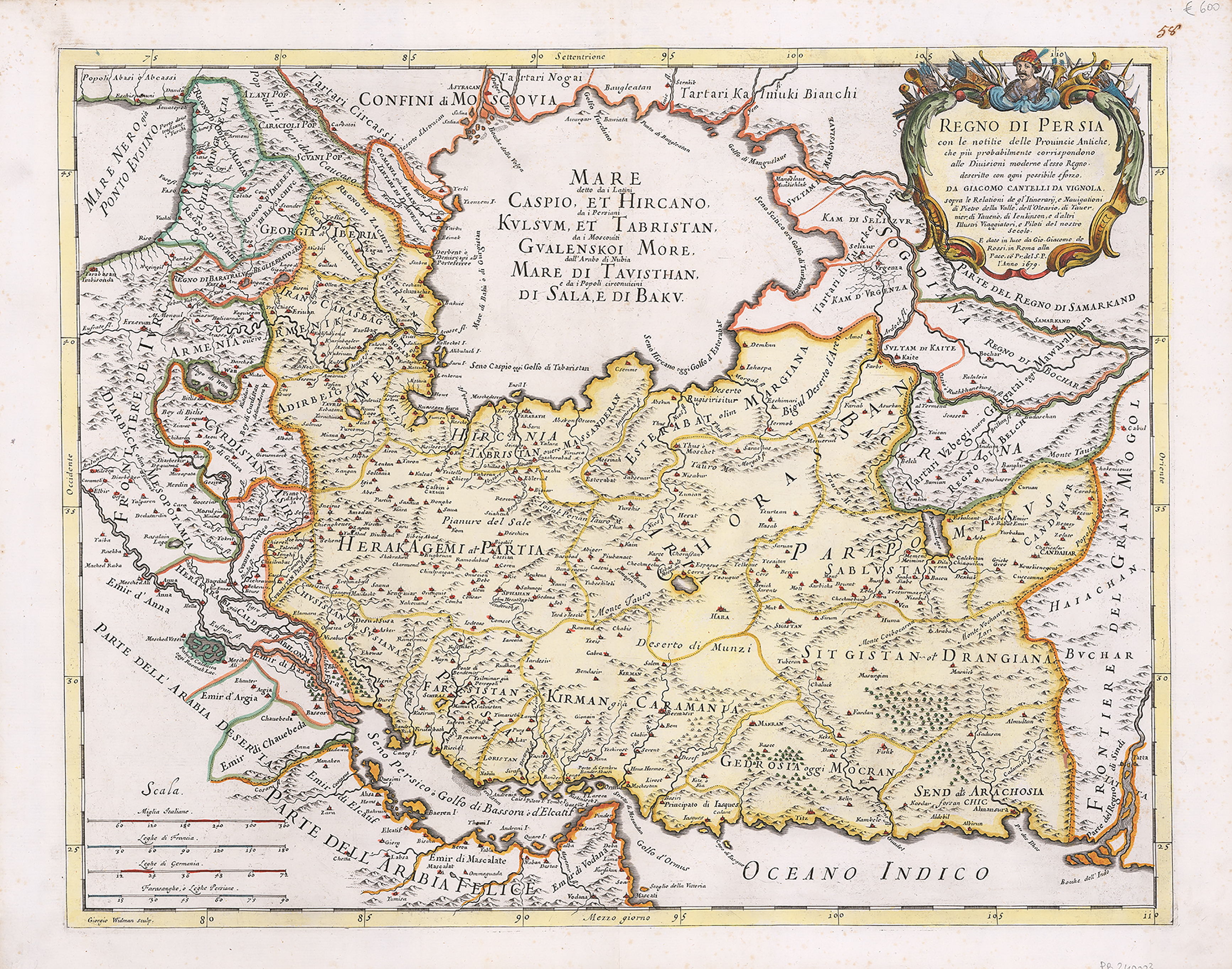
1679
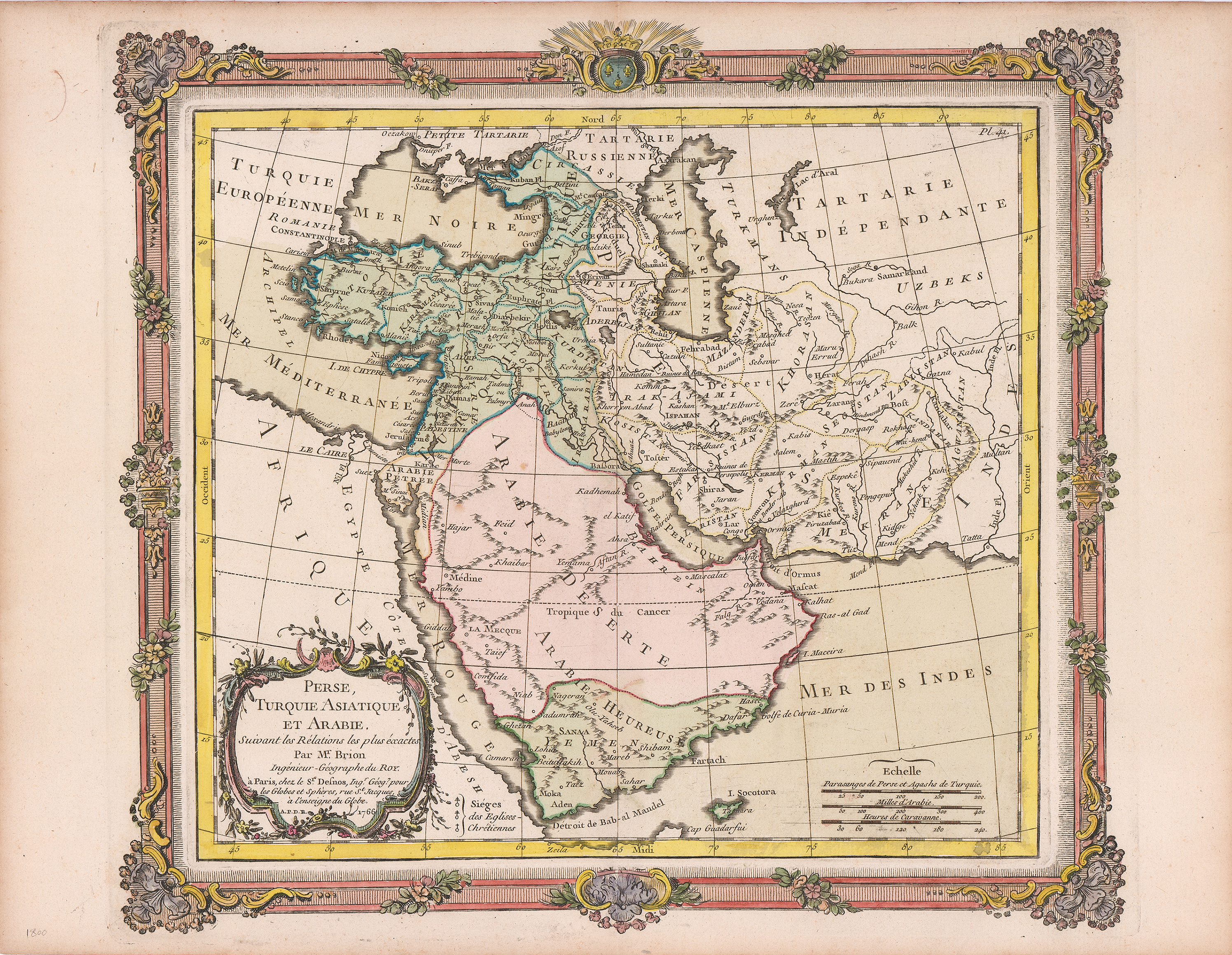
ペルシャ湾 1766
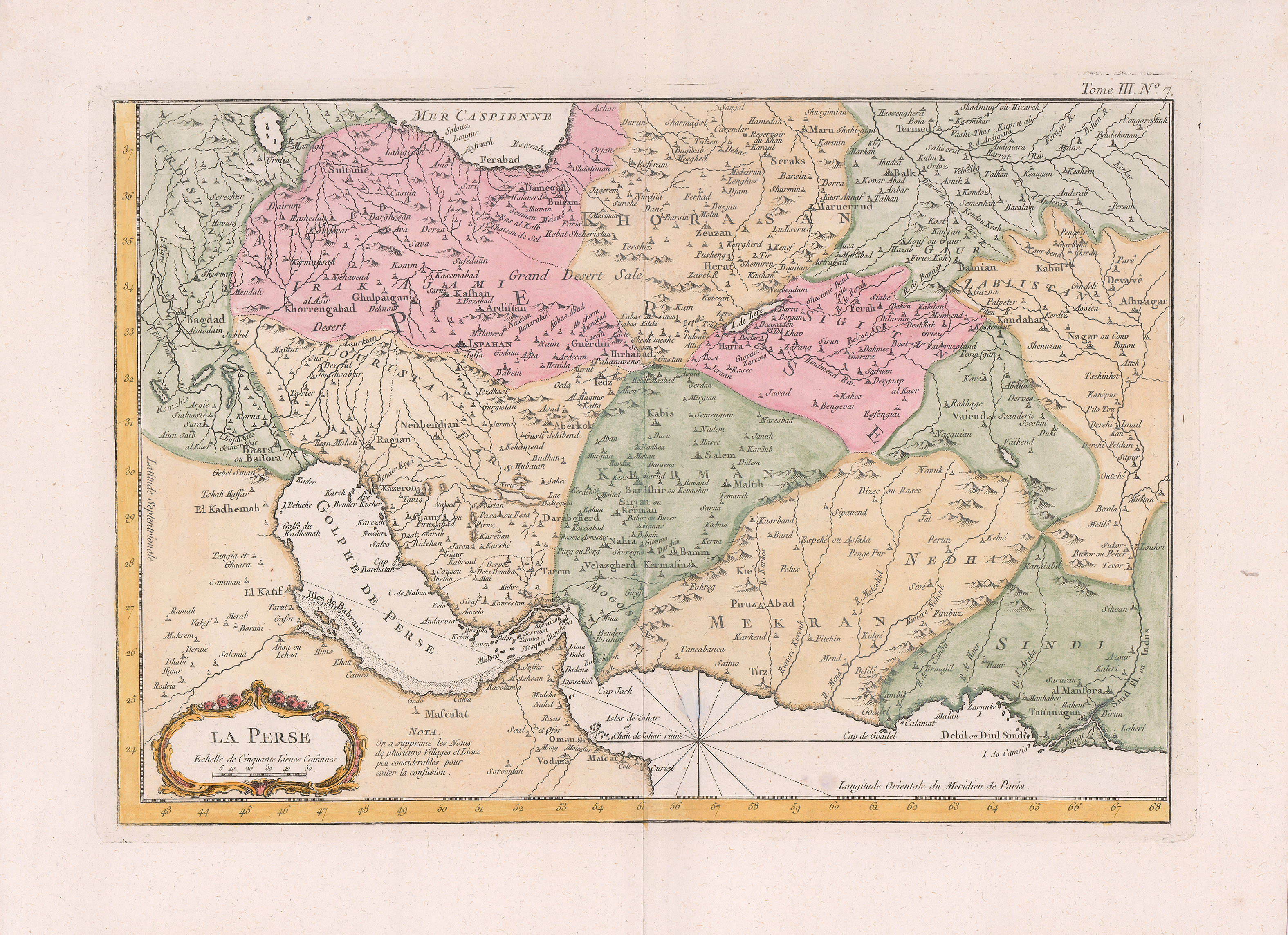
歴史地図 ペルシャ湾 1764
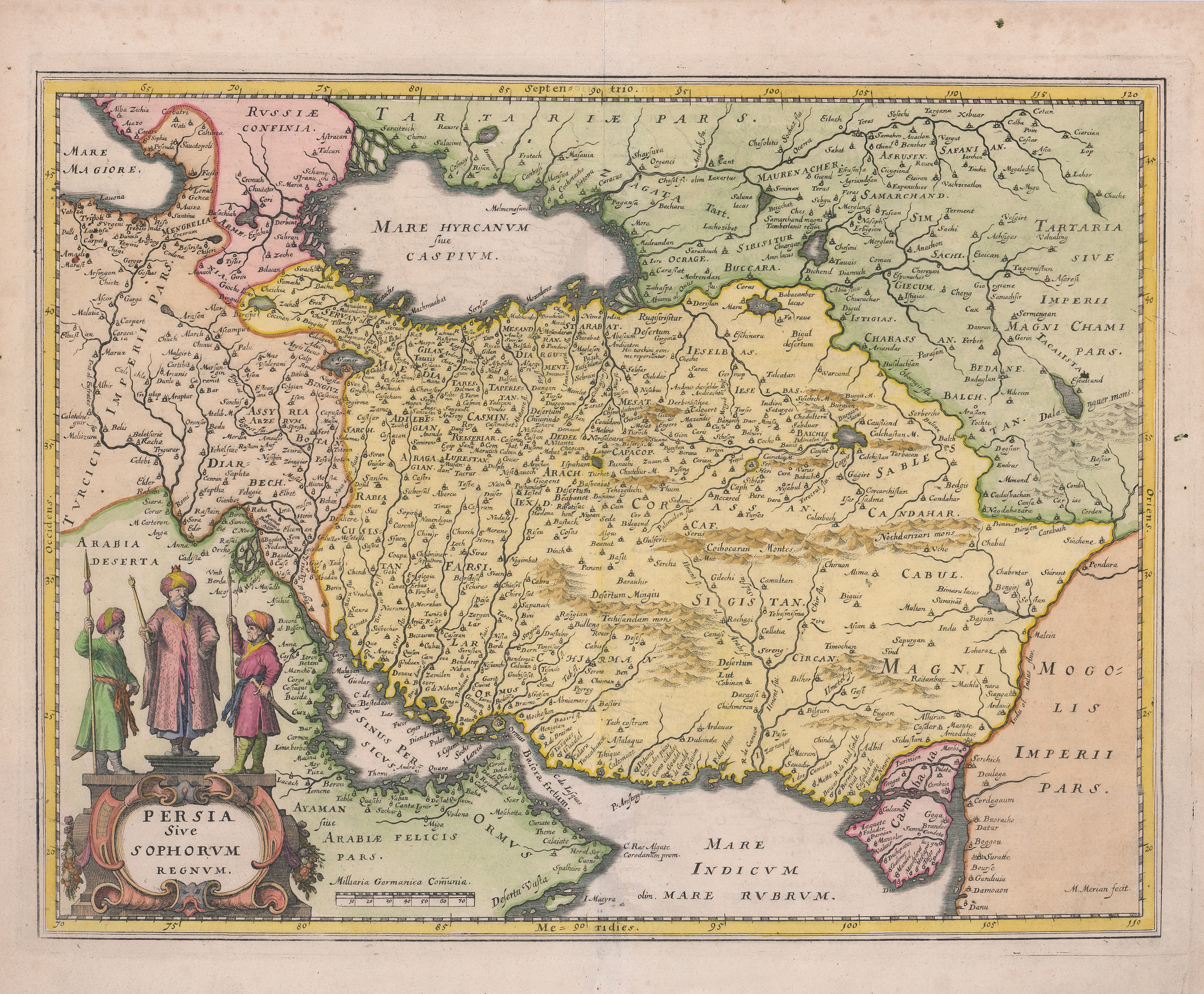
1638 P. G
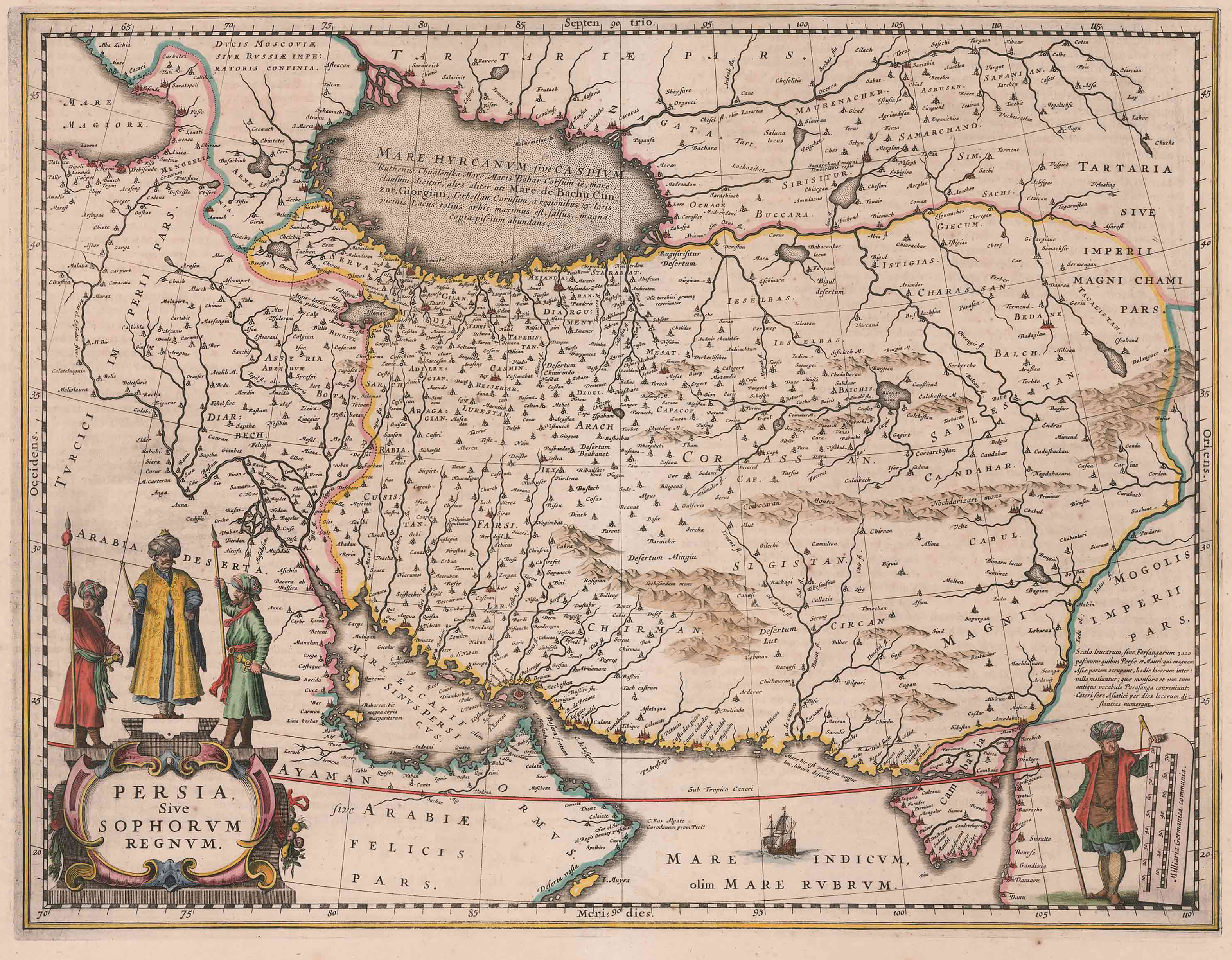
アムステルダム ペルシャ湾 1640
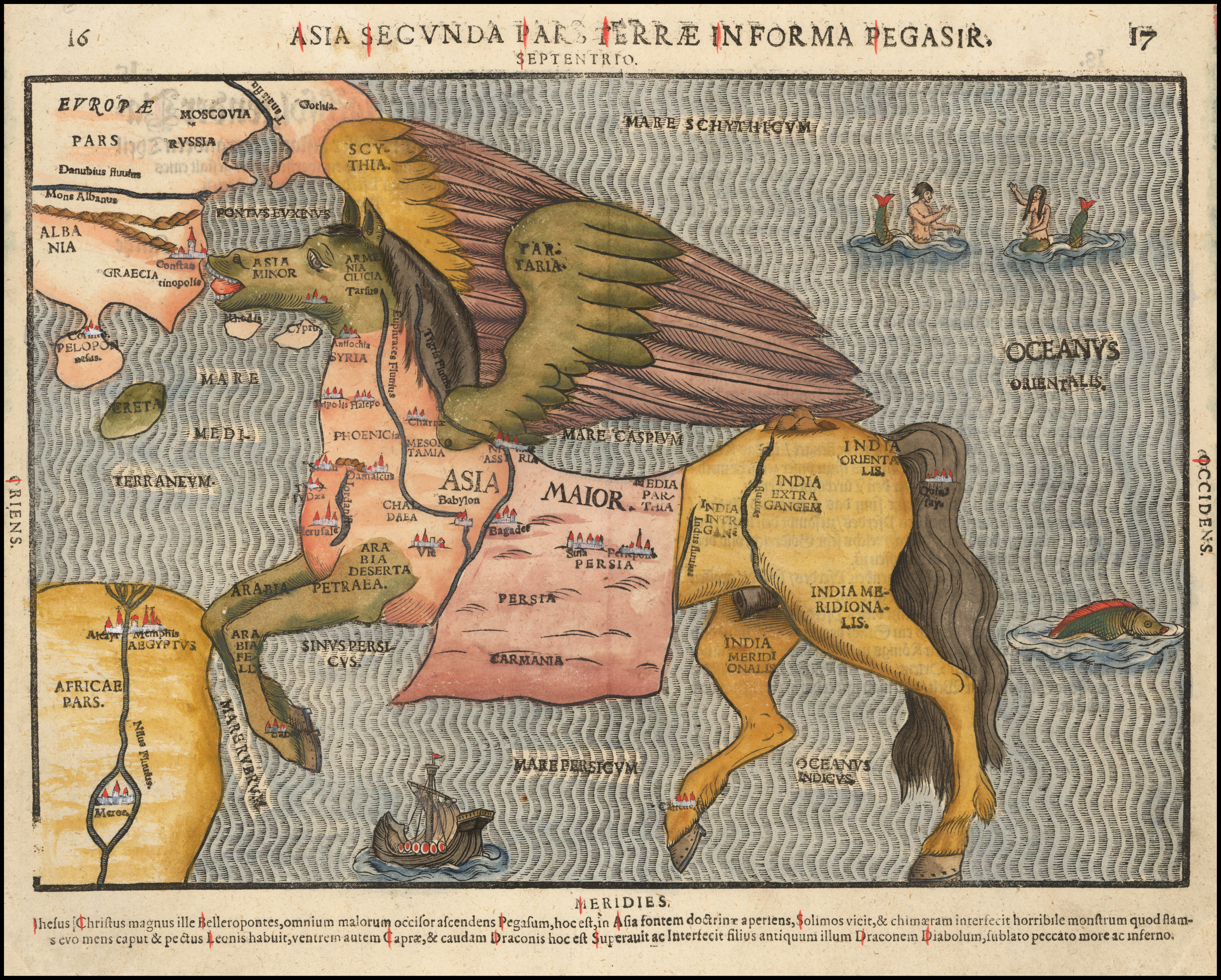
Sinus Persicus and the Mare Persicum 1581 歴史地図 ペルシャ湾
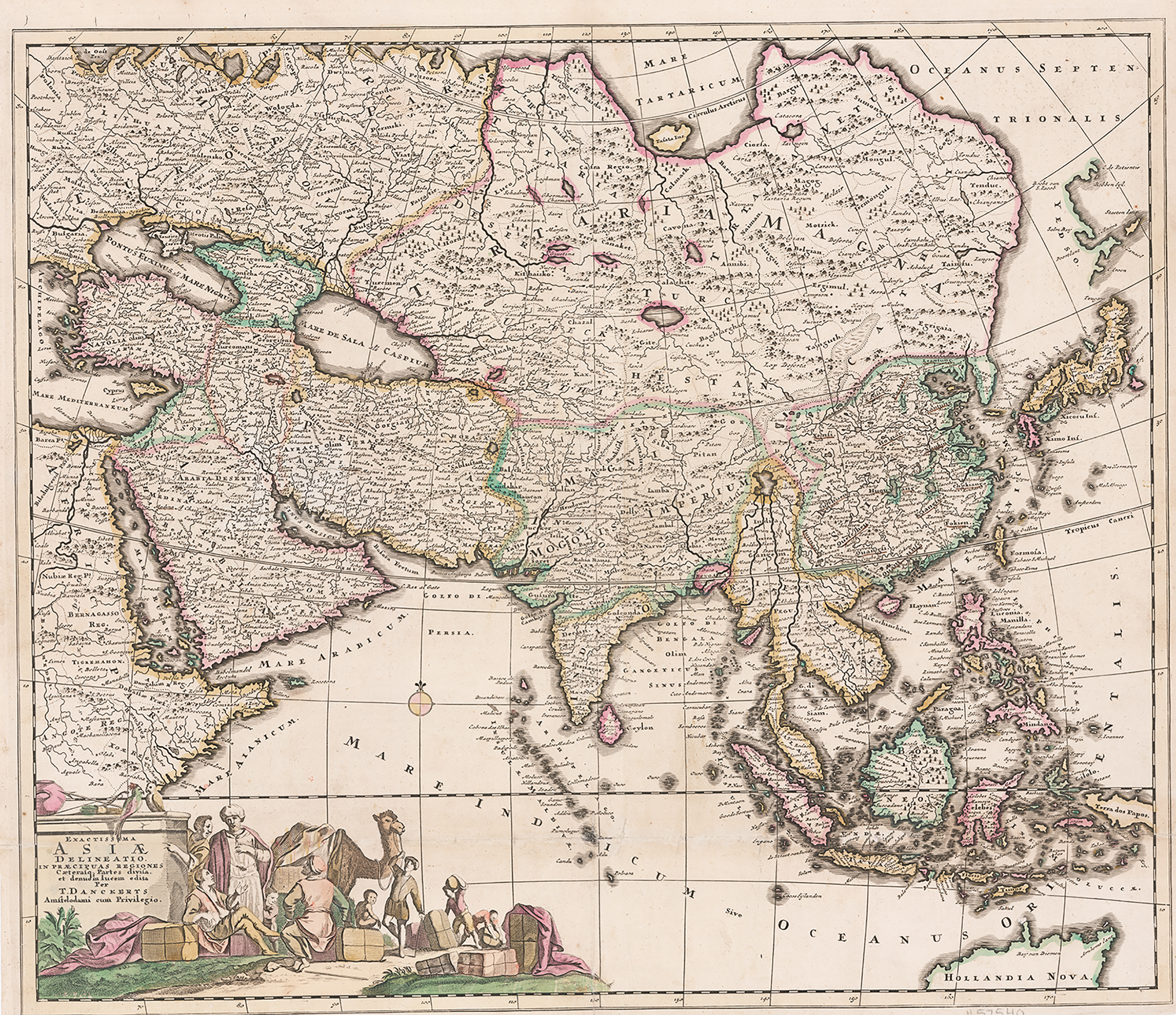
歴史地図 ペルシャ湾 1700
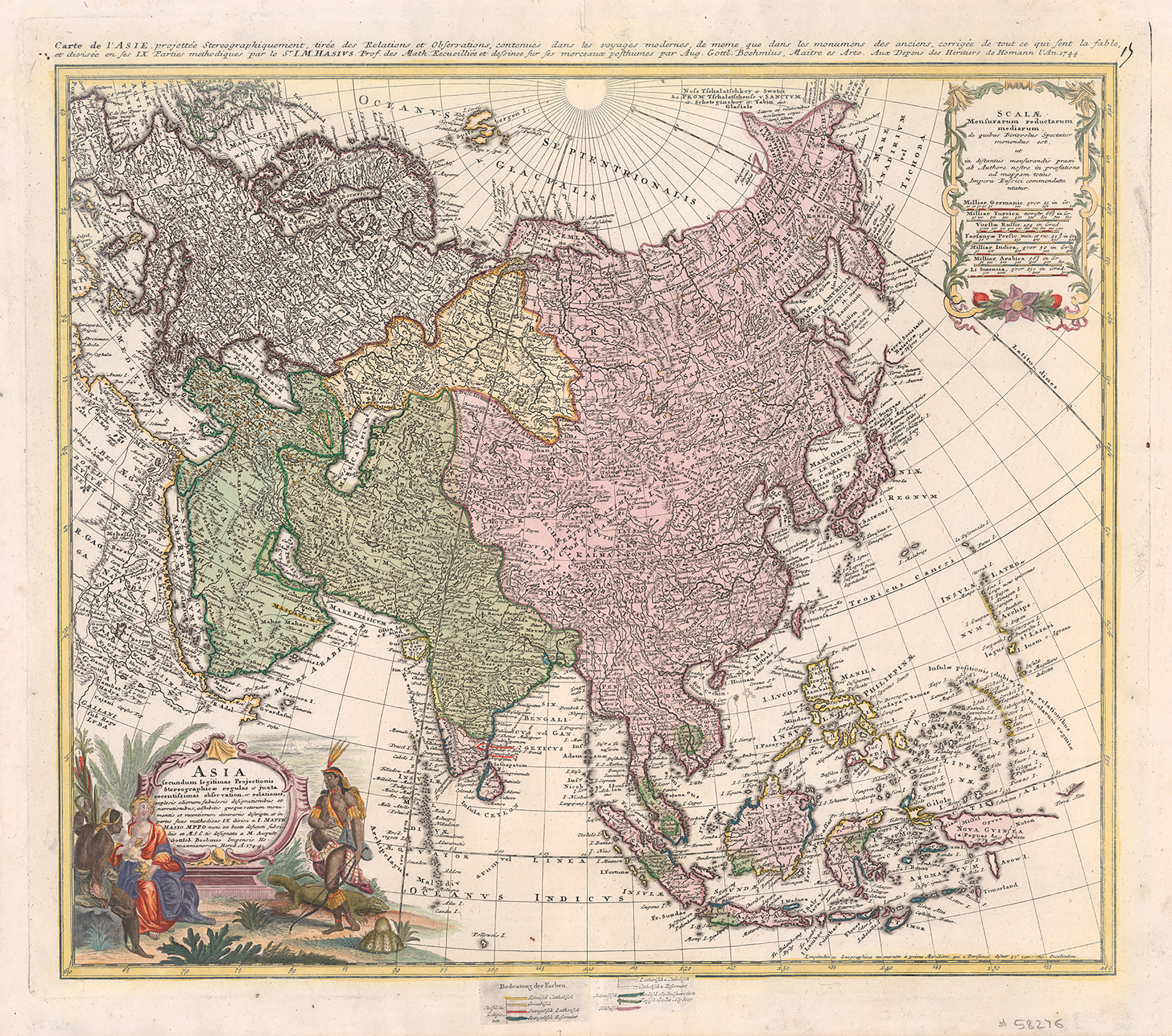
Nuremberg / 1744 . ペルシャ湾
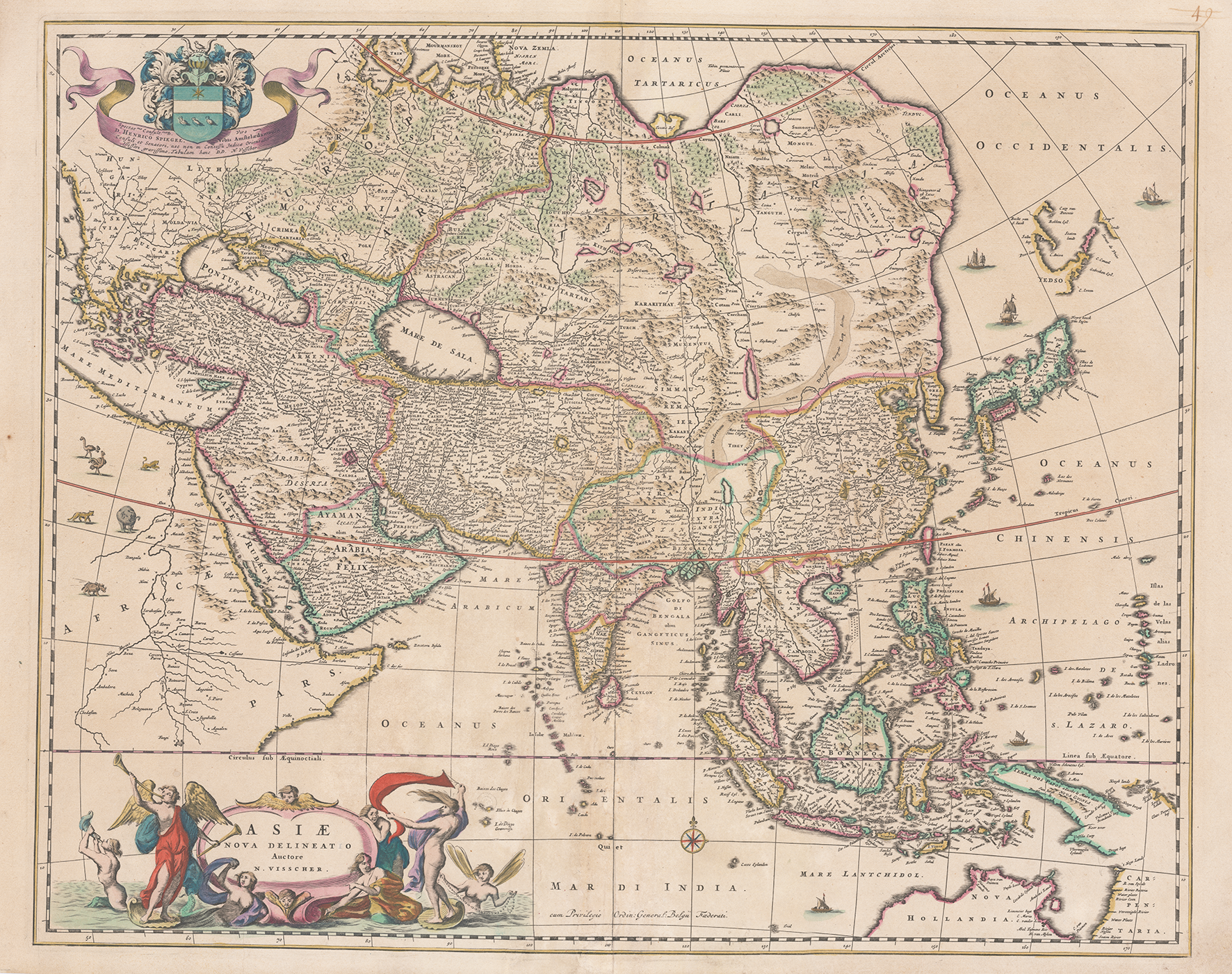
1670
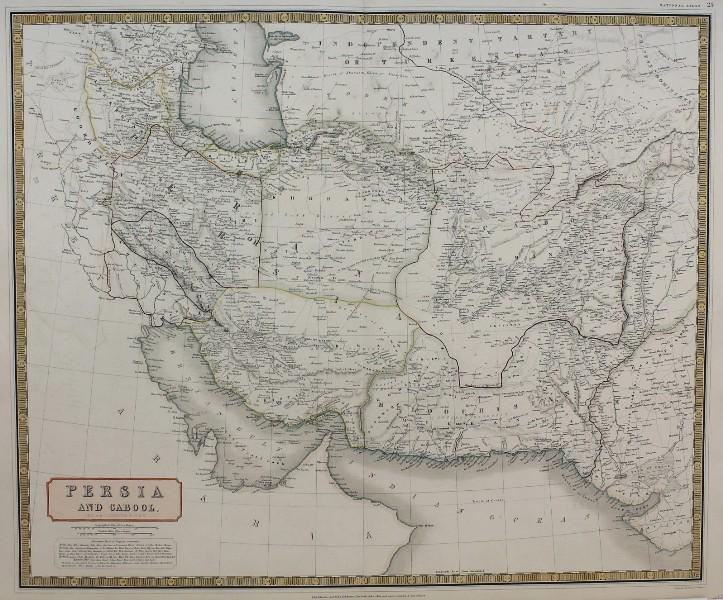
1850
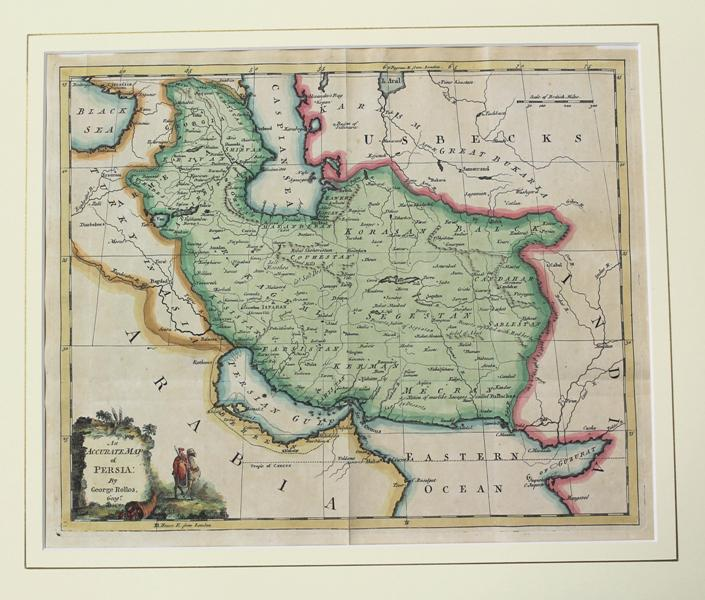
ペルシャ湾1770
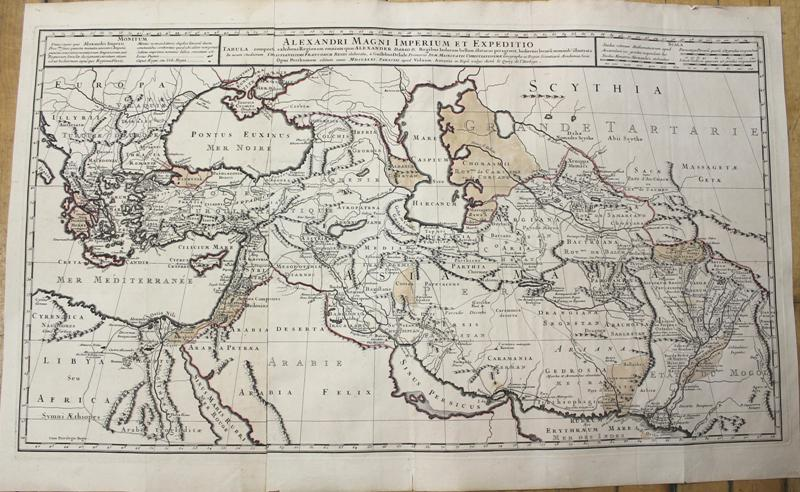
パリにて- 1731
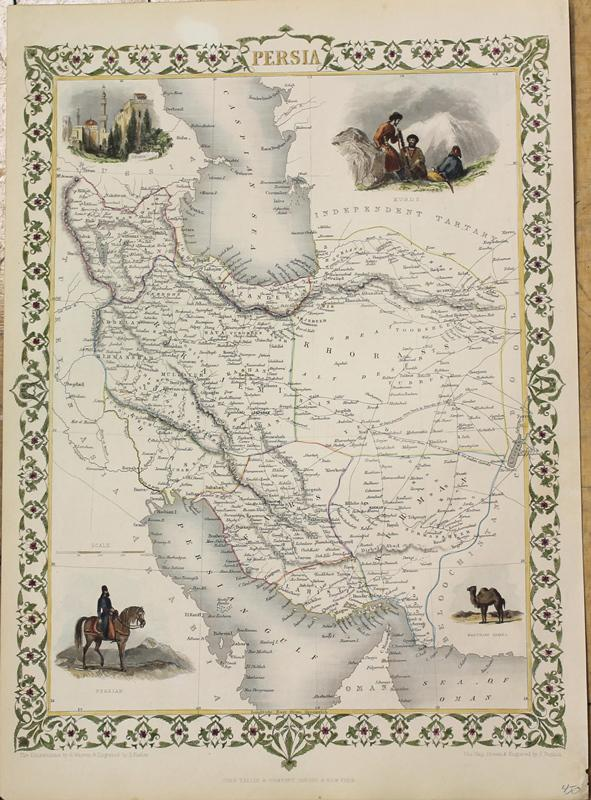
1851- ペルシャ湾
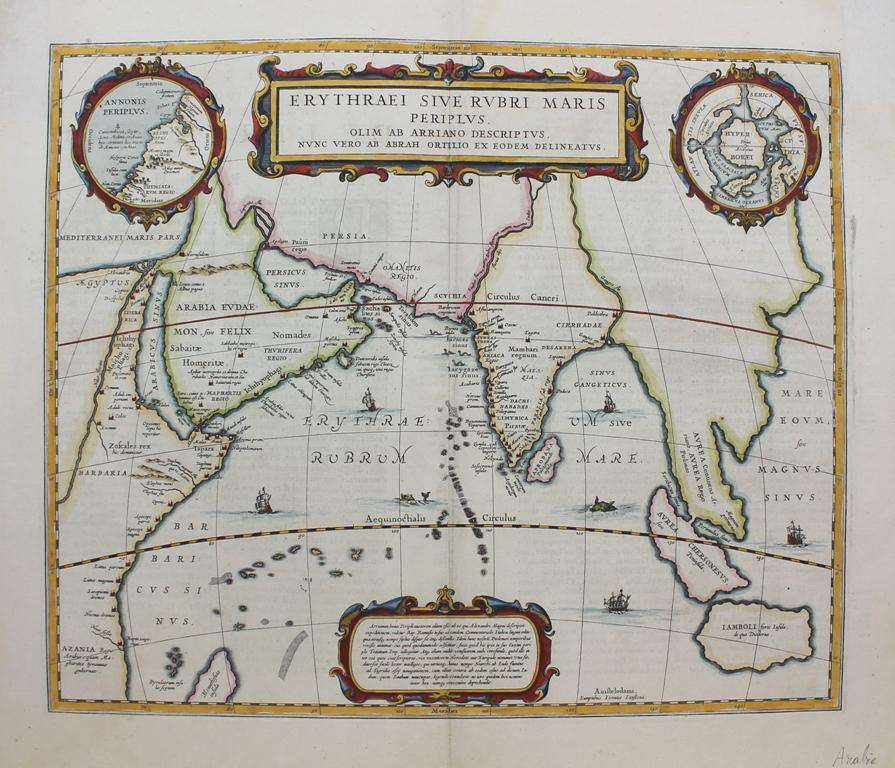
歴史地図 ペルシャ湾 1640-
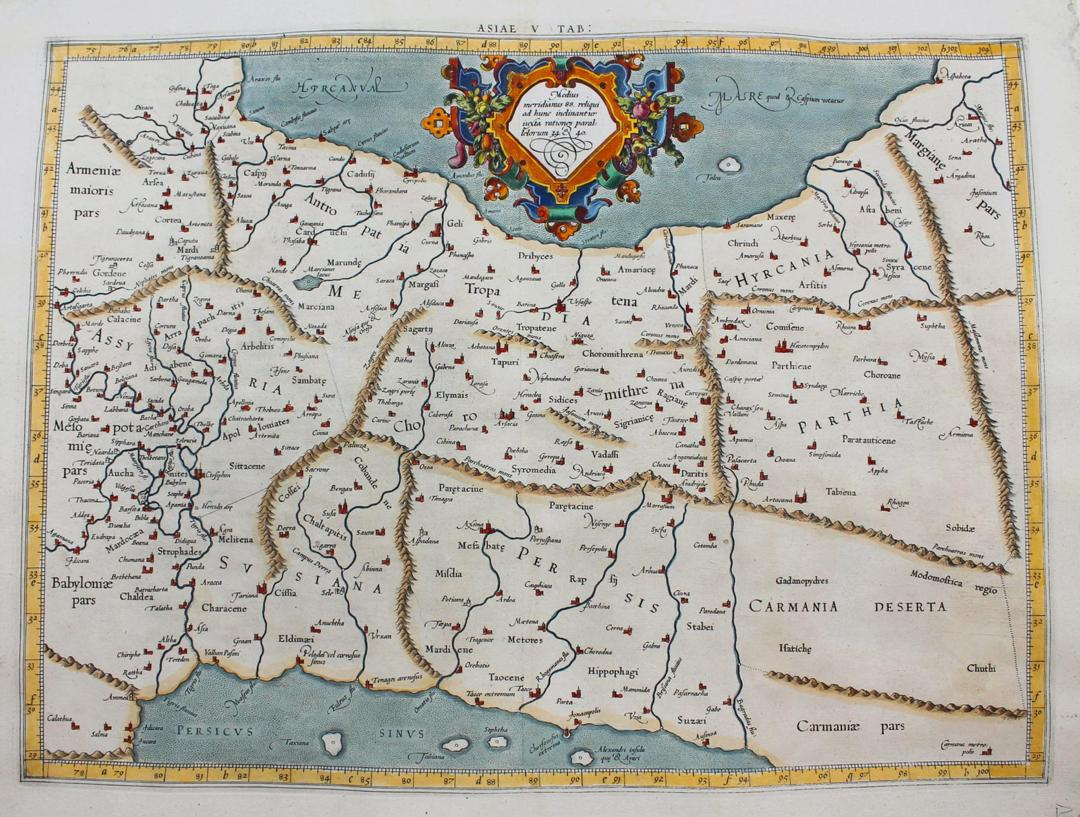
Mercator, ベルギー、1578年
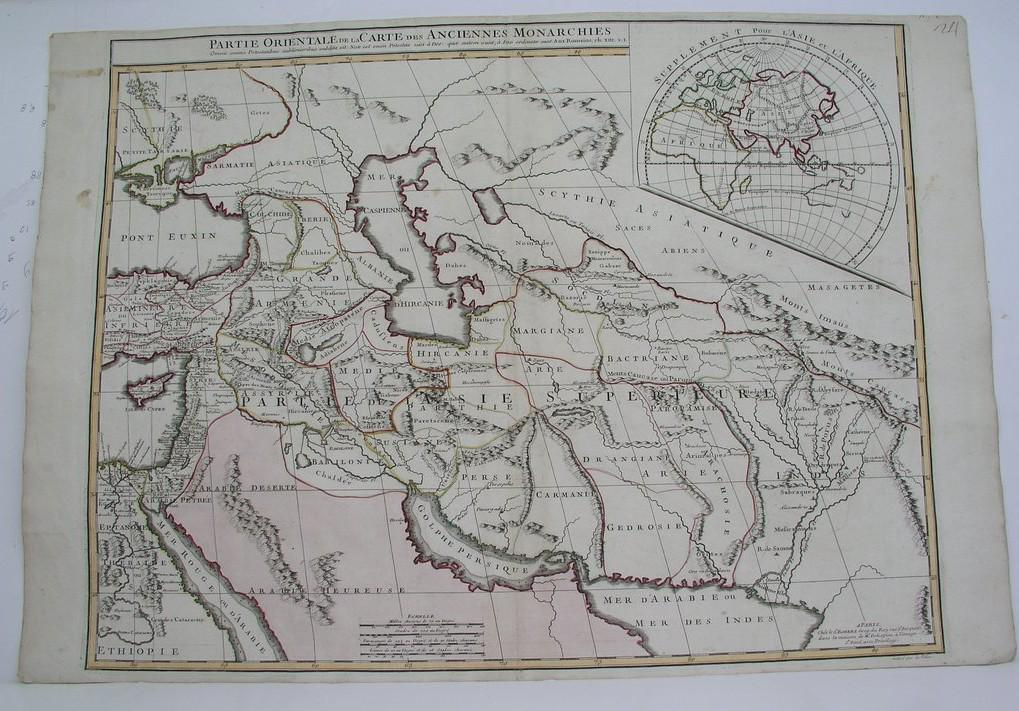
1760- パリ
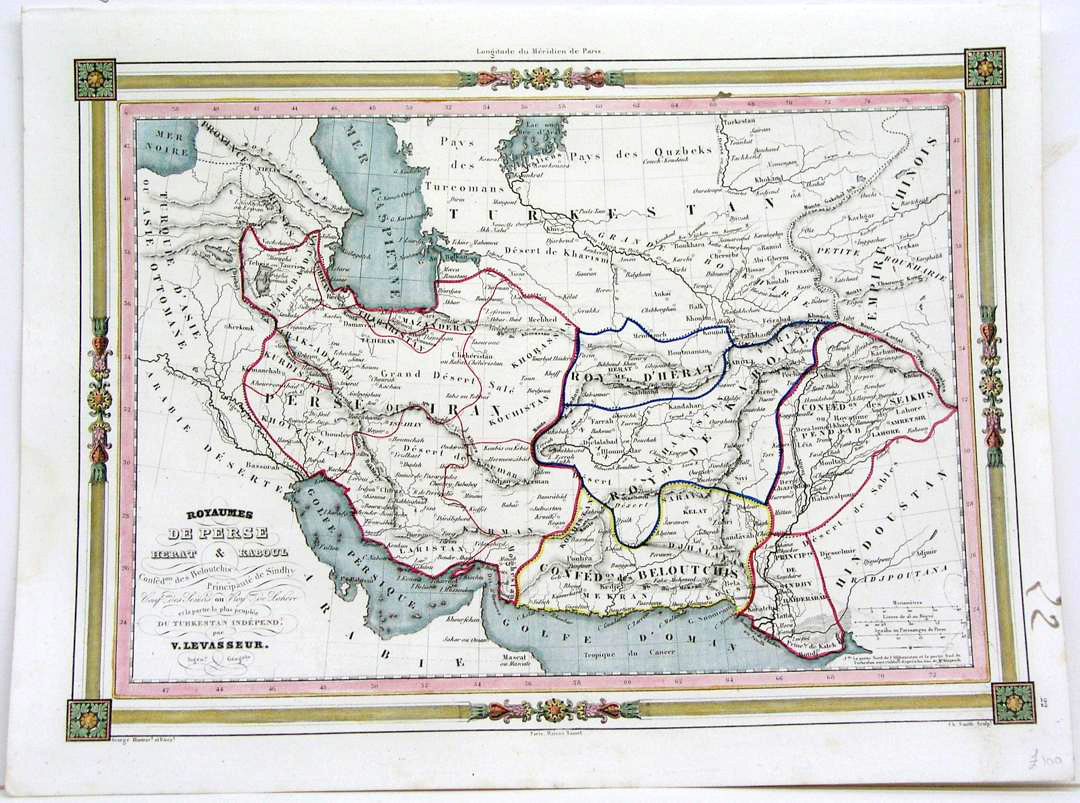
歴史地図 ペルシャ湾 - 1838.jpg
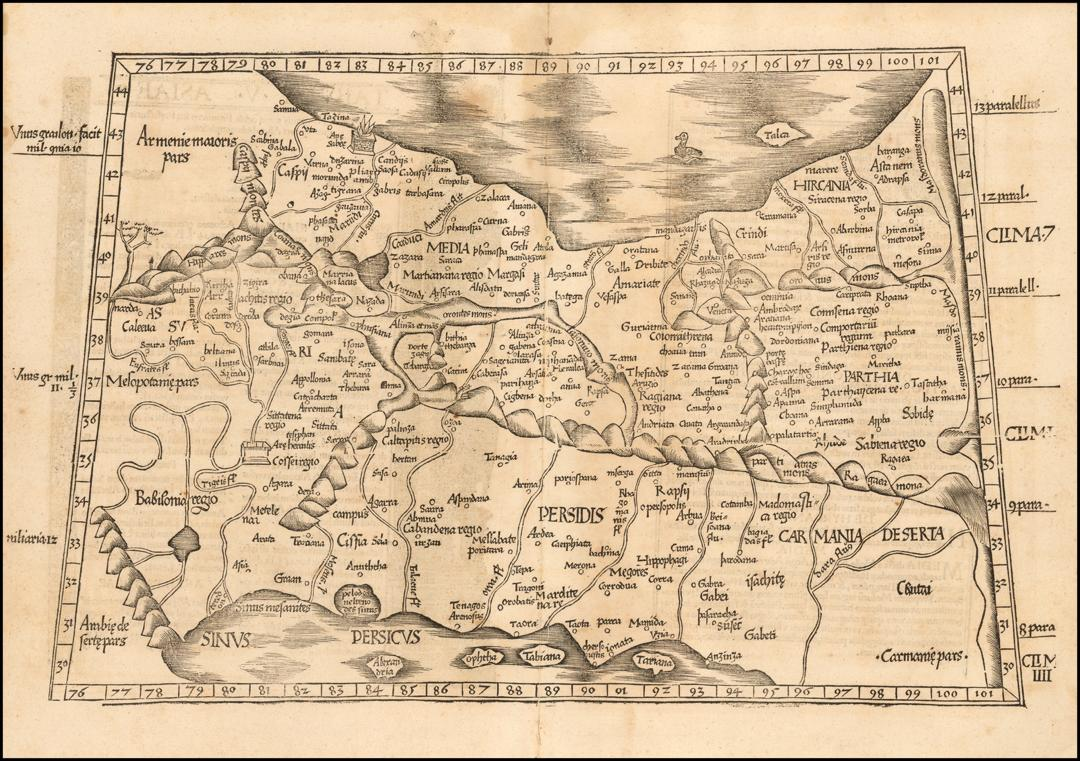
1525 歴史地図 ペルシャ湾
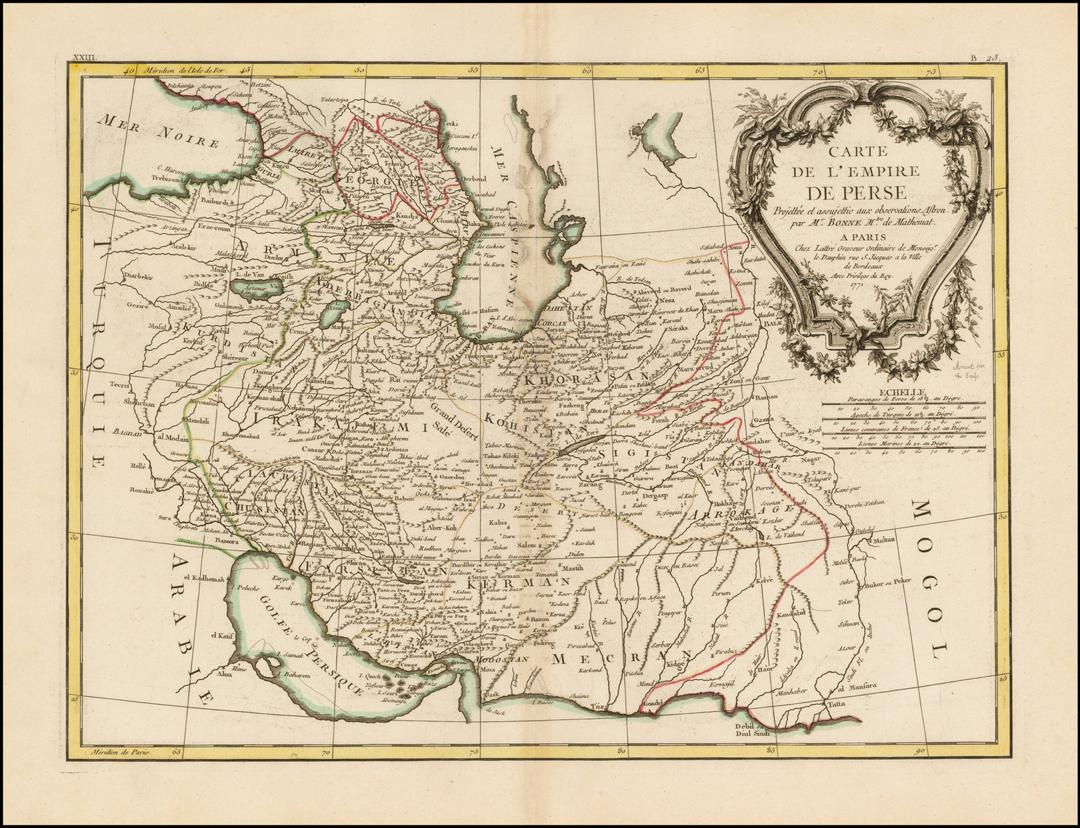
Rigobert Bonne- 1771
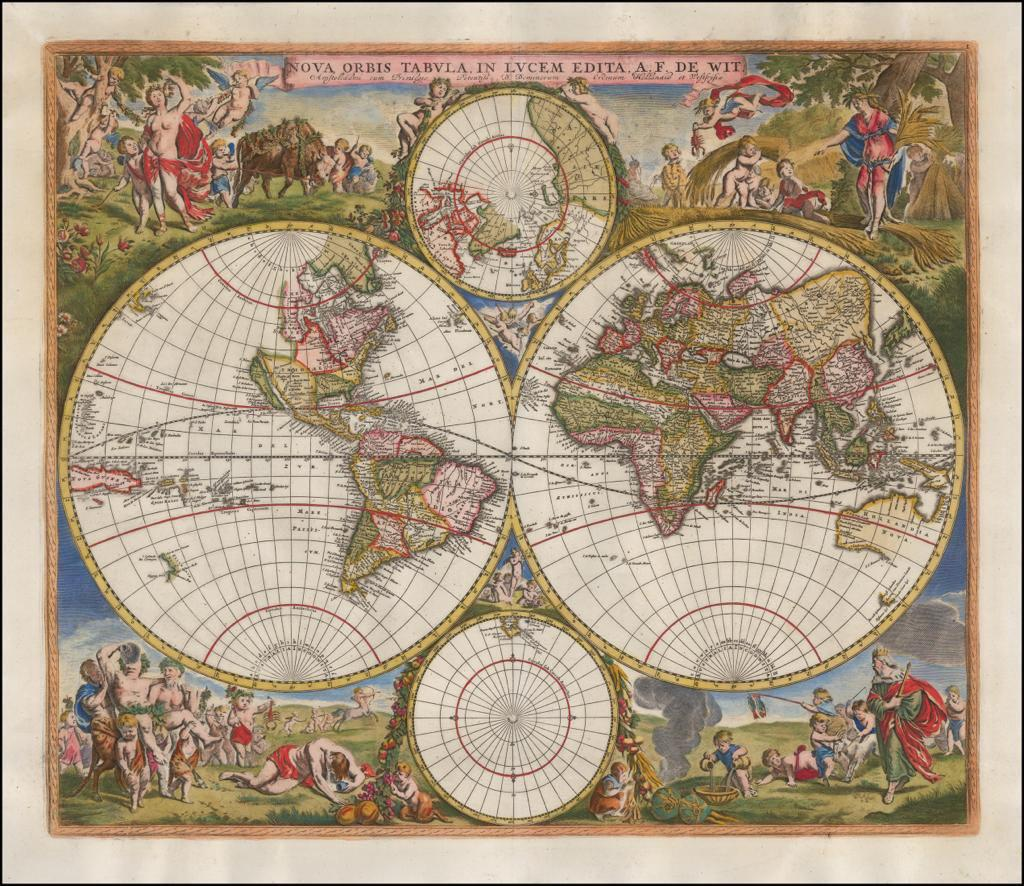
1680 ペルシャ湾
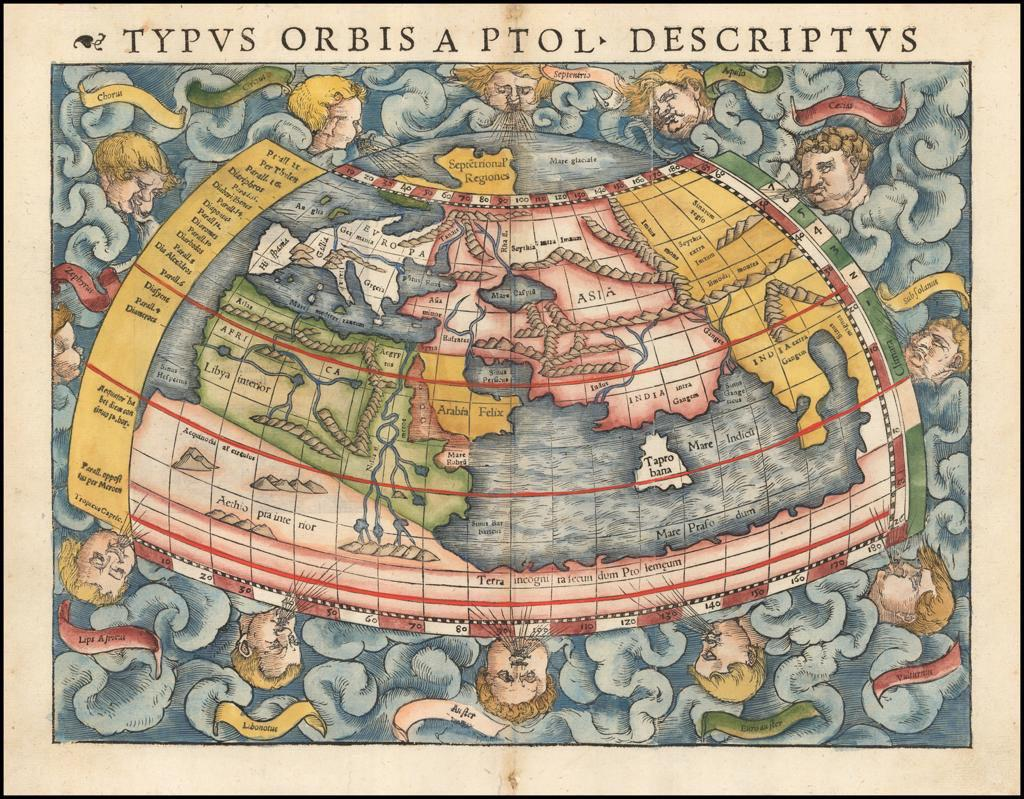
1542年
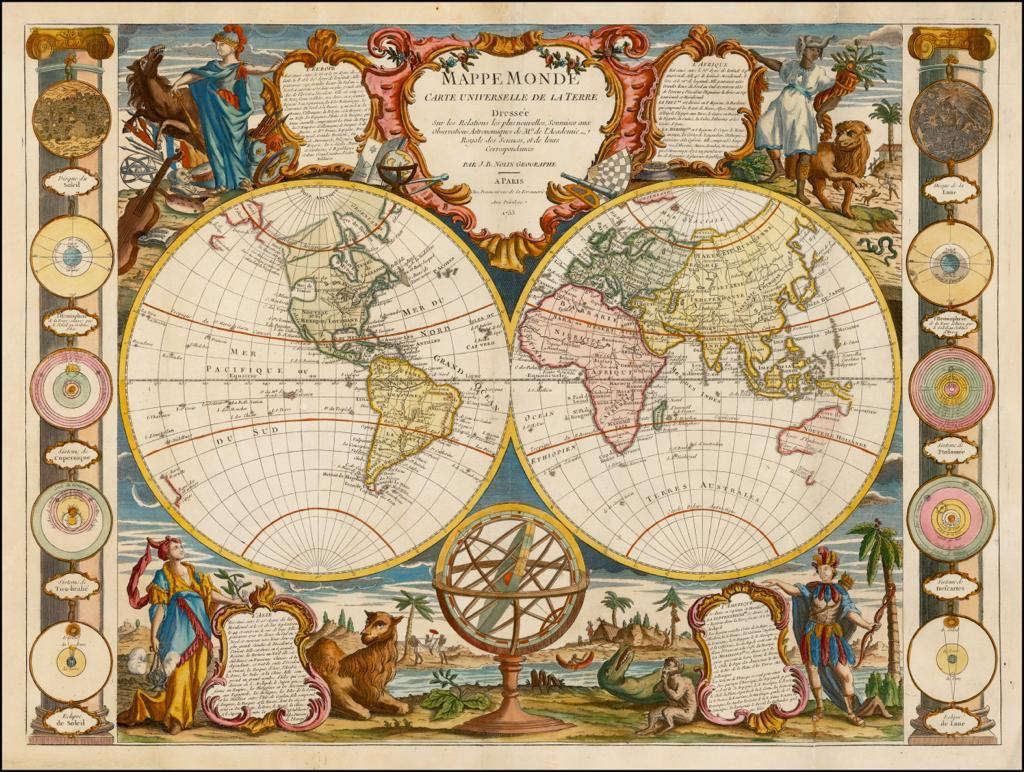
歴史地図 ペルシャ湾 -1755
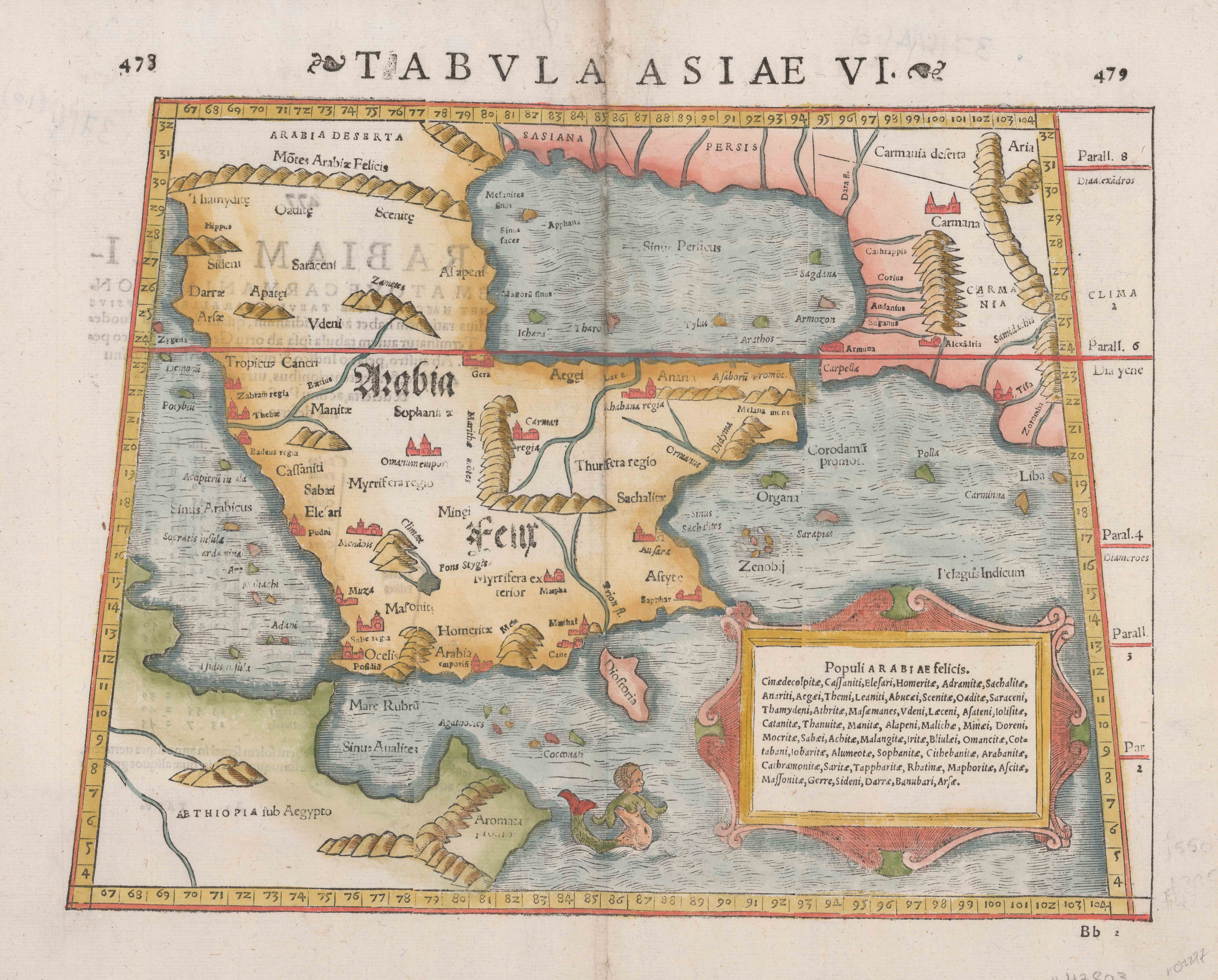
ミーレース・マップ
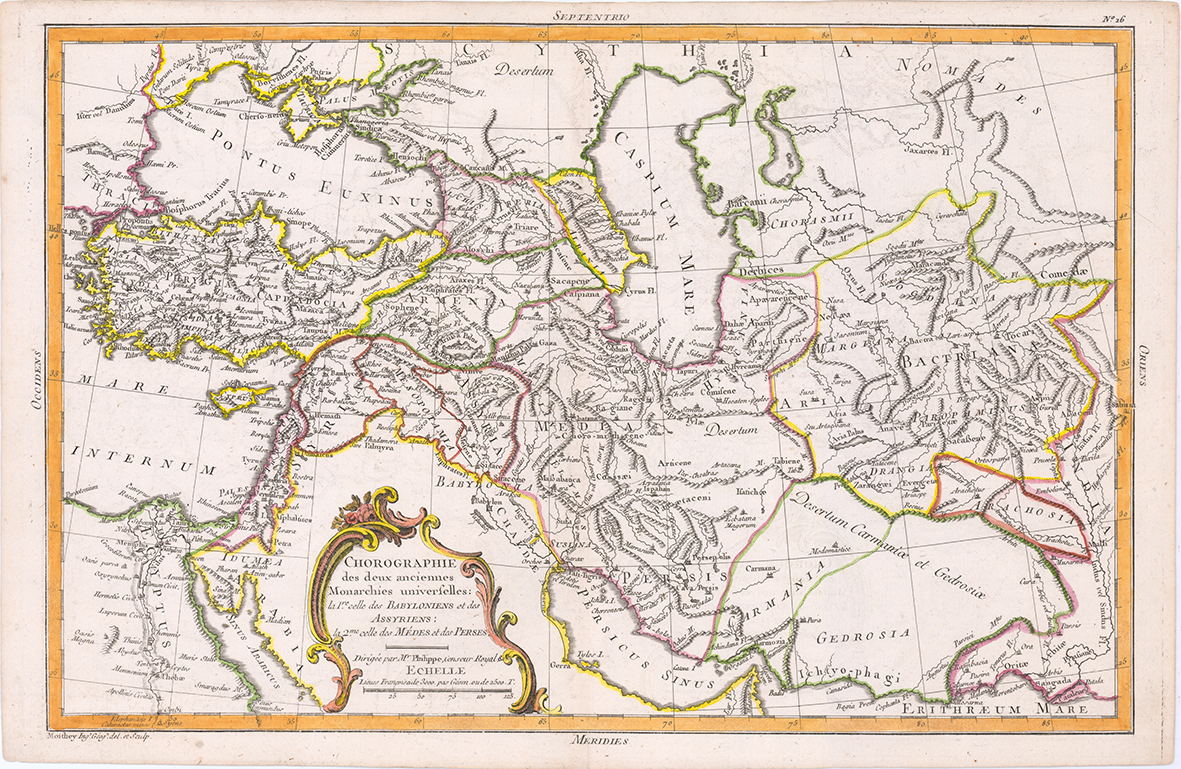
歴史地図 ペルシャ湾 1787
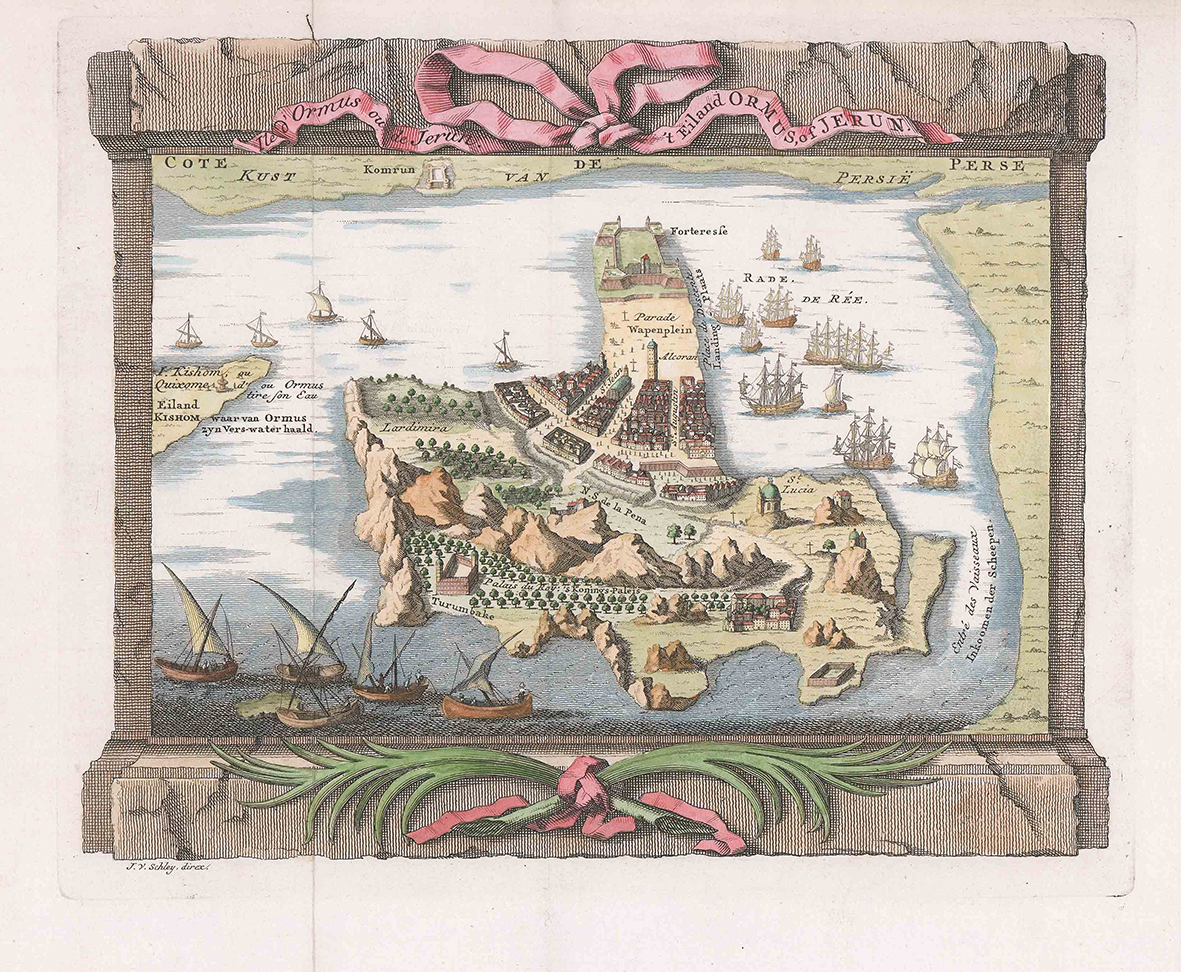
歴史地図 ペルシャ湾 1756
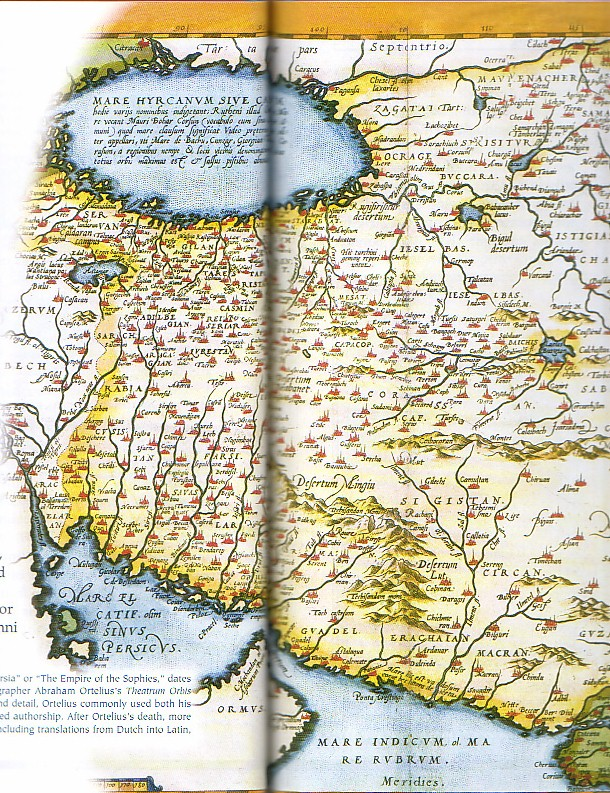
ペルシャ湾
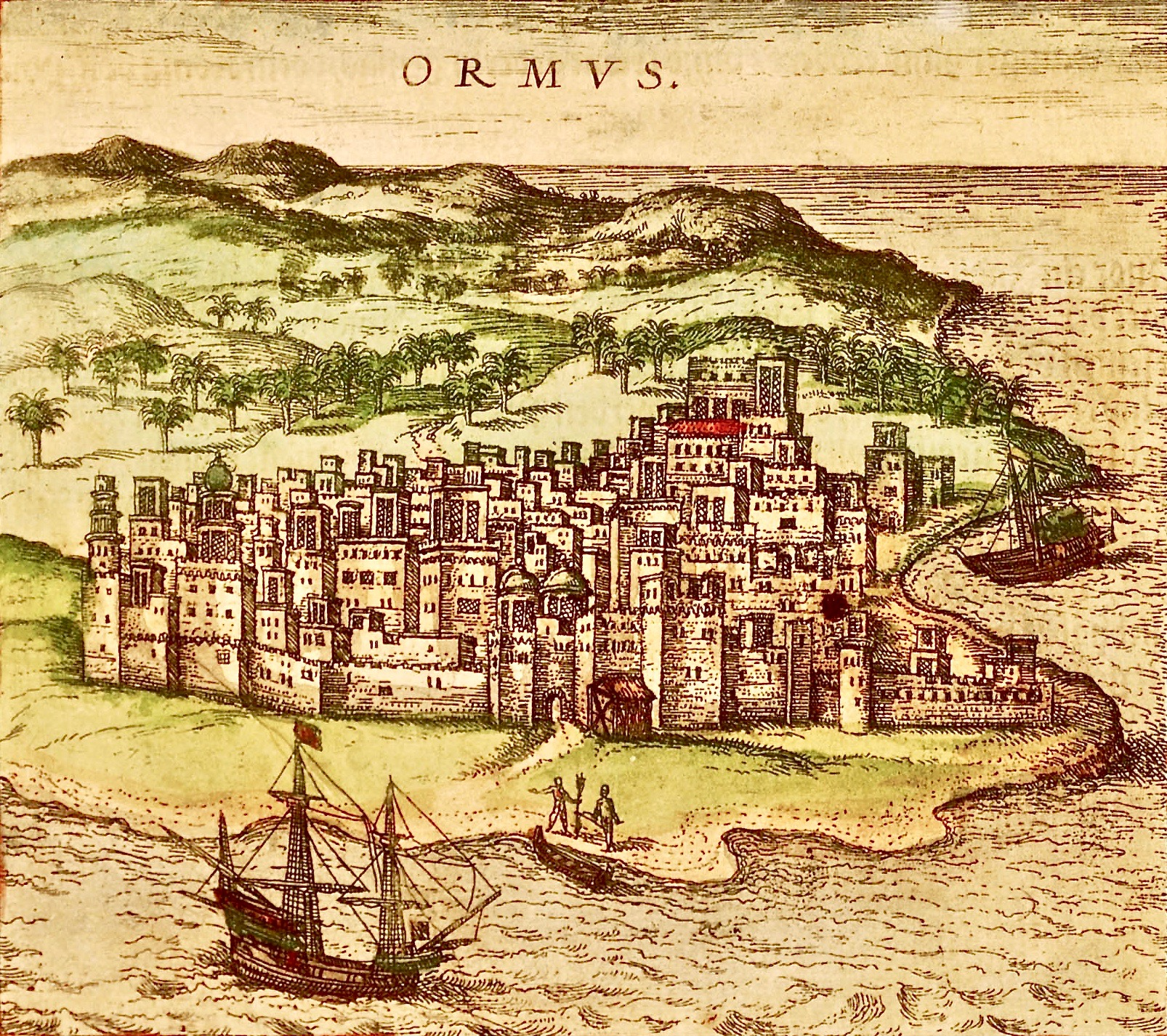
ホルモズ島　1572年
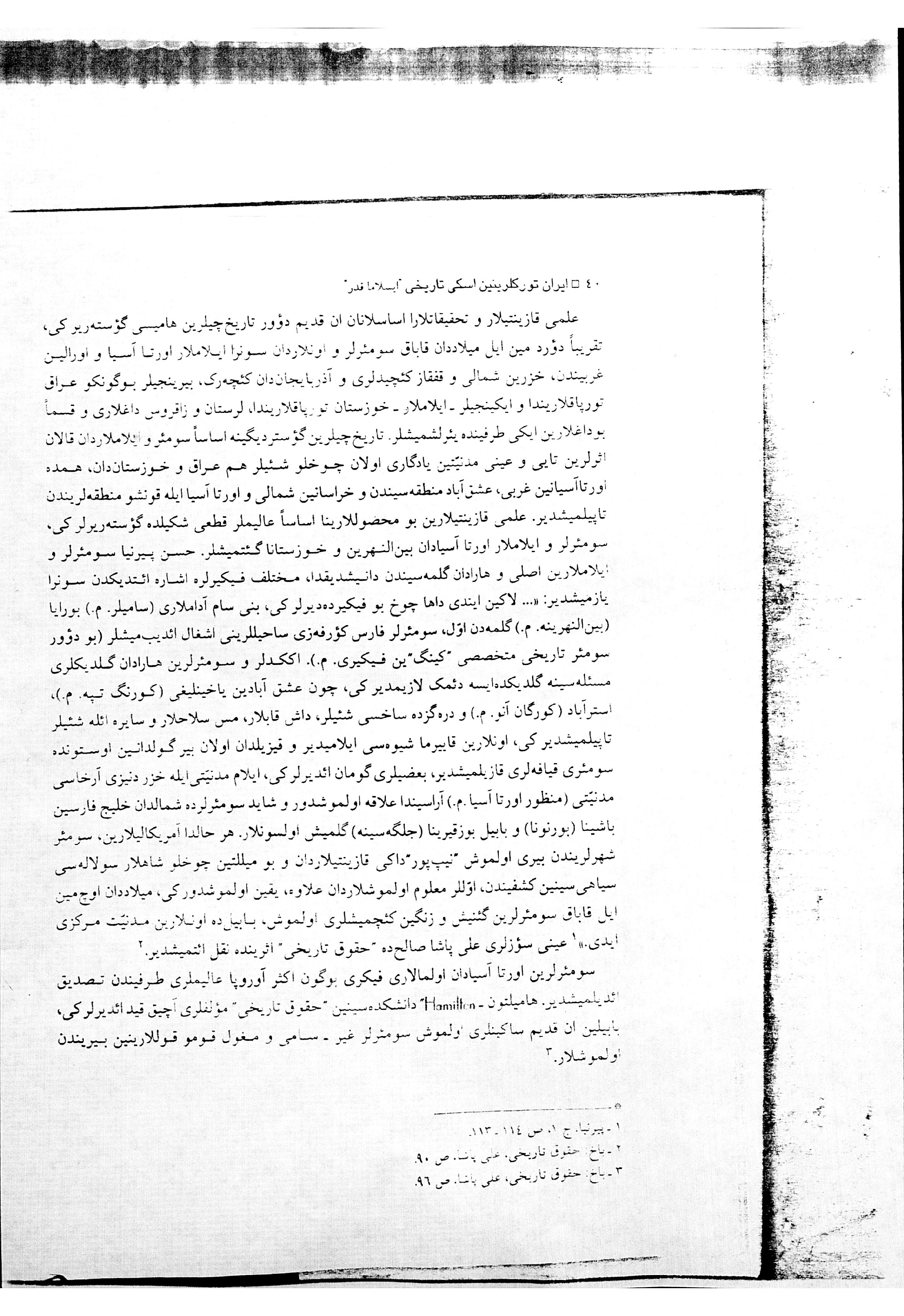
トルコ語での「ペルシア湾」の表記
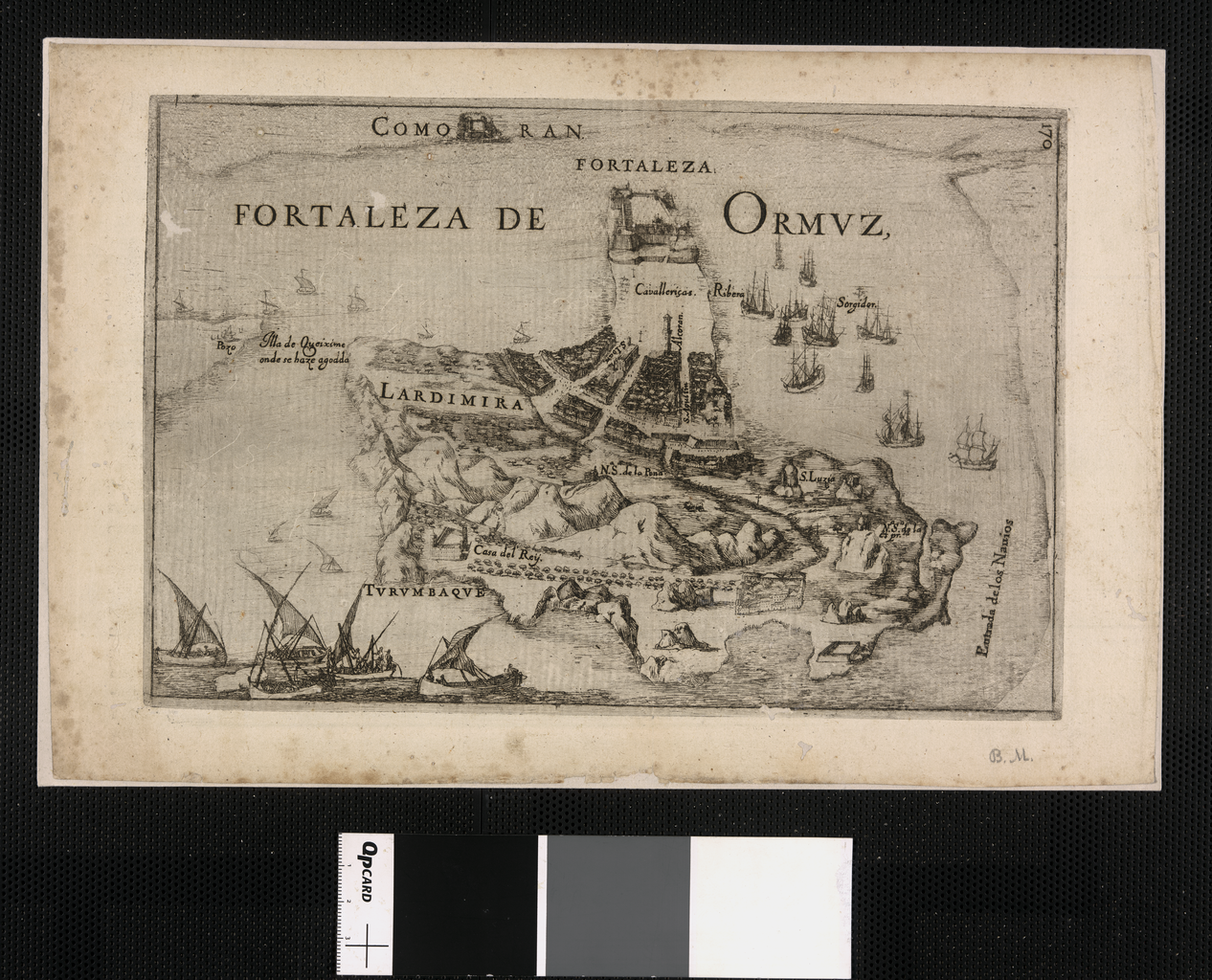
ポルトガルの砦
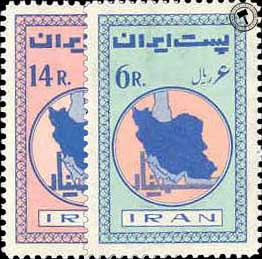
ペルシャ湾会議 (1962年)の記念切手
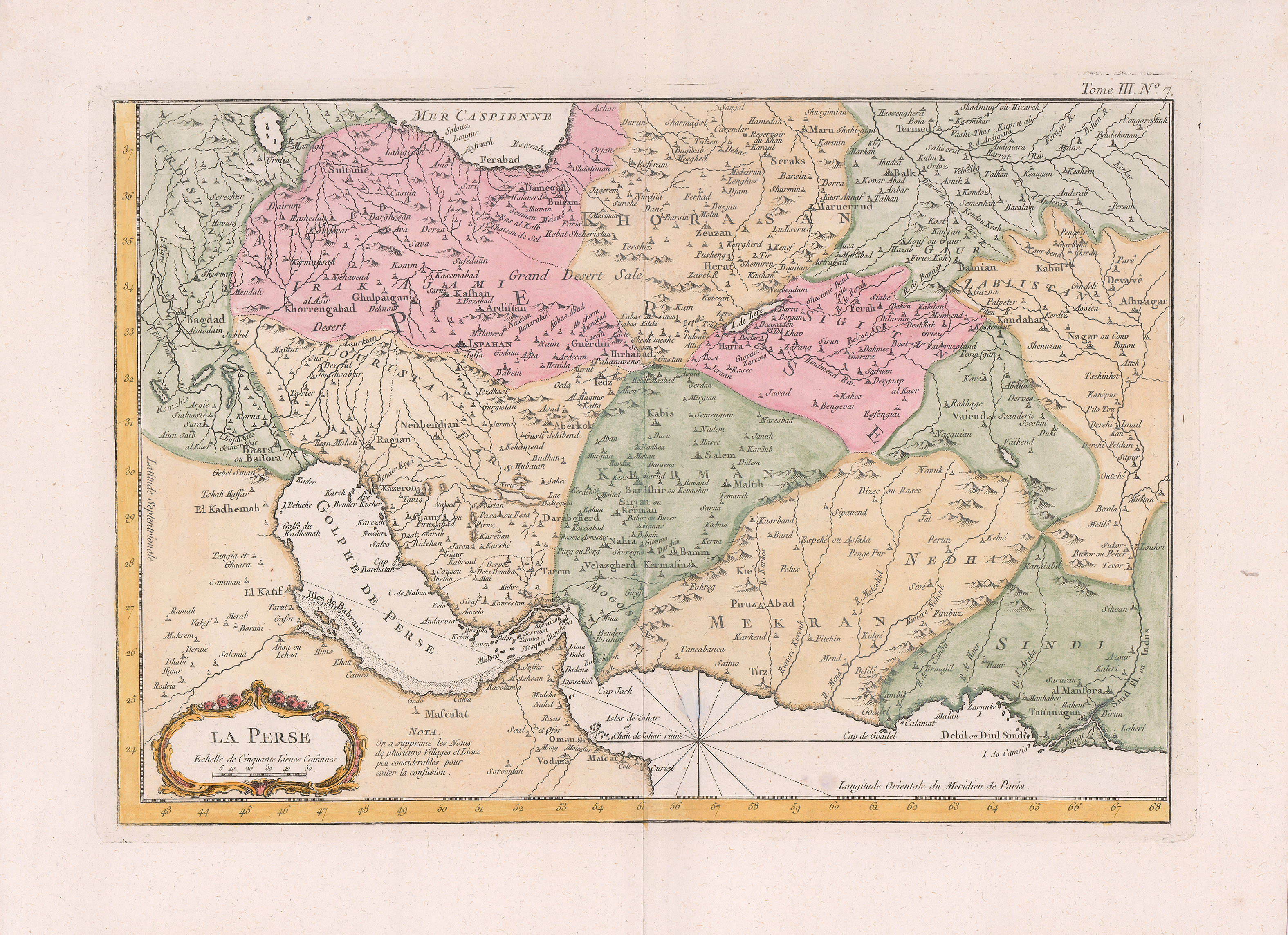
La-Perse
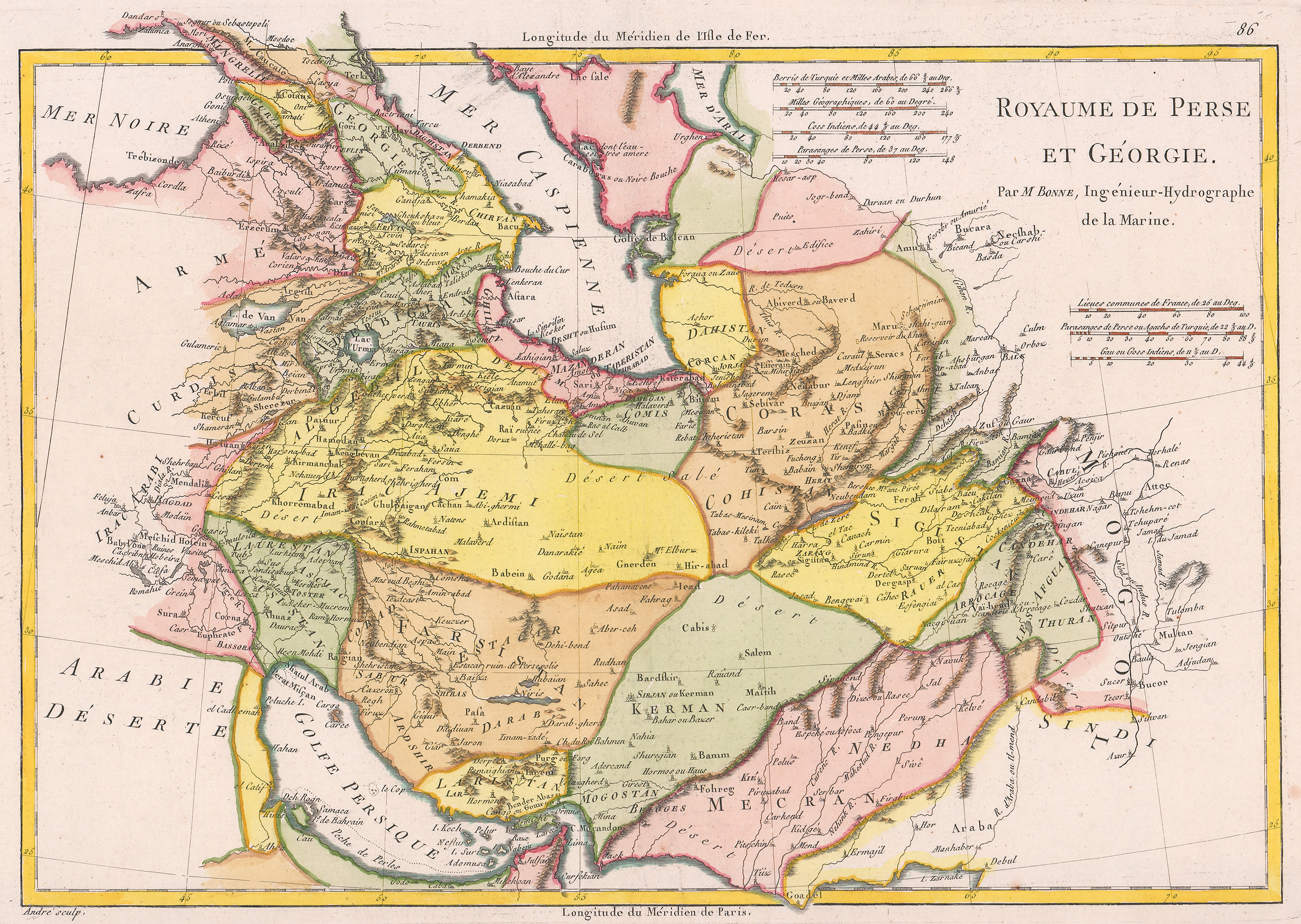
ペルシャとジョージア王国の地図
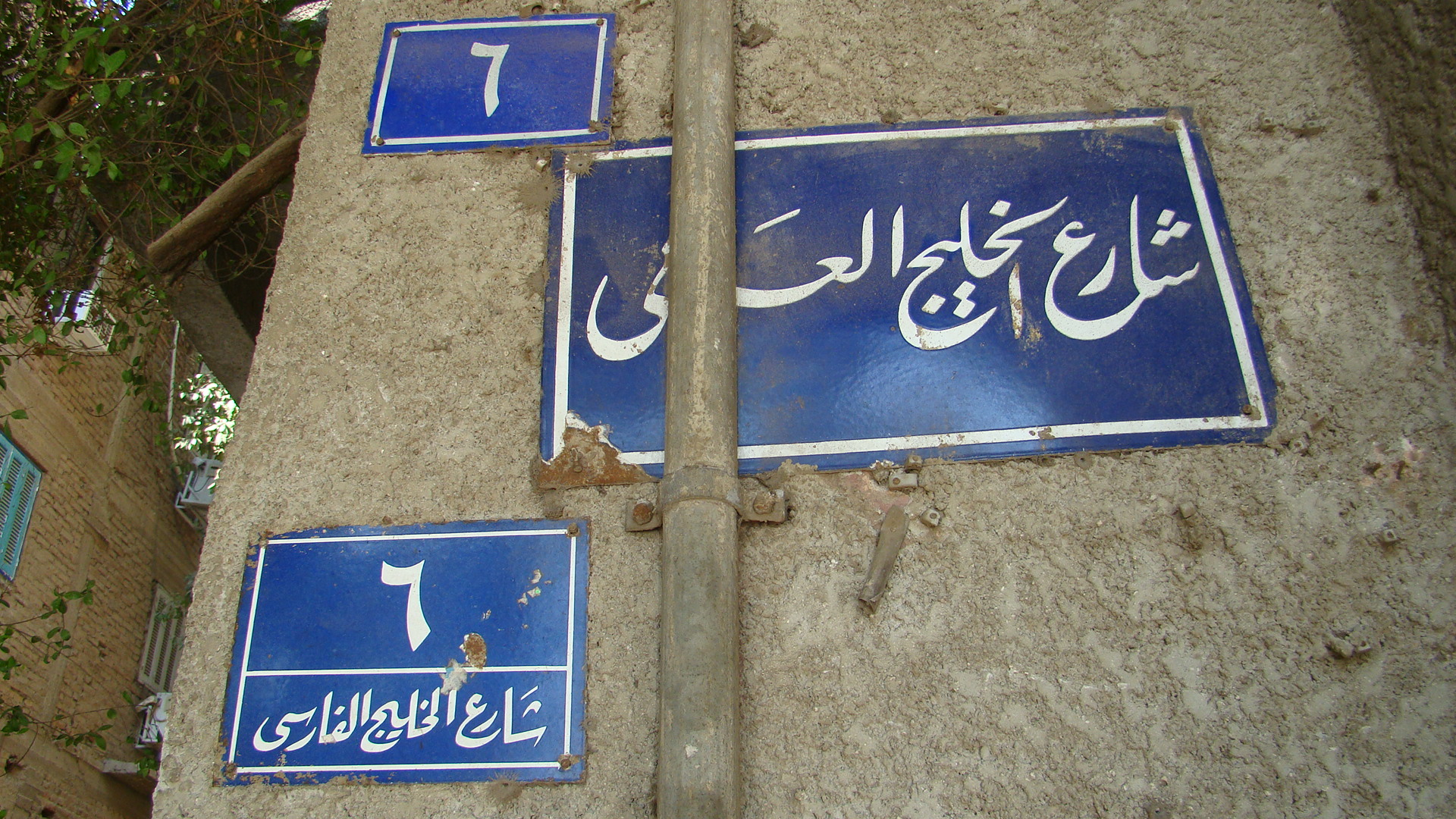
ペルシャ湾 WDL11771
- ペルシャ湾
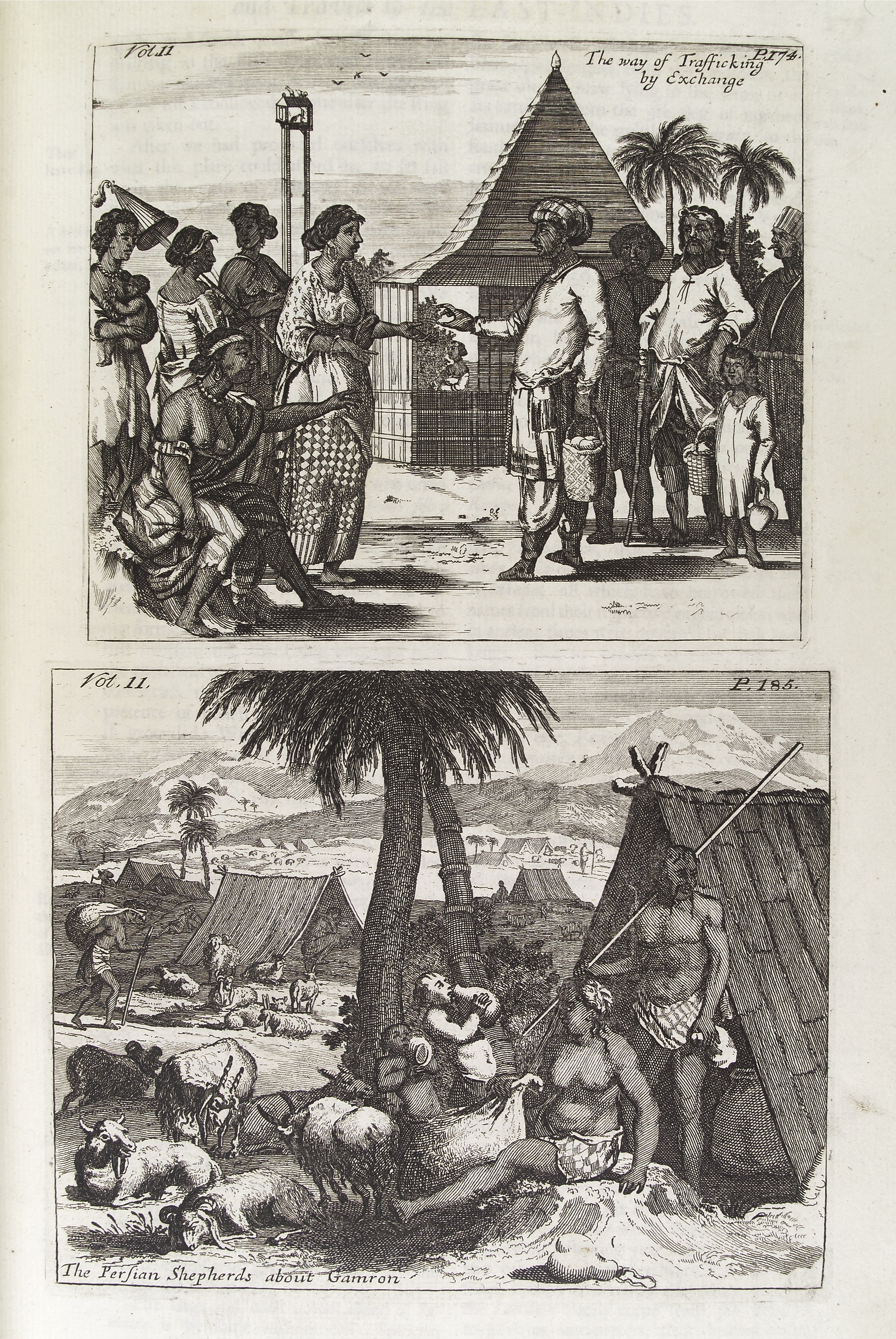
ペルシャ湾における交易
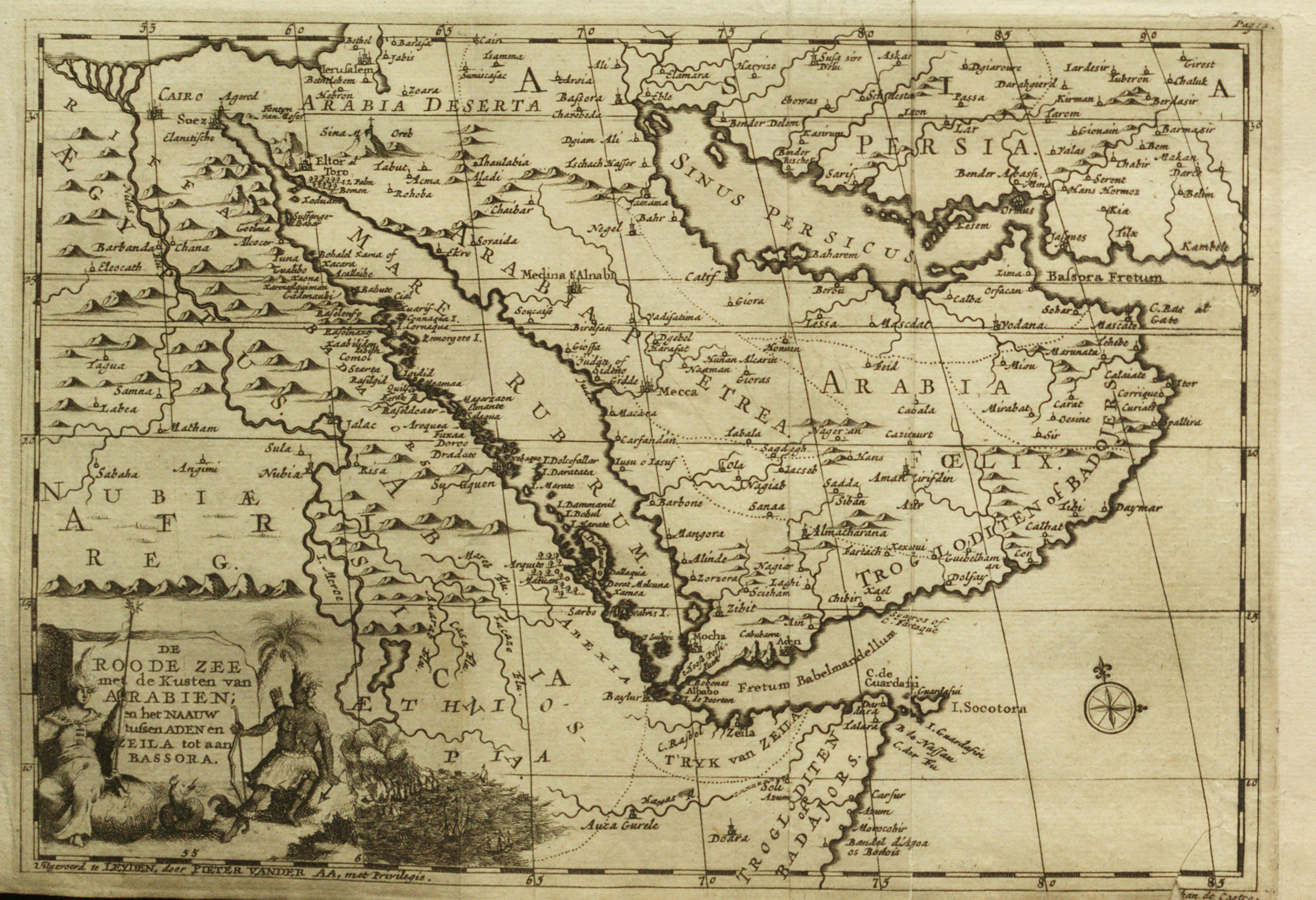
紅海の地図
1924-1925年　ブーシェフル港
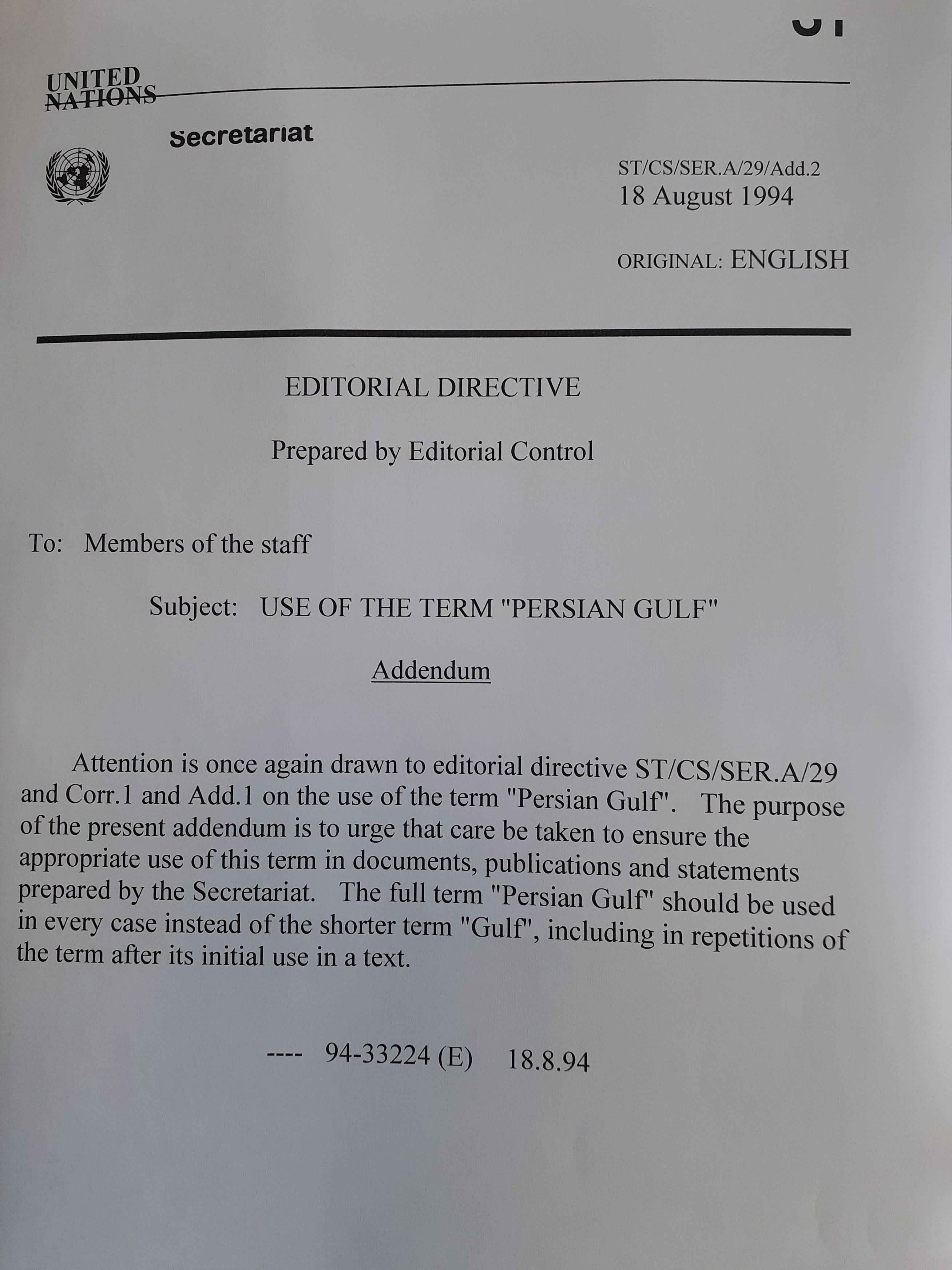
国連における1994年のペルシア湾に関する指令
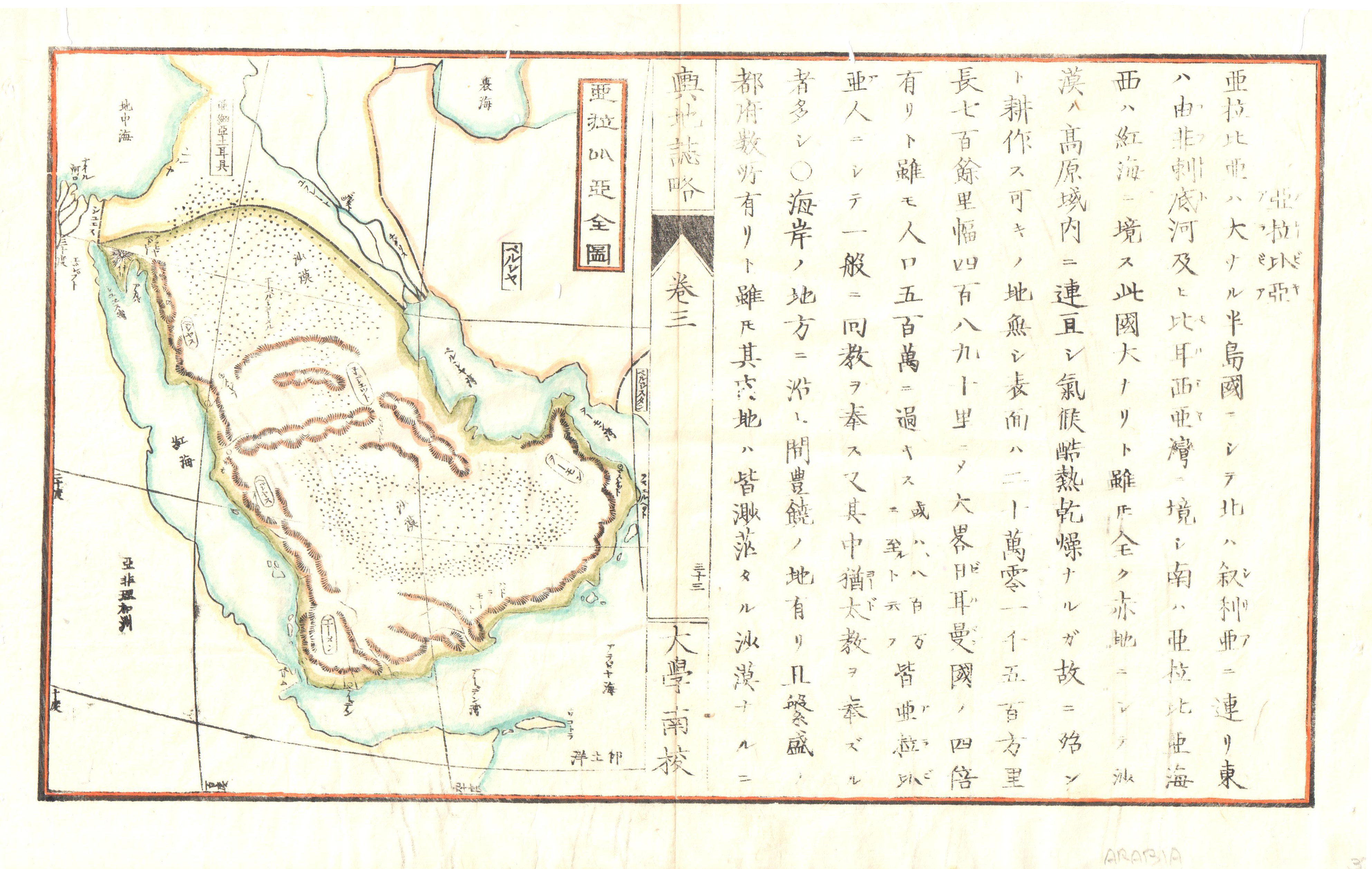
日本の歴史地図 ペルシャ湾 1874
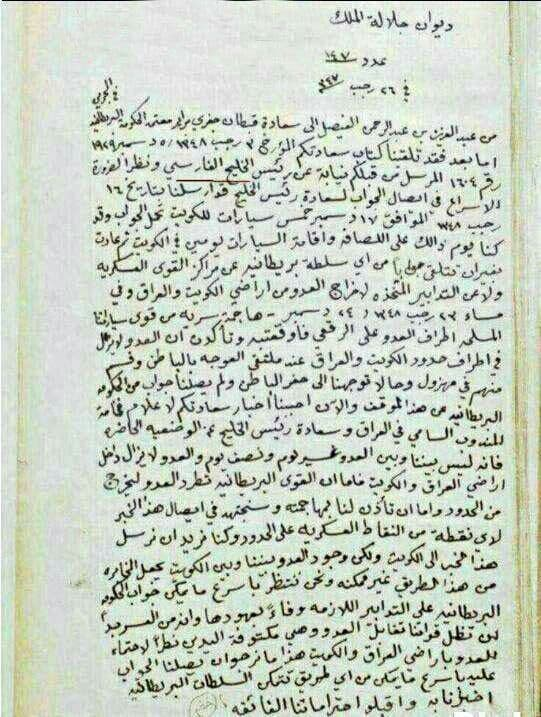
ペルシア湾　サウジ王アブドゥル・アズィーズ 1929
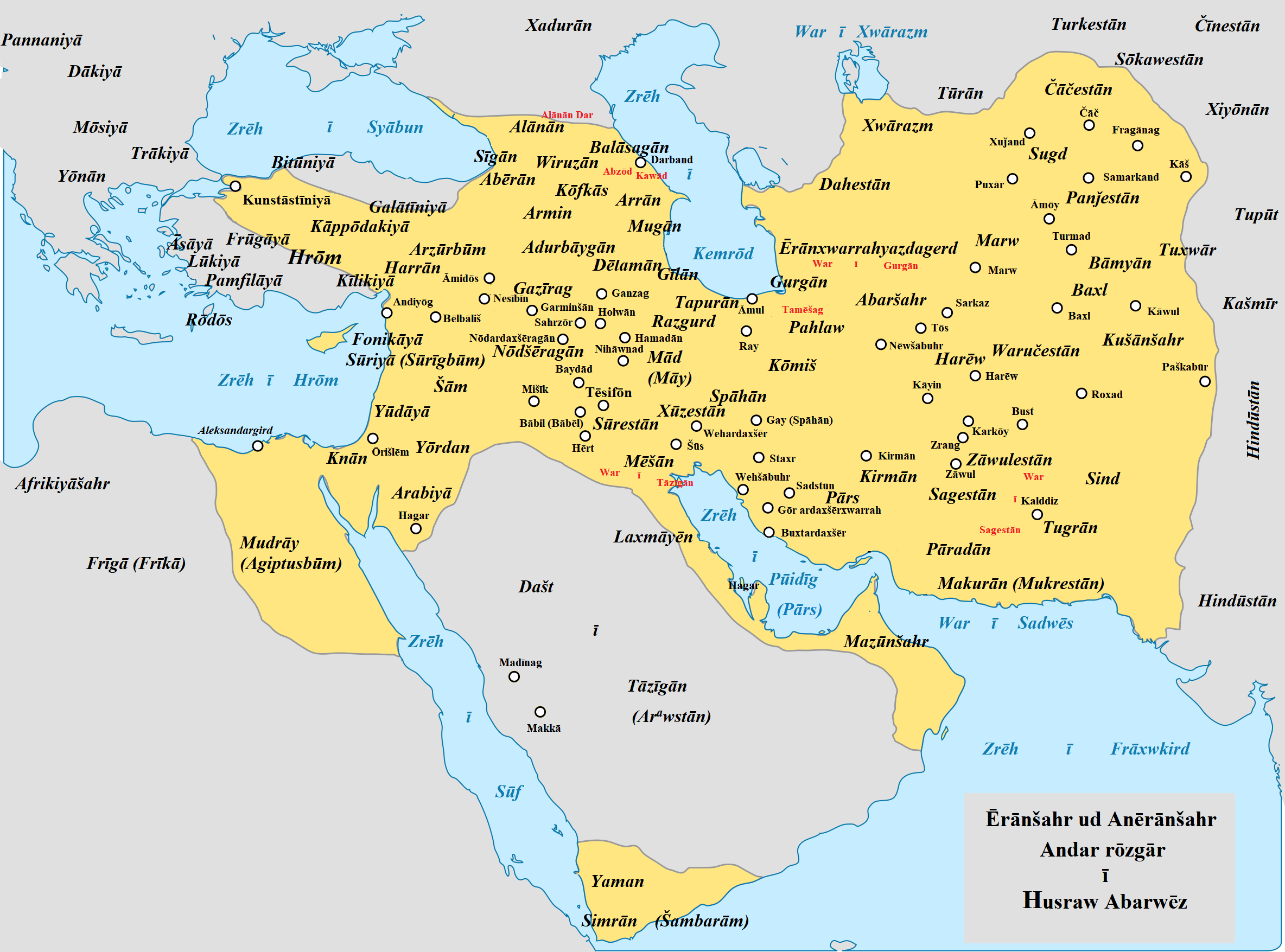
ImperioSasánidaCosroesII(pal)
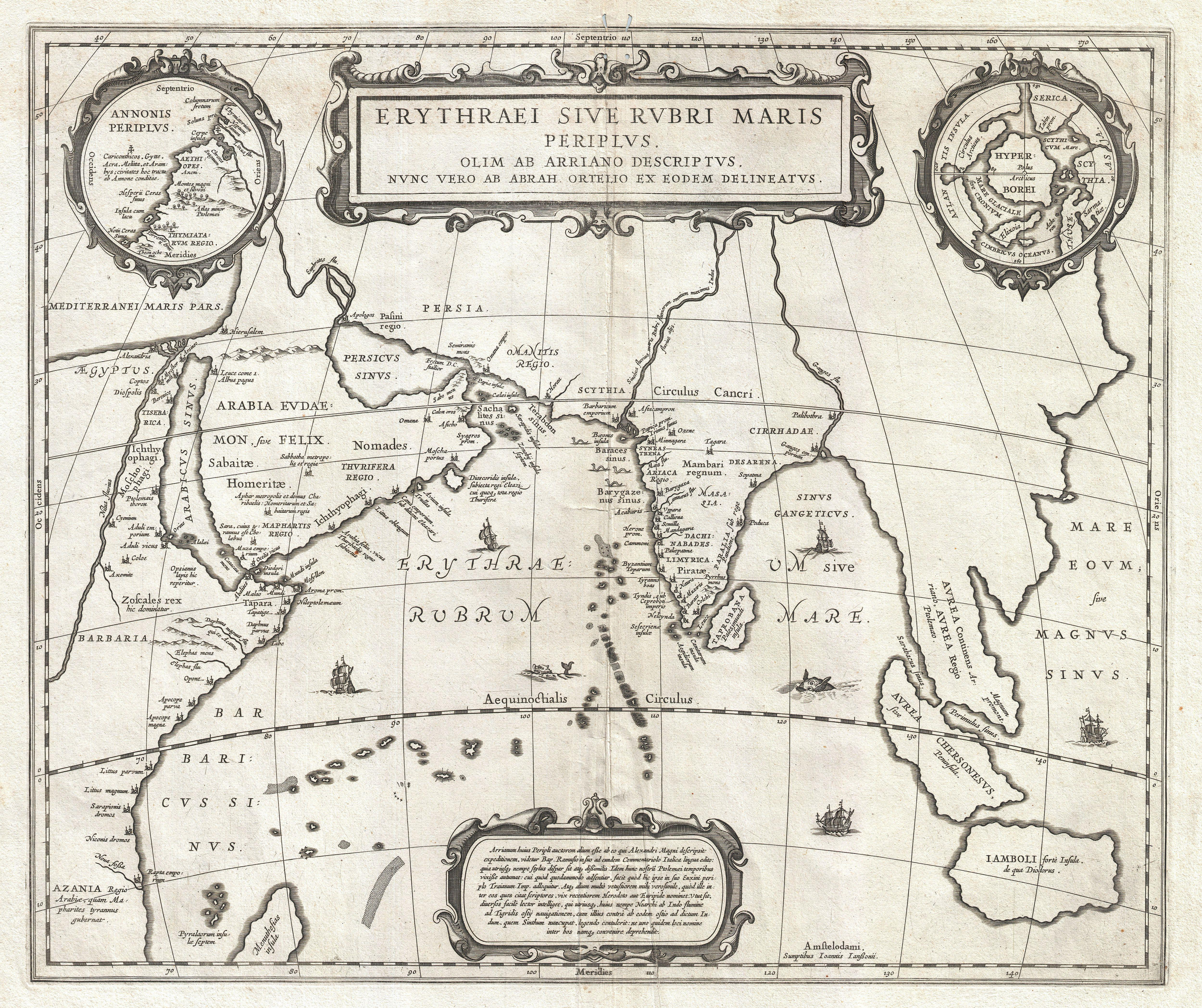
1658　アラビア海（エリスラ海）
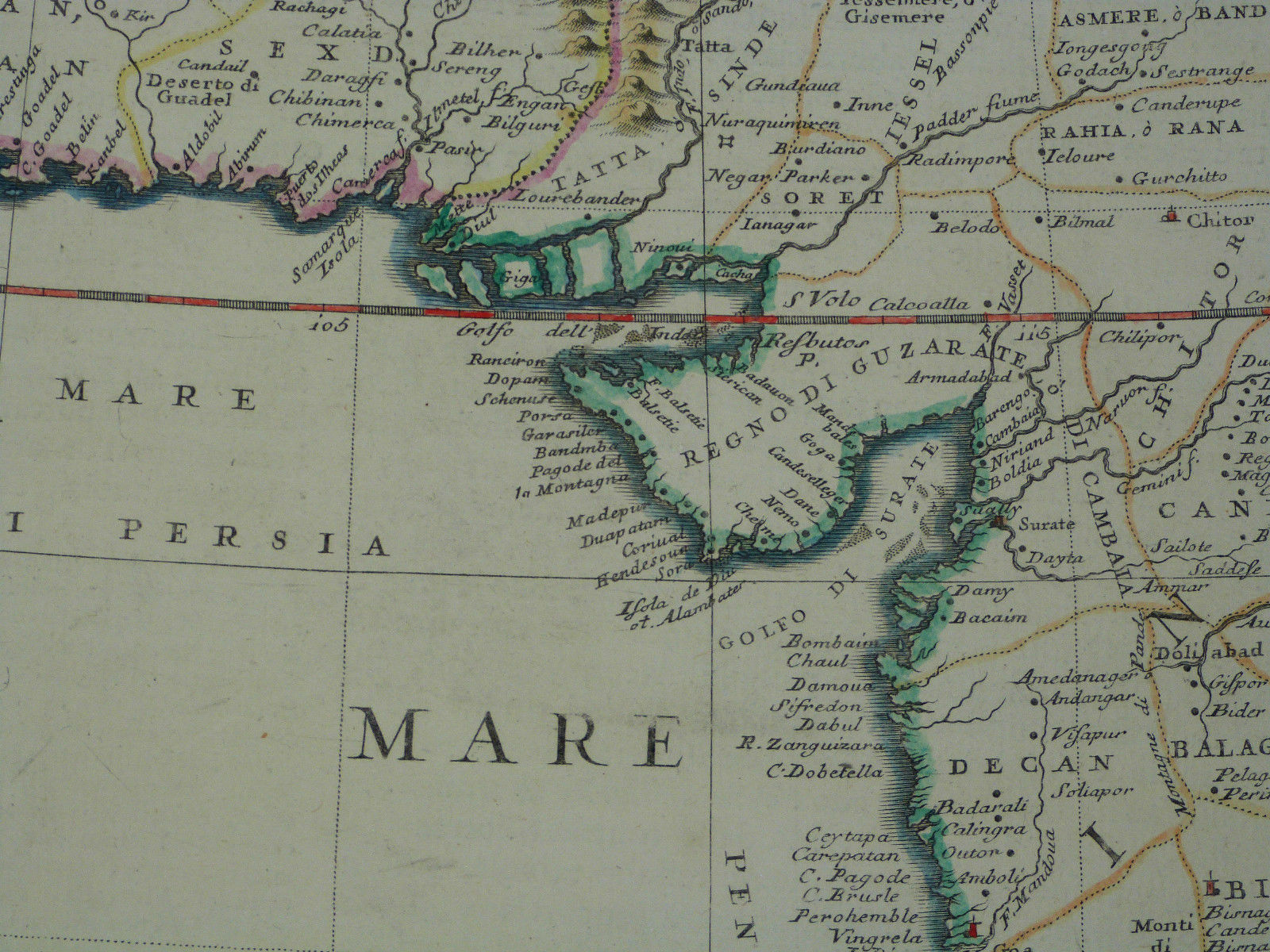
インド洋,1693
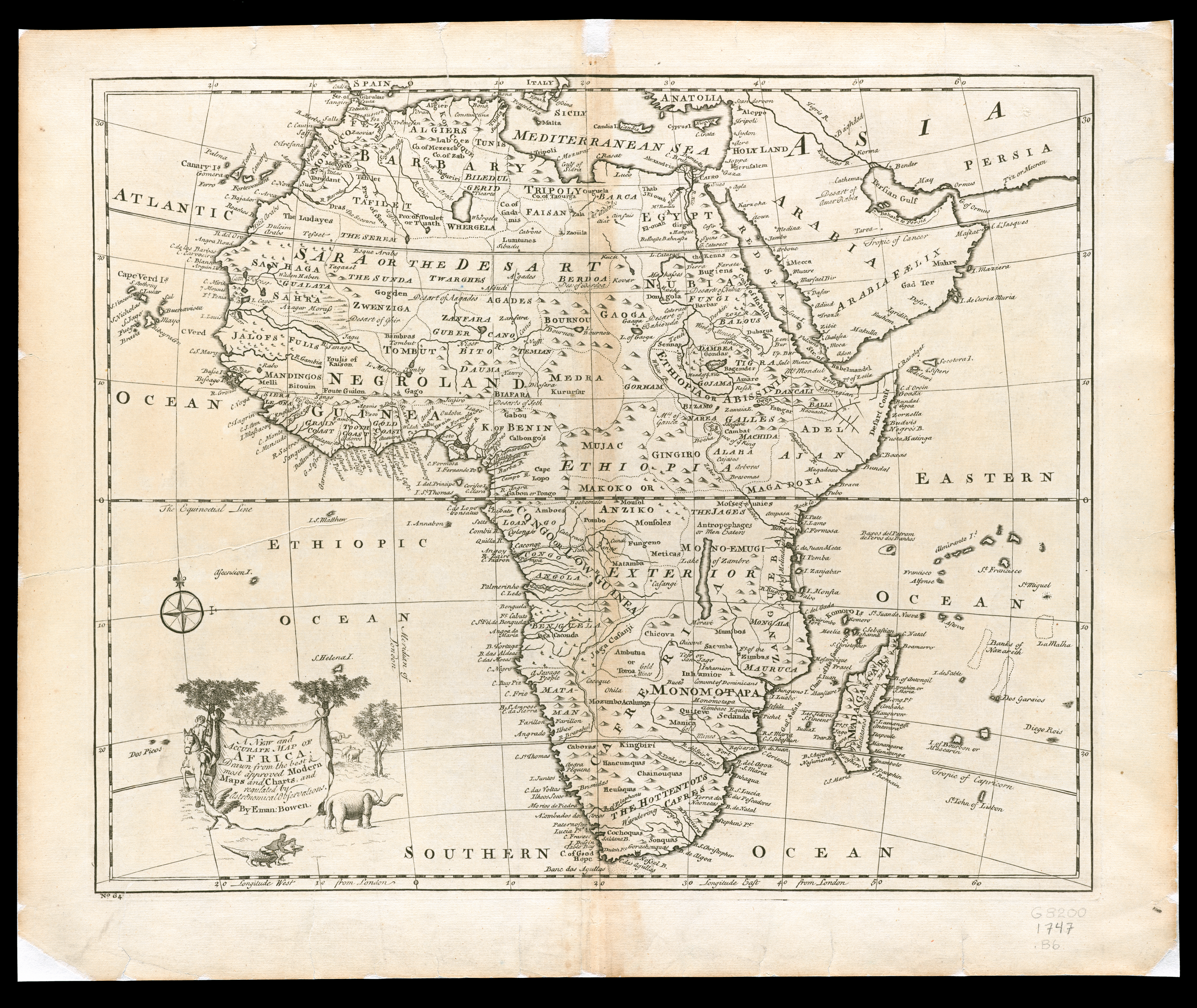
Persia- Arabia- Africa
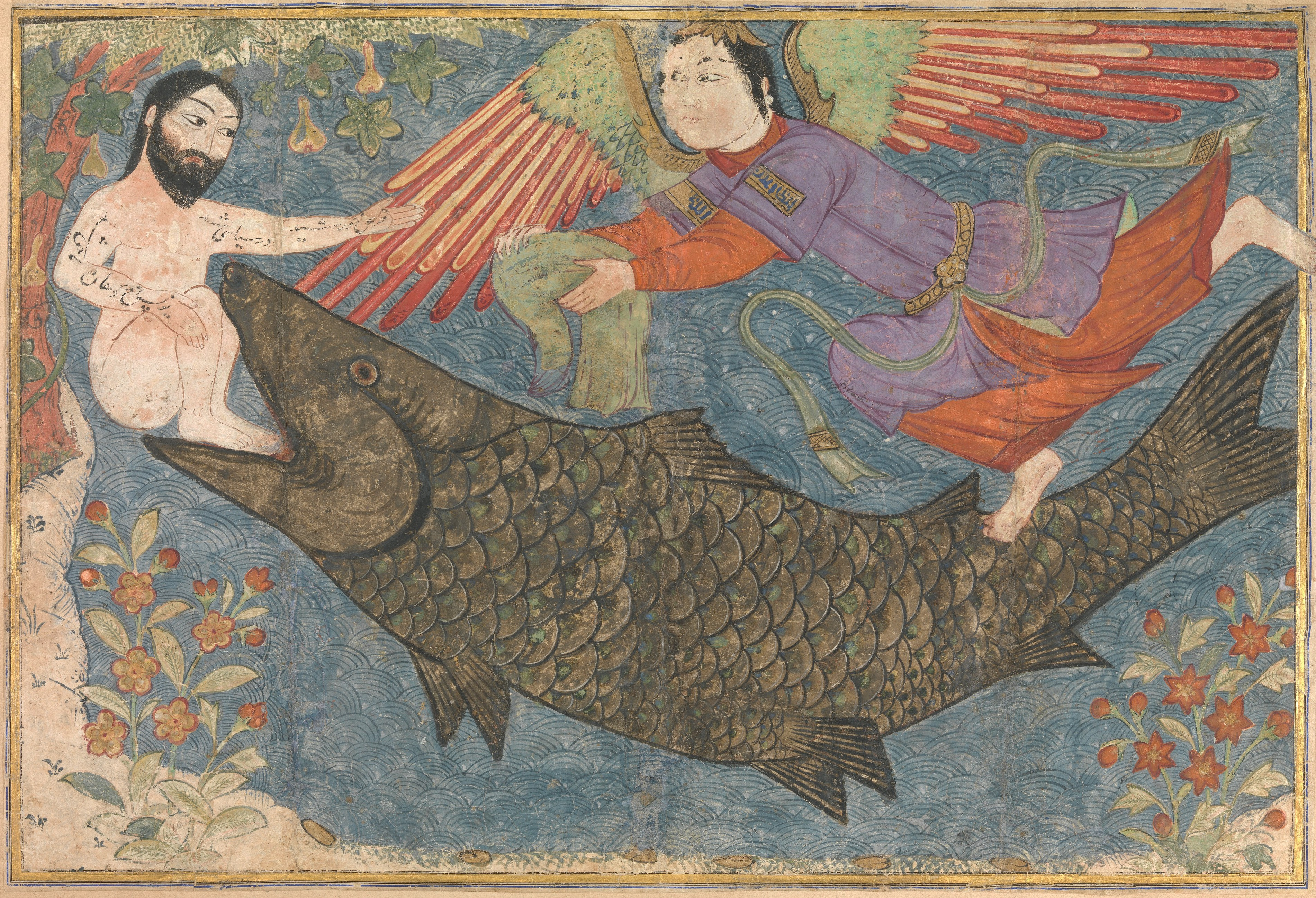
ペルシャ海のヨナ, Jami' al-tawarikh
エラム　英語地図
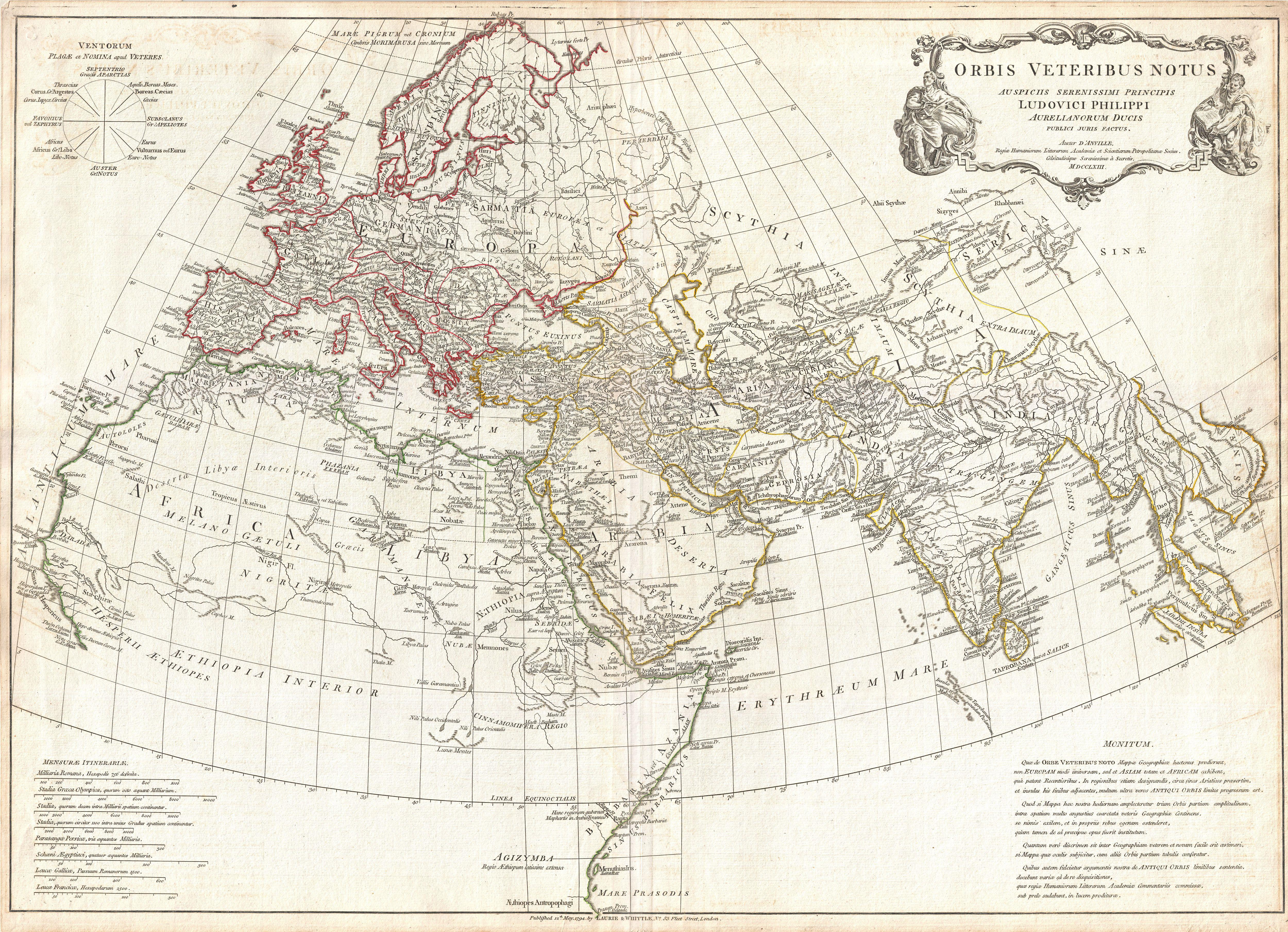
1794 エリスラ海
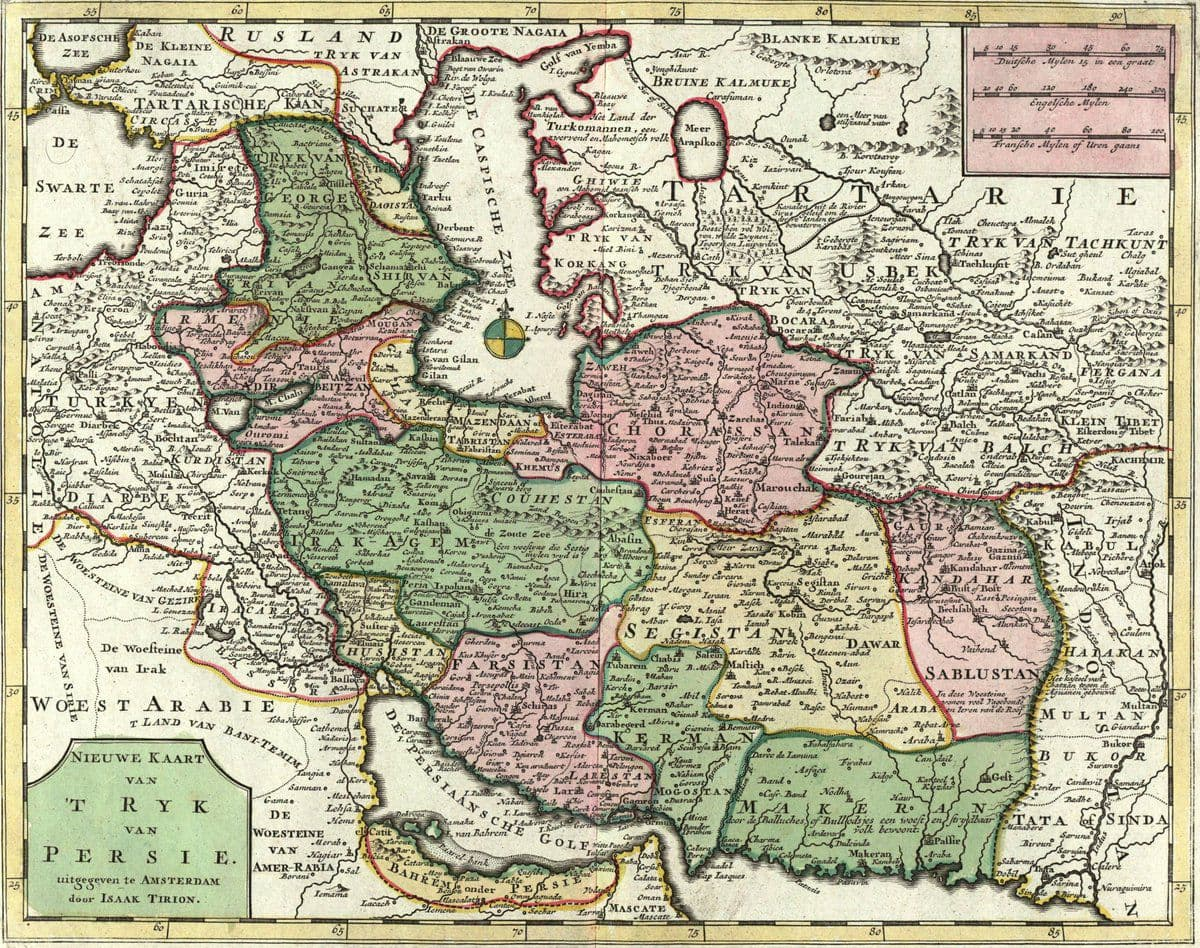
マクラン　1744
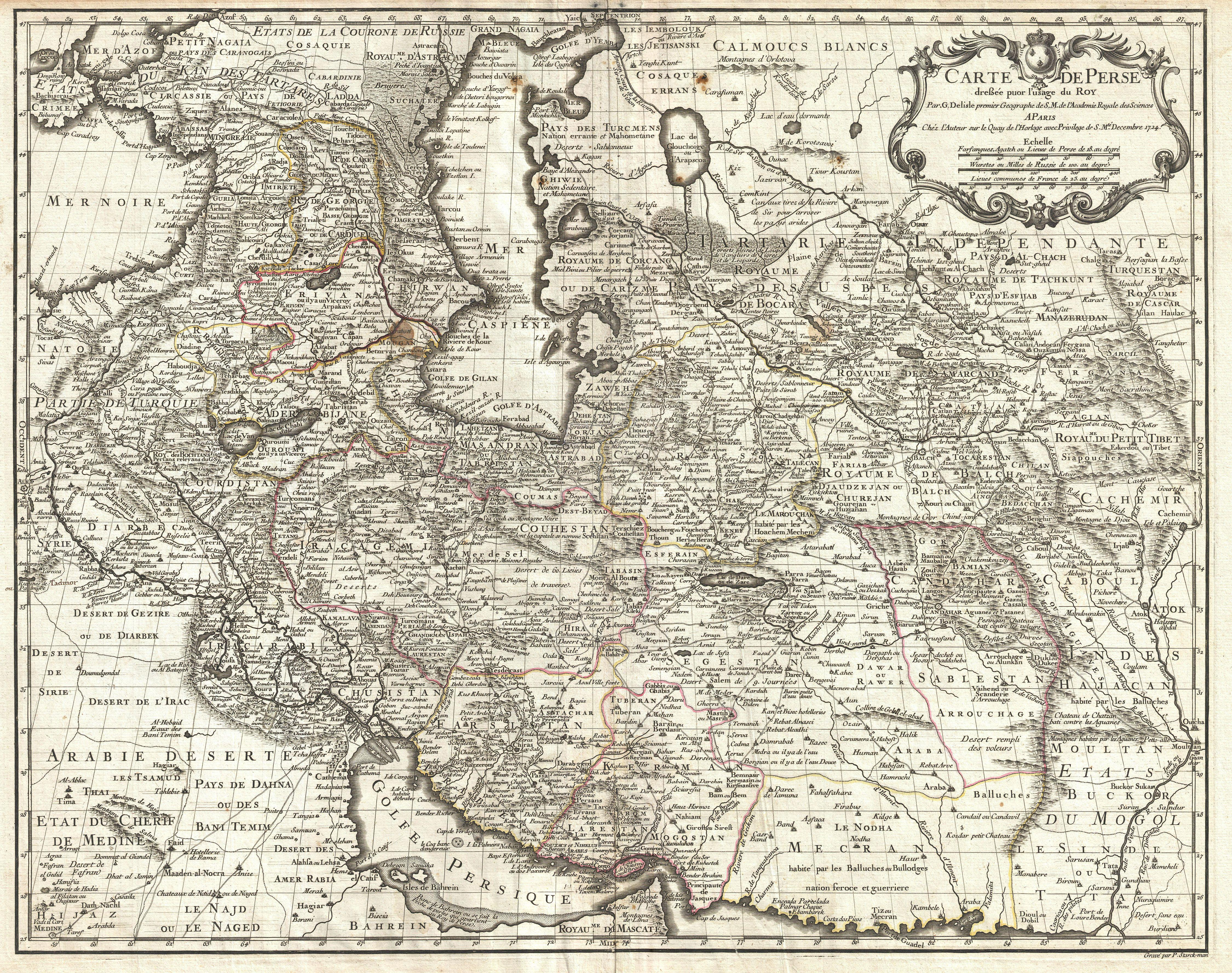
1724 ペルシアの地図 (イラン、イラク、アフガニスタン)
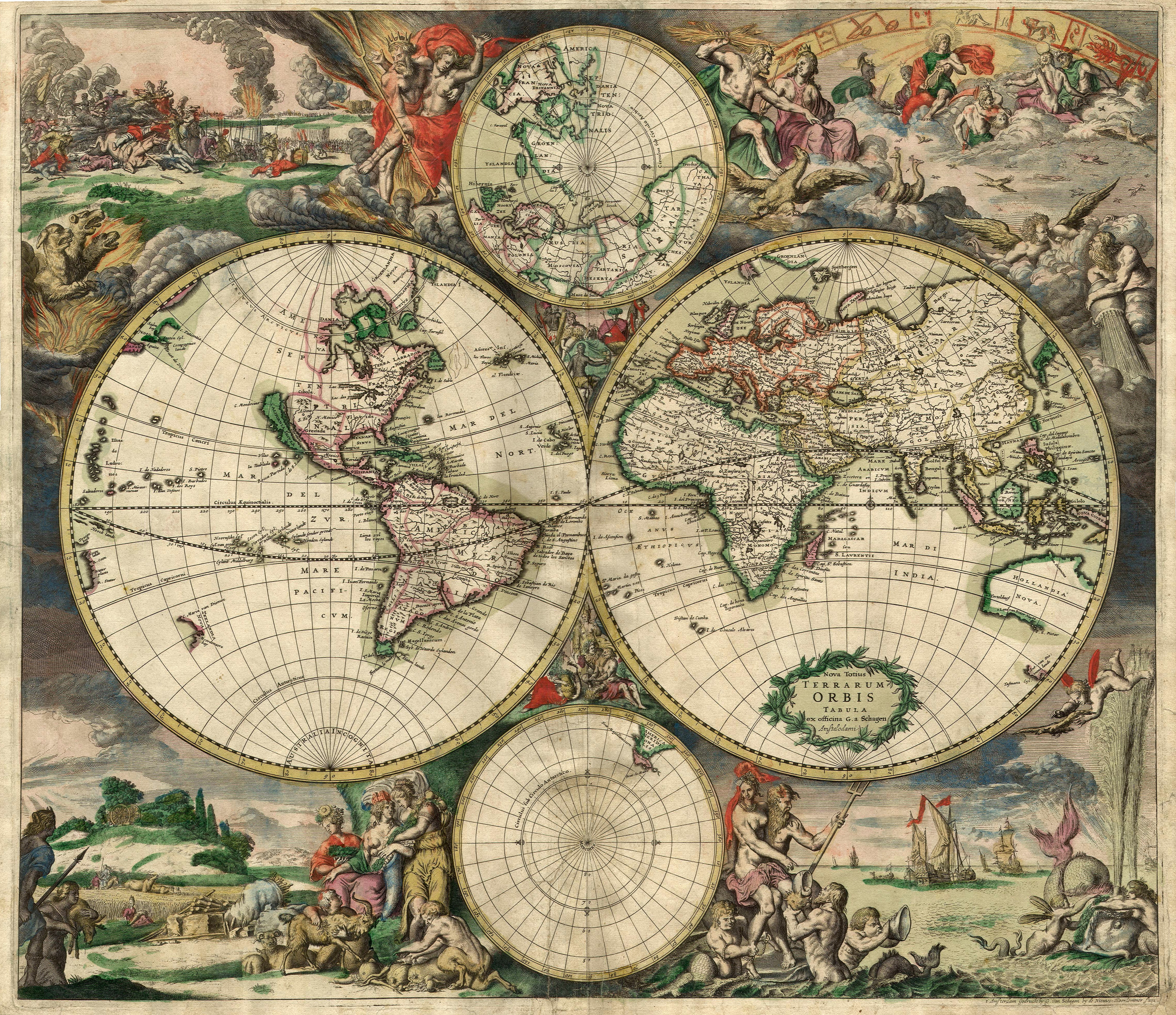
世界地図 1689
世界地図　1502
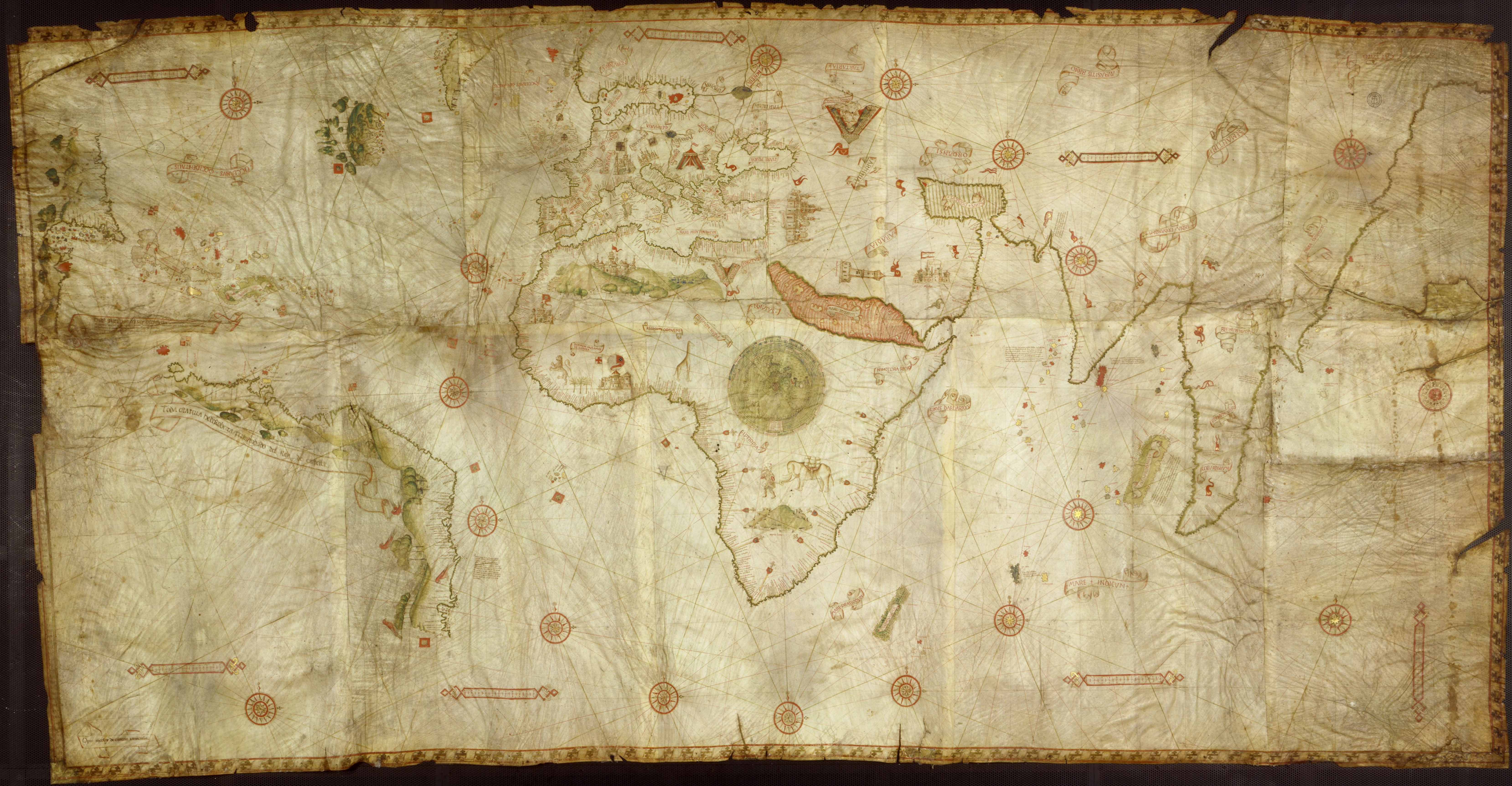
地図 (c.1505)
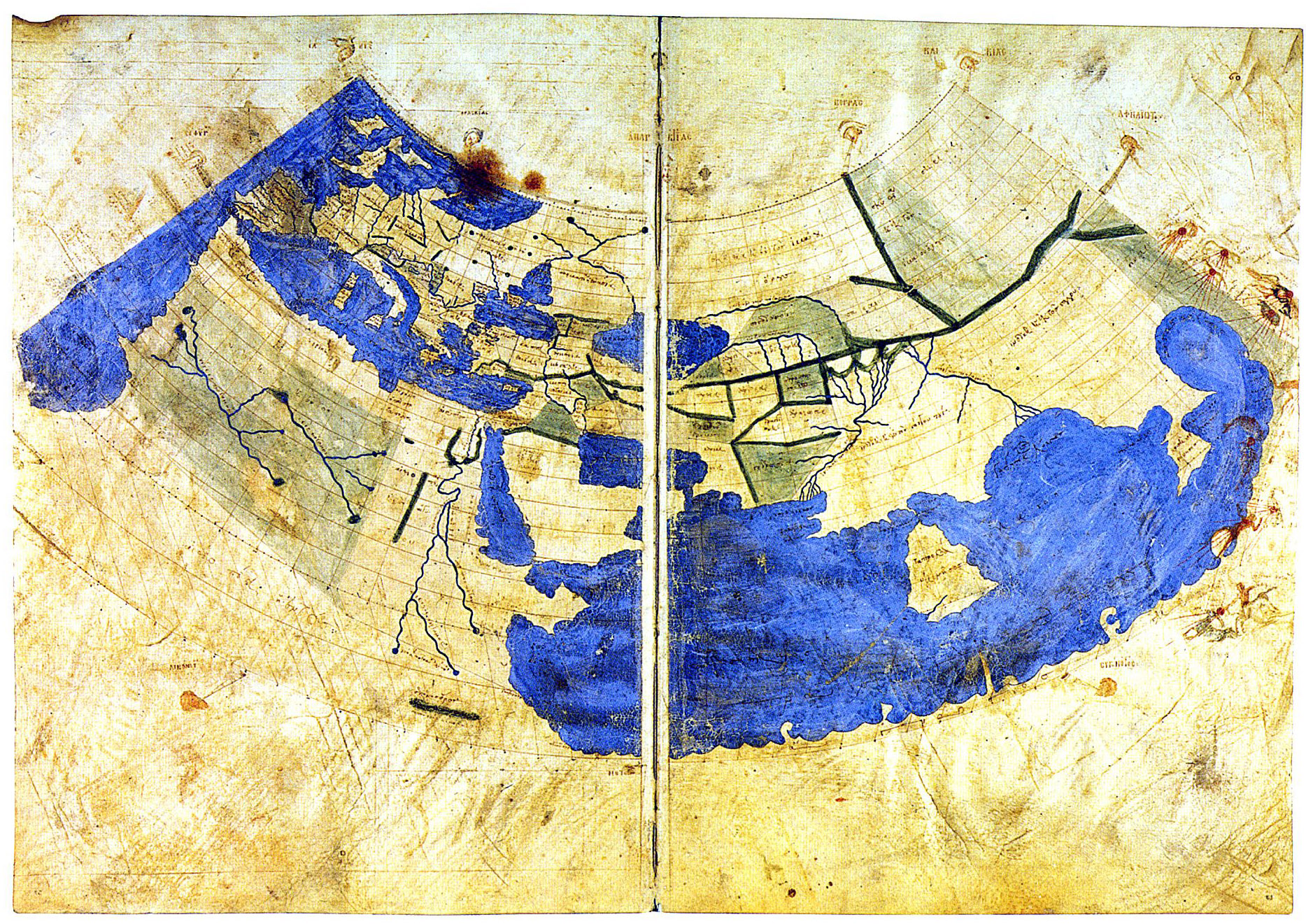
現存最古の Ptolemaic world mapにおけるペルシア湾、1300年頃。
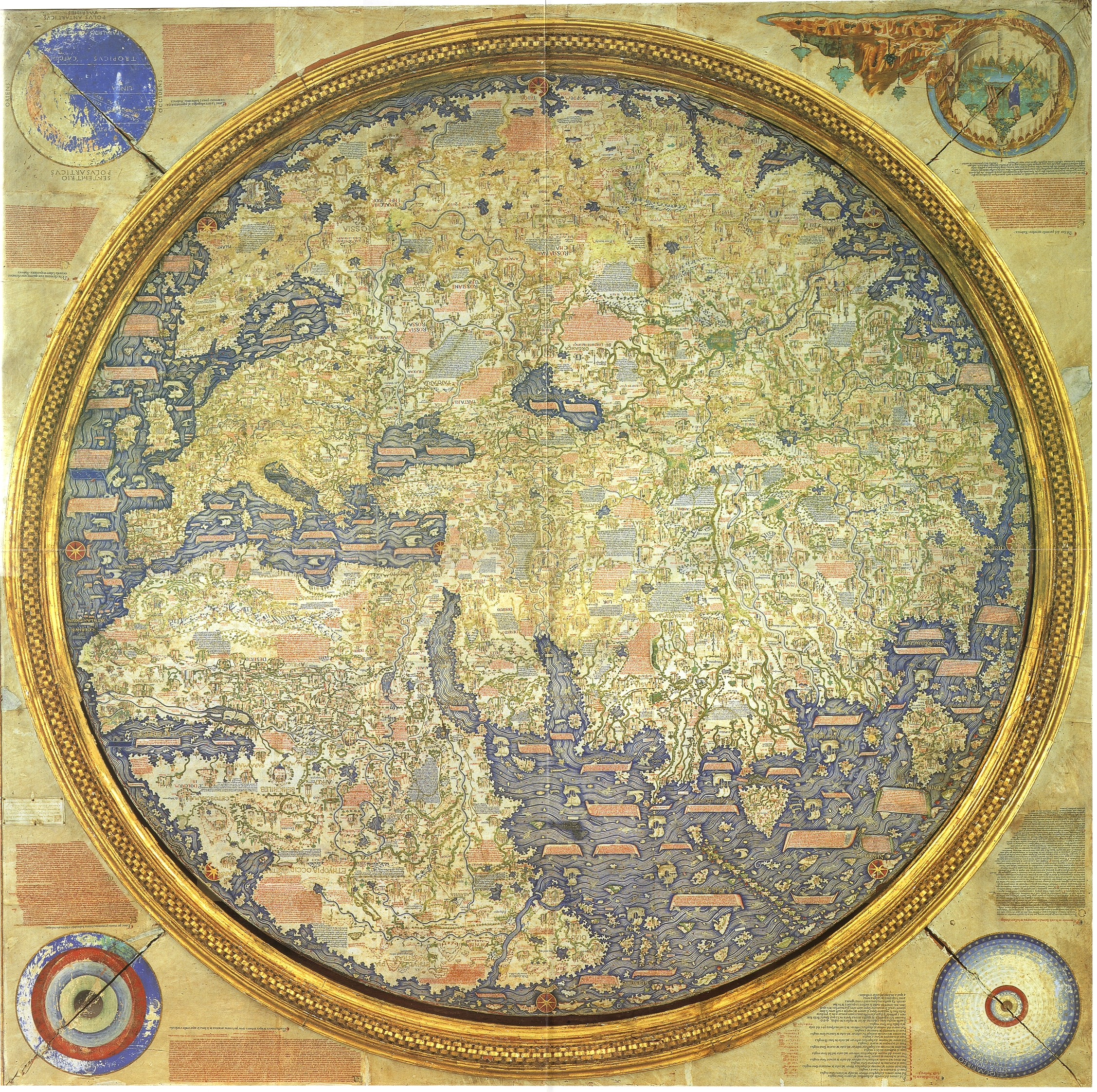
1459
エリスラ海のPeriplus
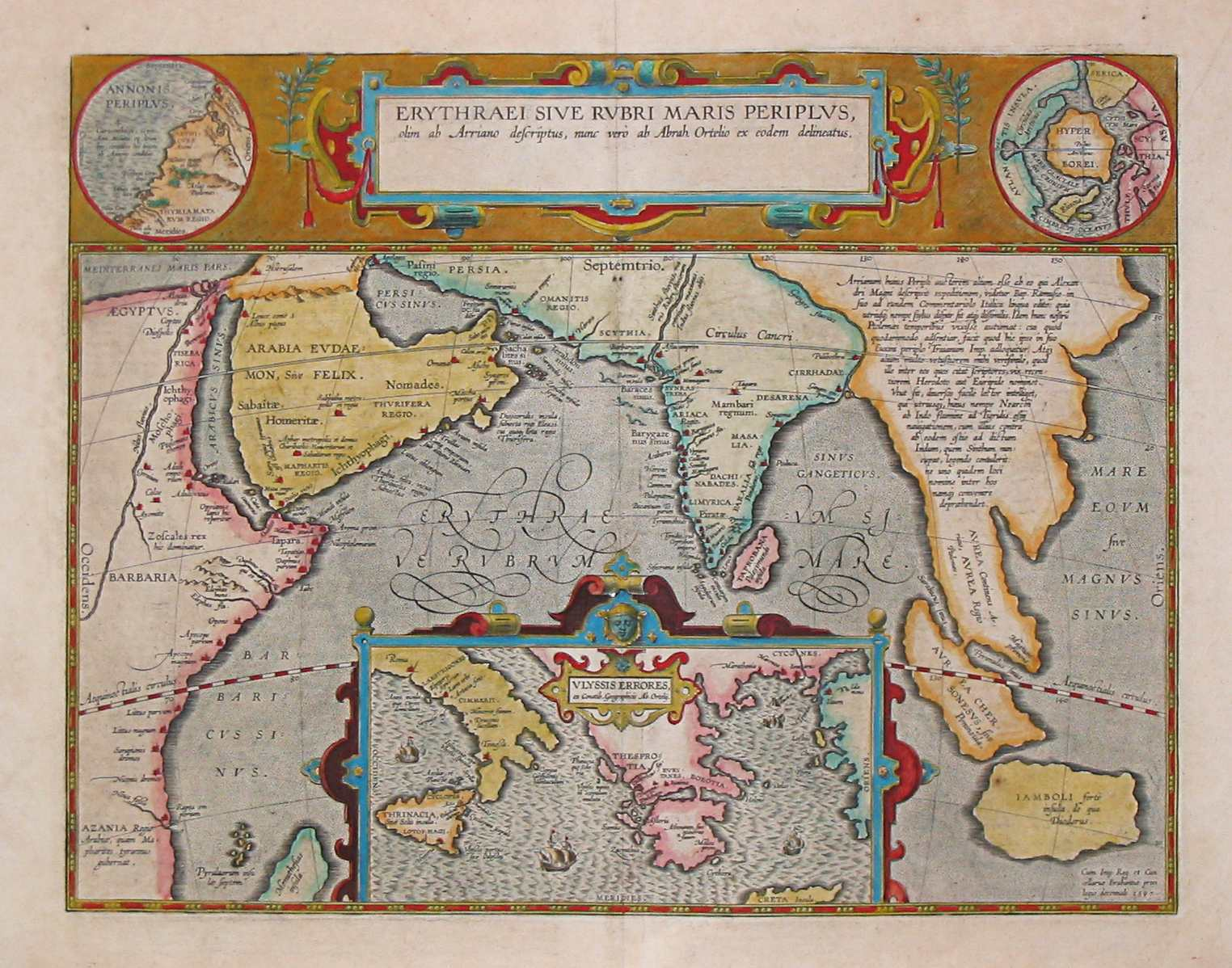
Periplus 古代地図
エラムの地図
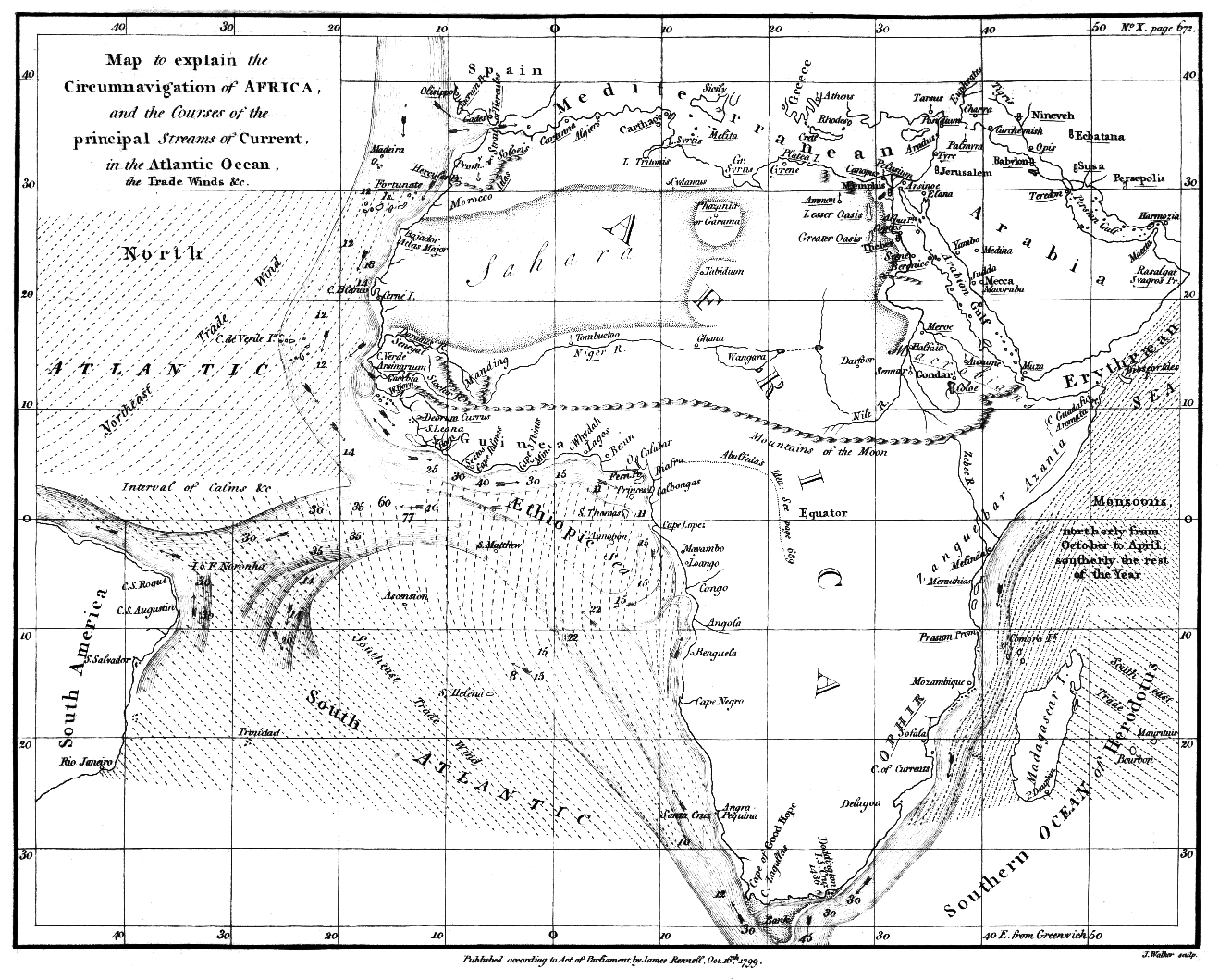
エリスラ海 1799
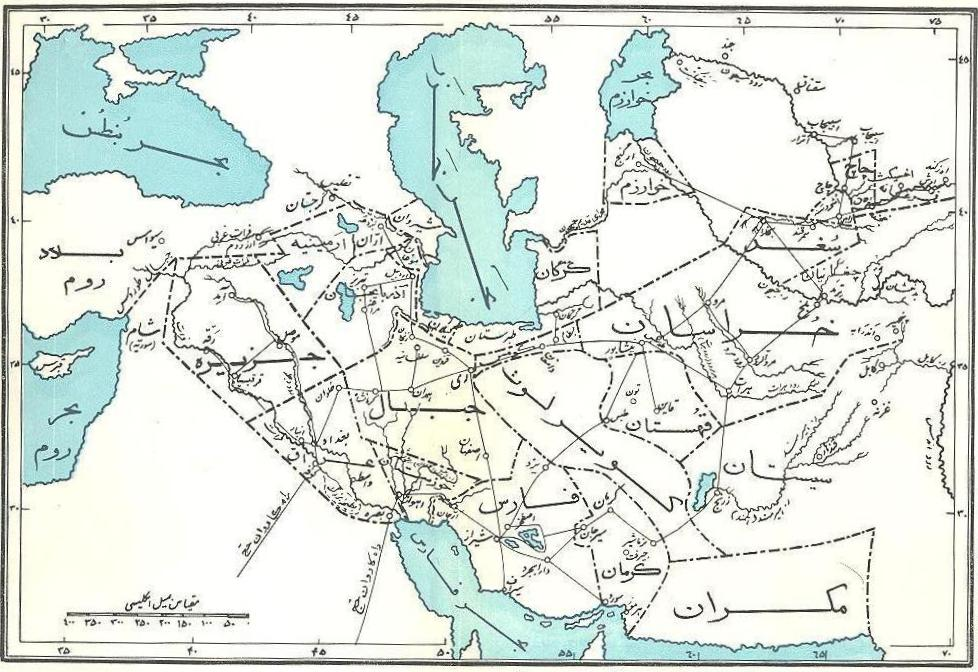
persi Percy Sykes　によるマクラン
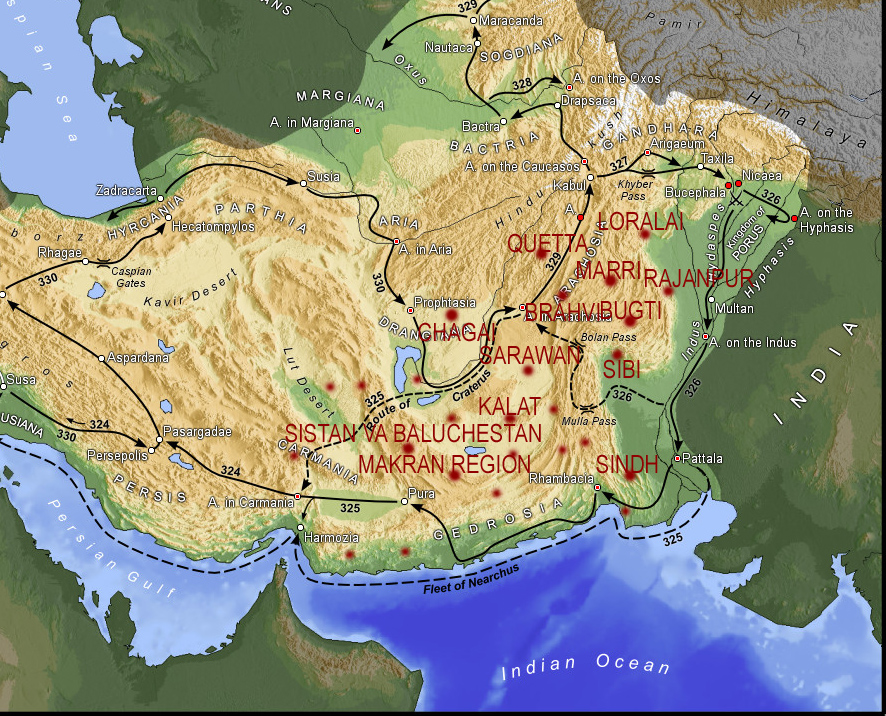
マケドニア帝国
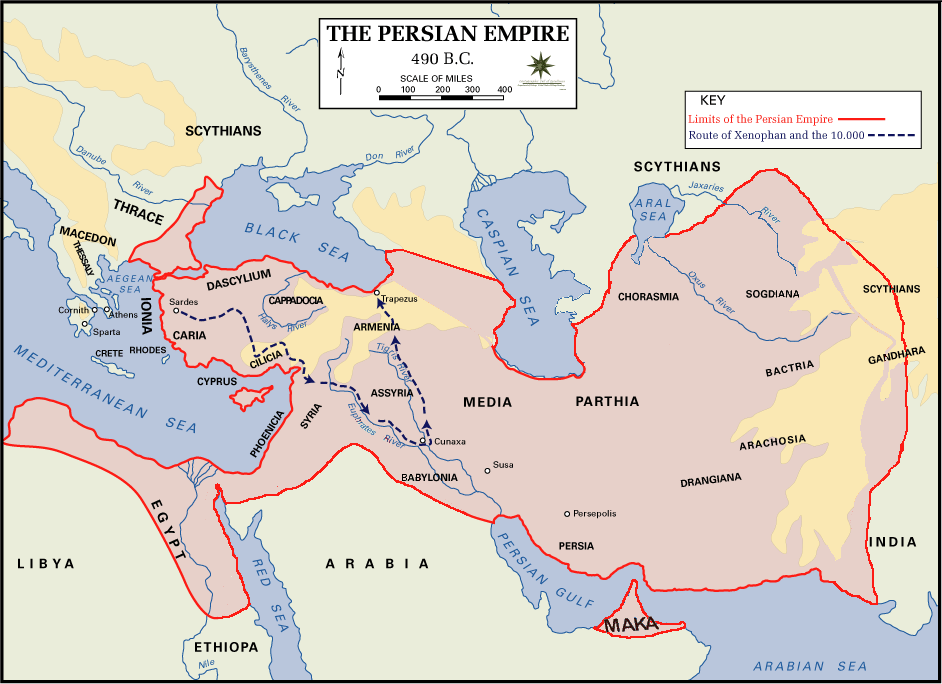
ペルシア帝国, 490 BC
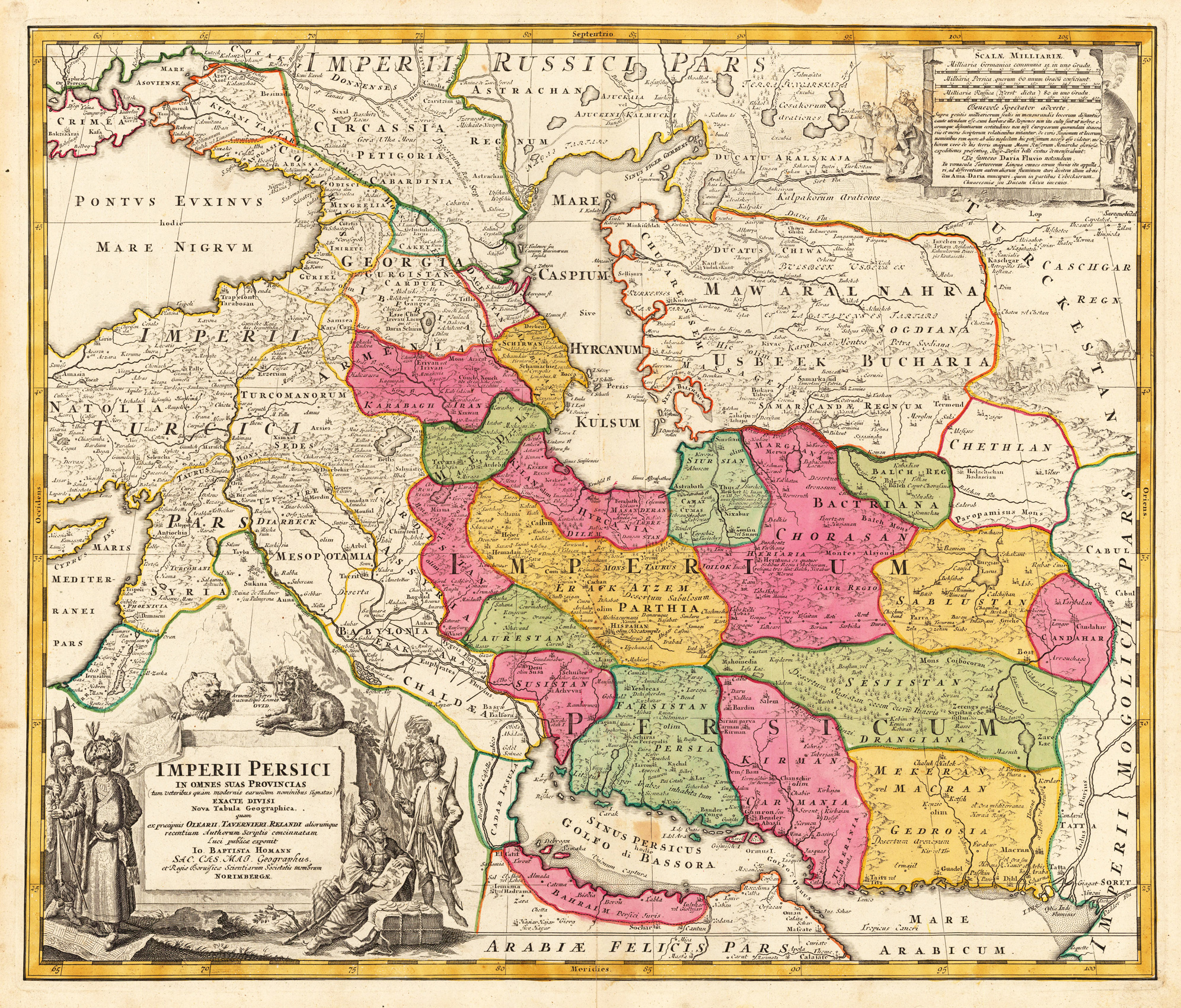
Jomann Imperium Periscum
Partage de l'Inde
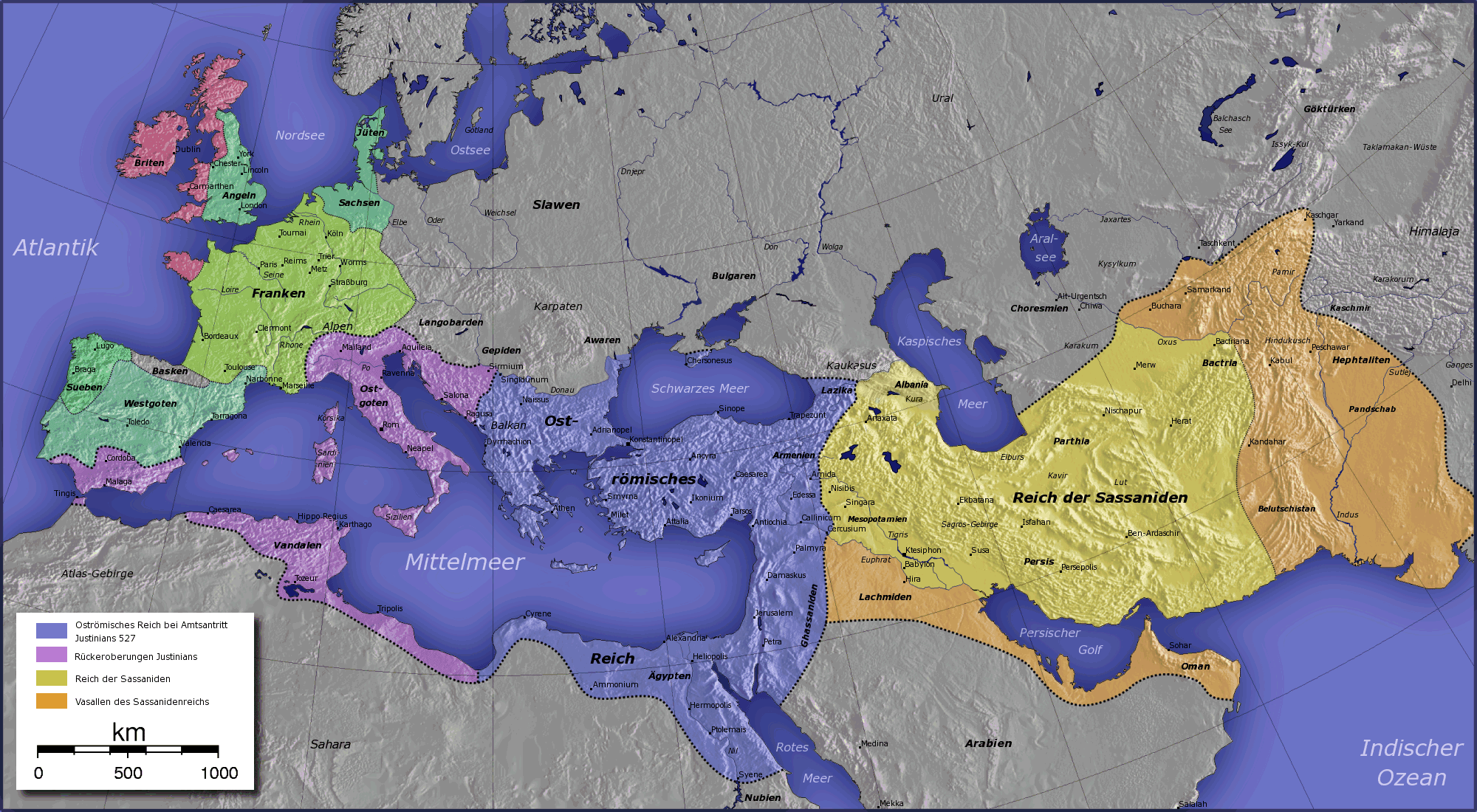
Justinian Byzanz
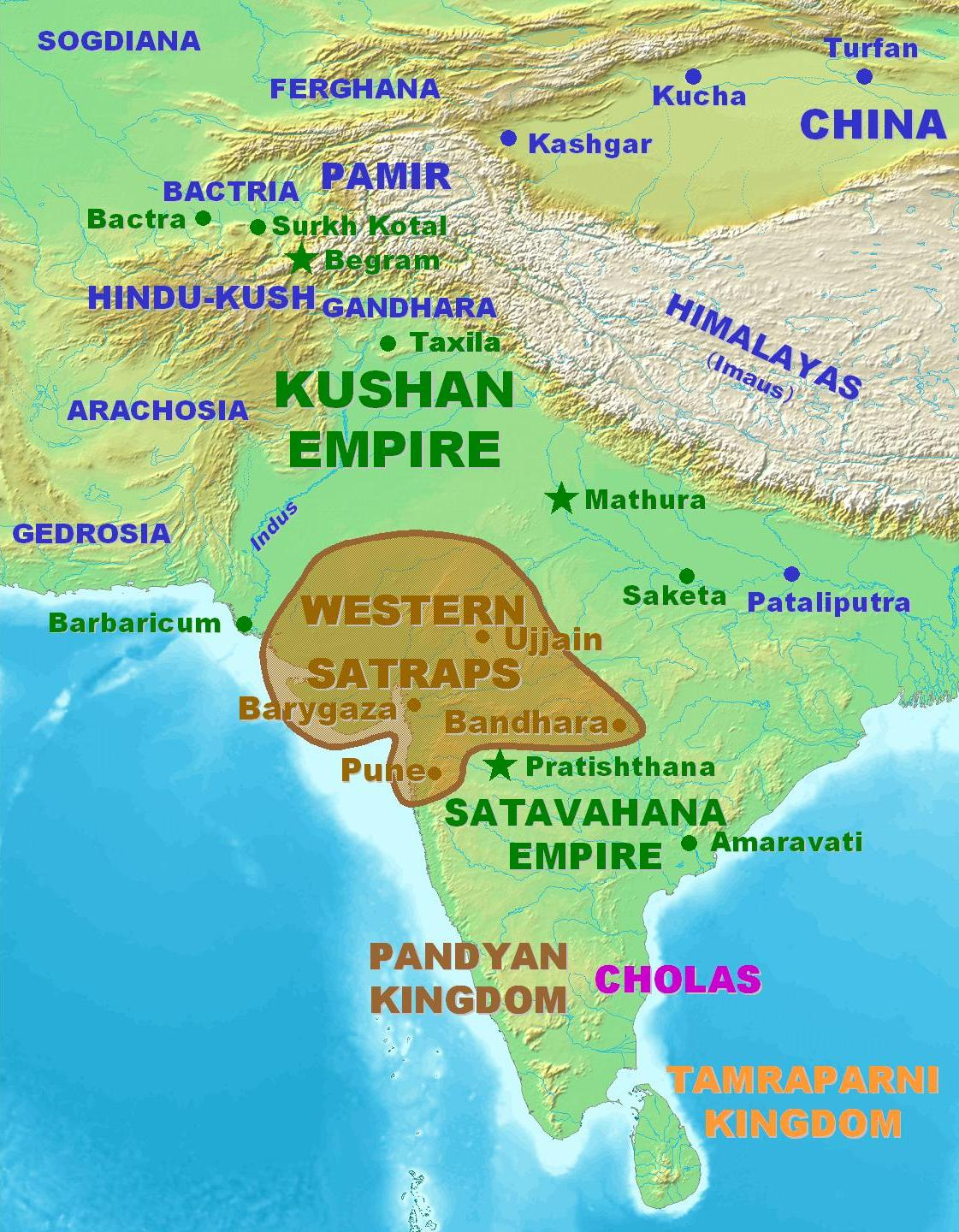
WKshatrapas
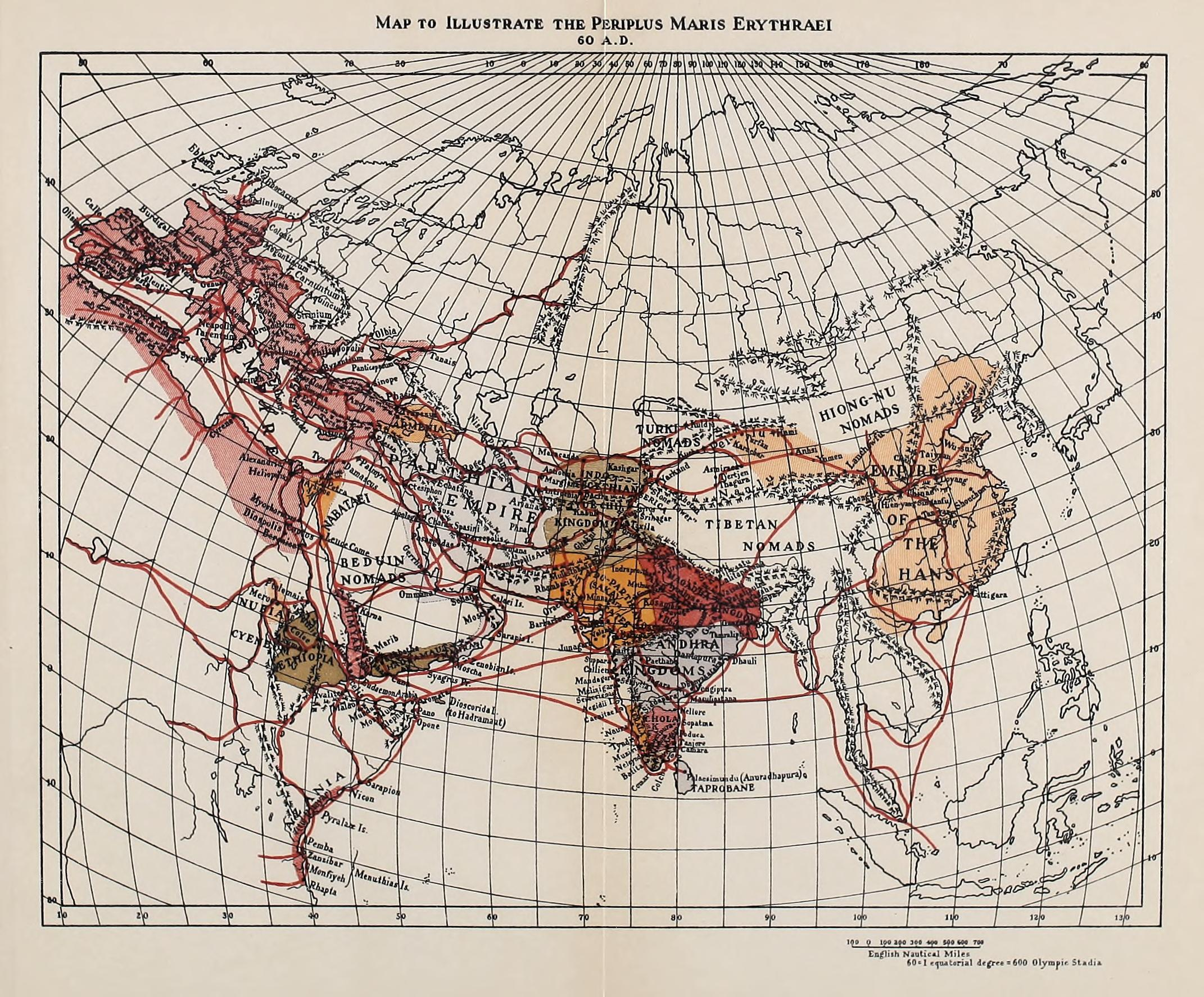
Periplus世界地図
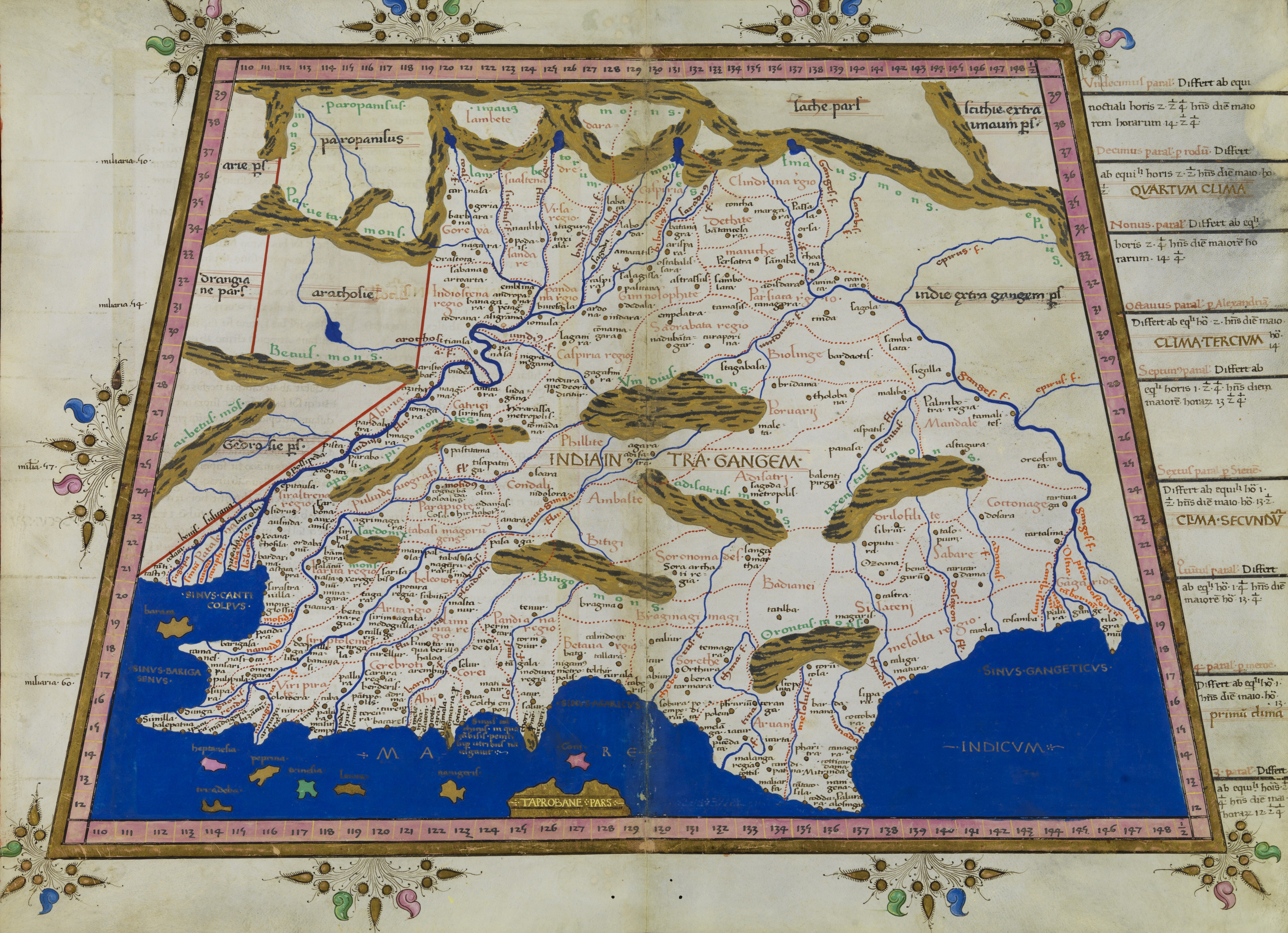
Ptolemy Cosmographia 1467 - インド
AtlasMiller 1519BNF desplegable Mediterraneo
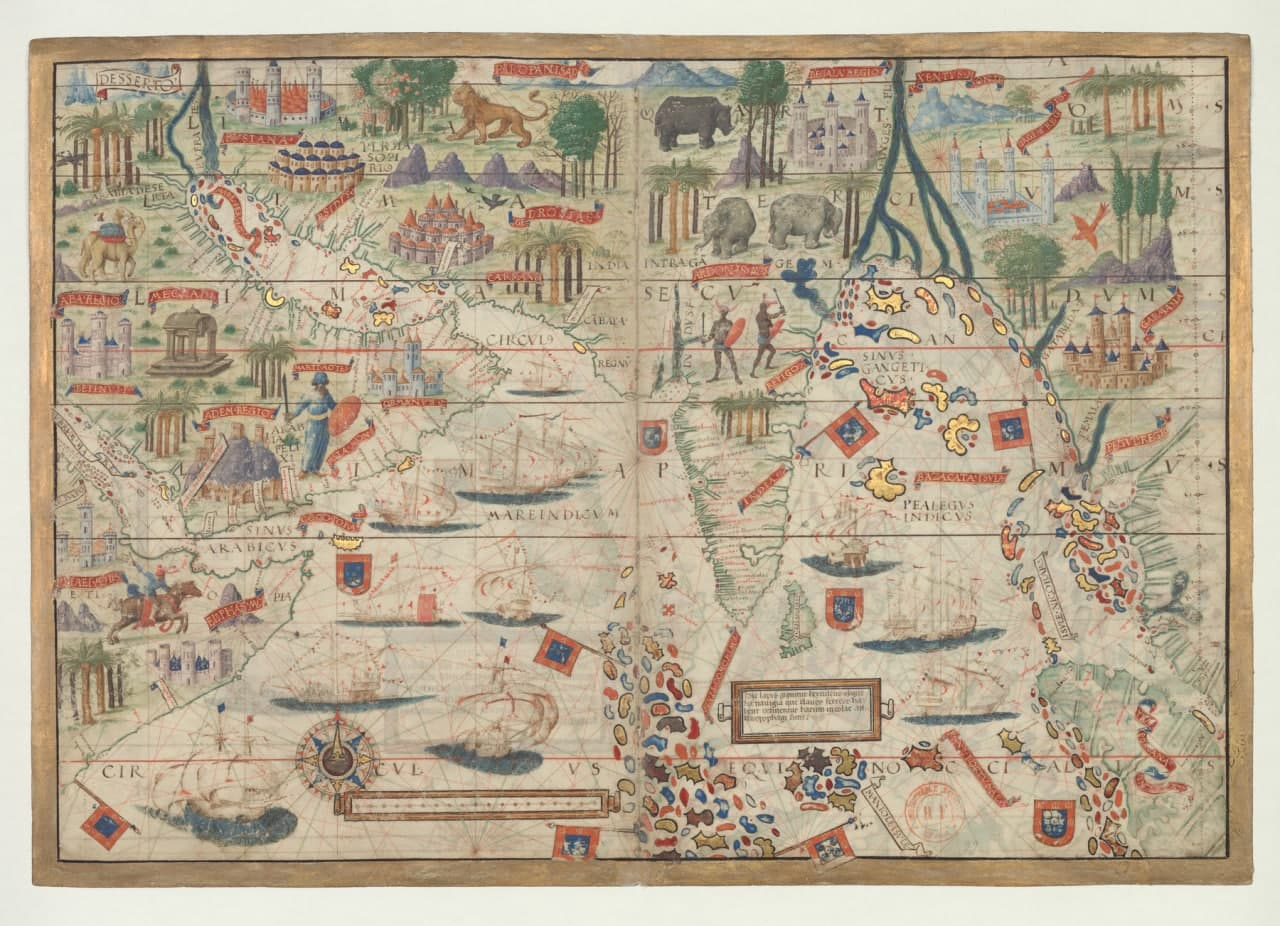
AtlasMiller.india 　ペルシア海
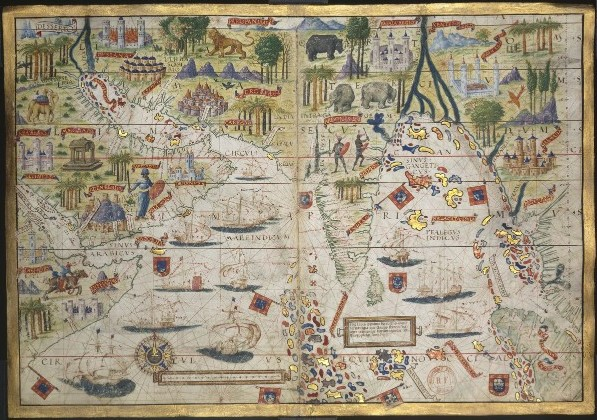
AtlasMiller BNF OceanoIndico
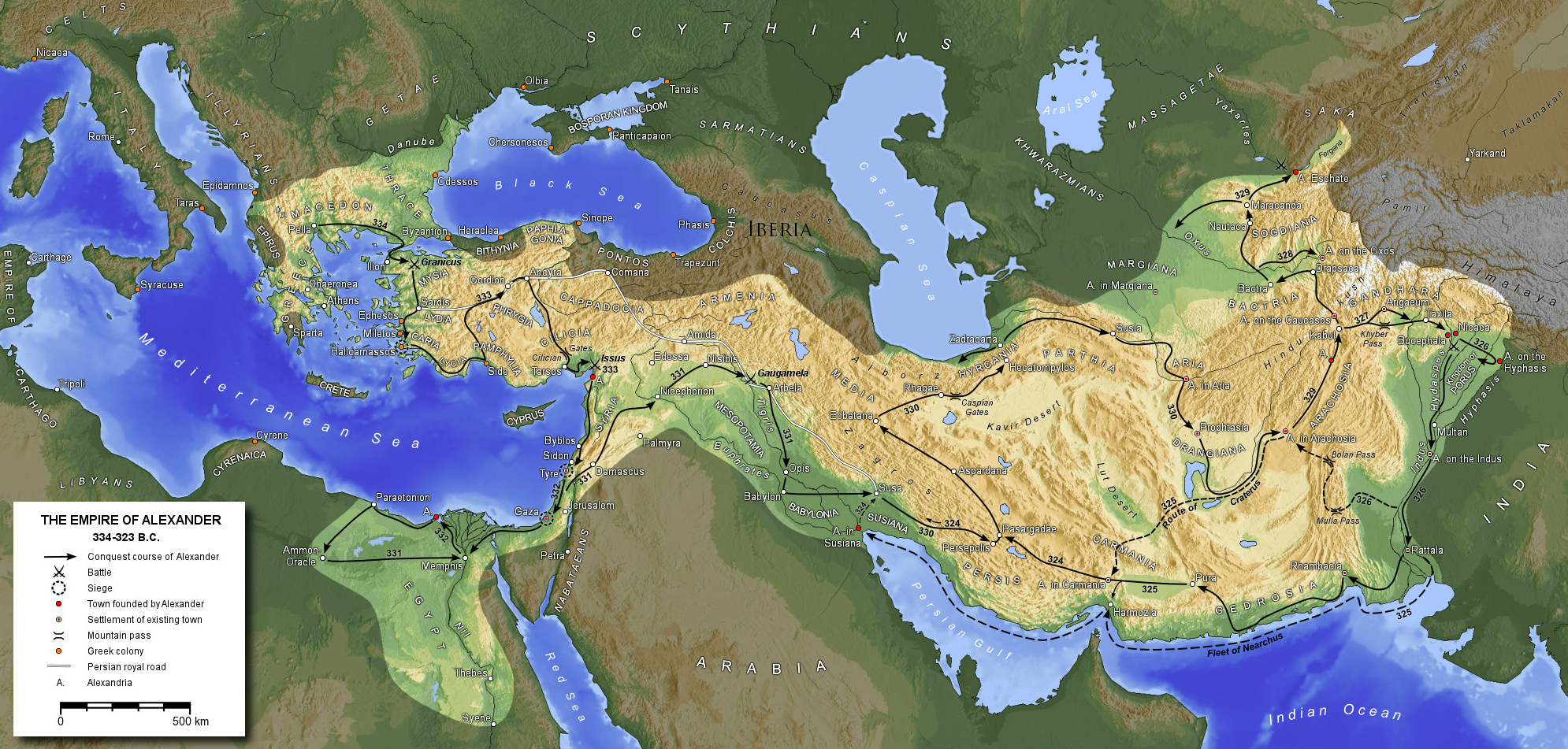
マケドニア帝国
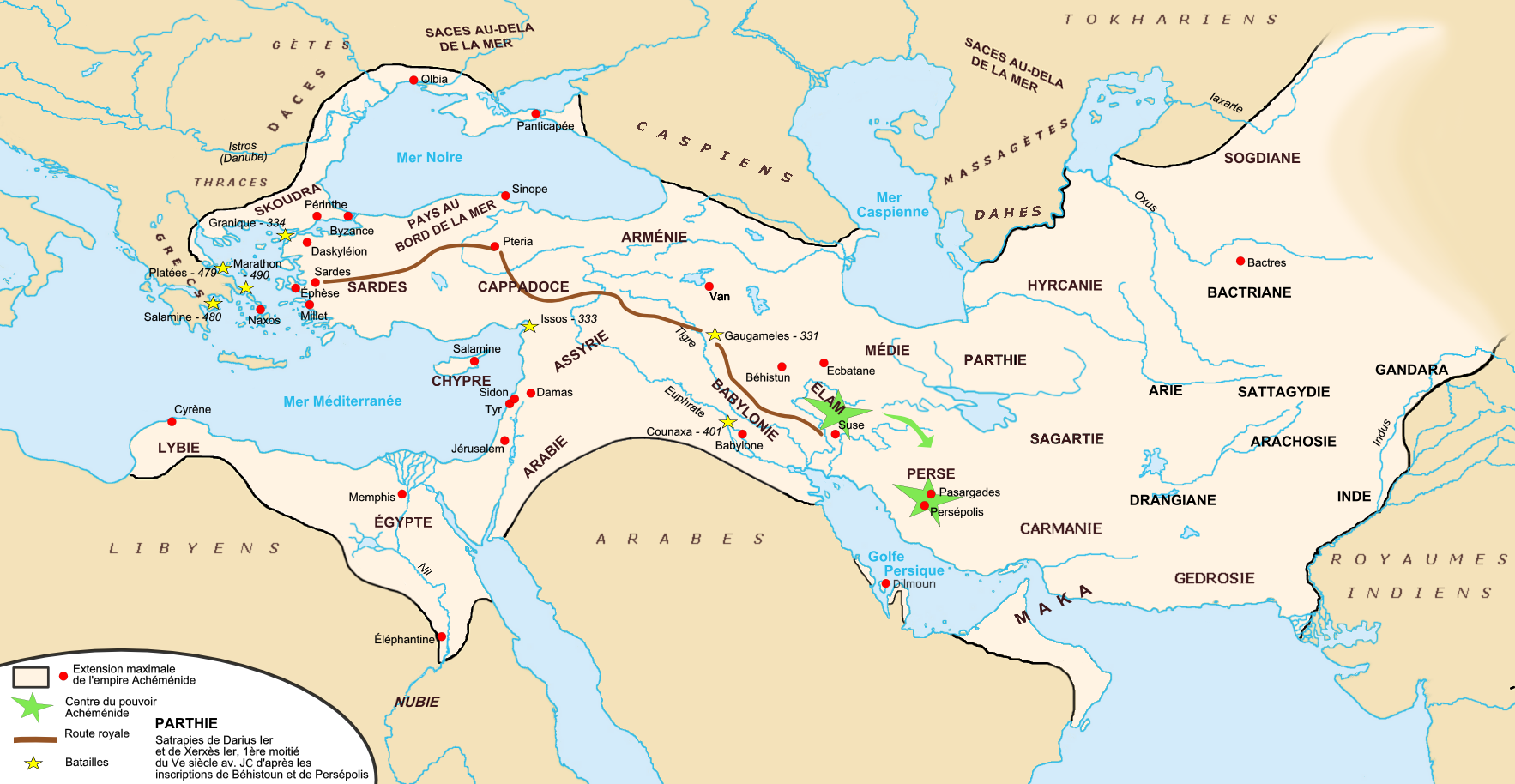
Carte empire achéménide
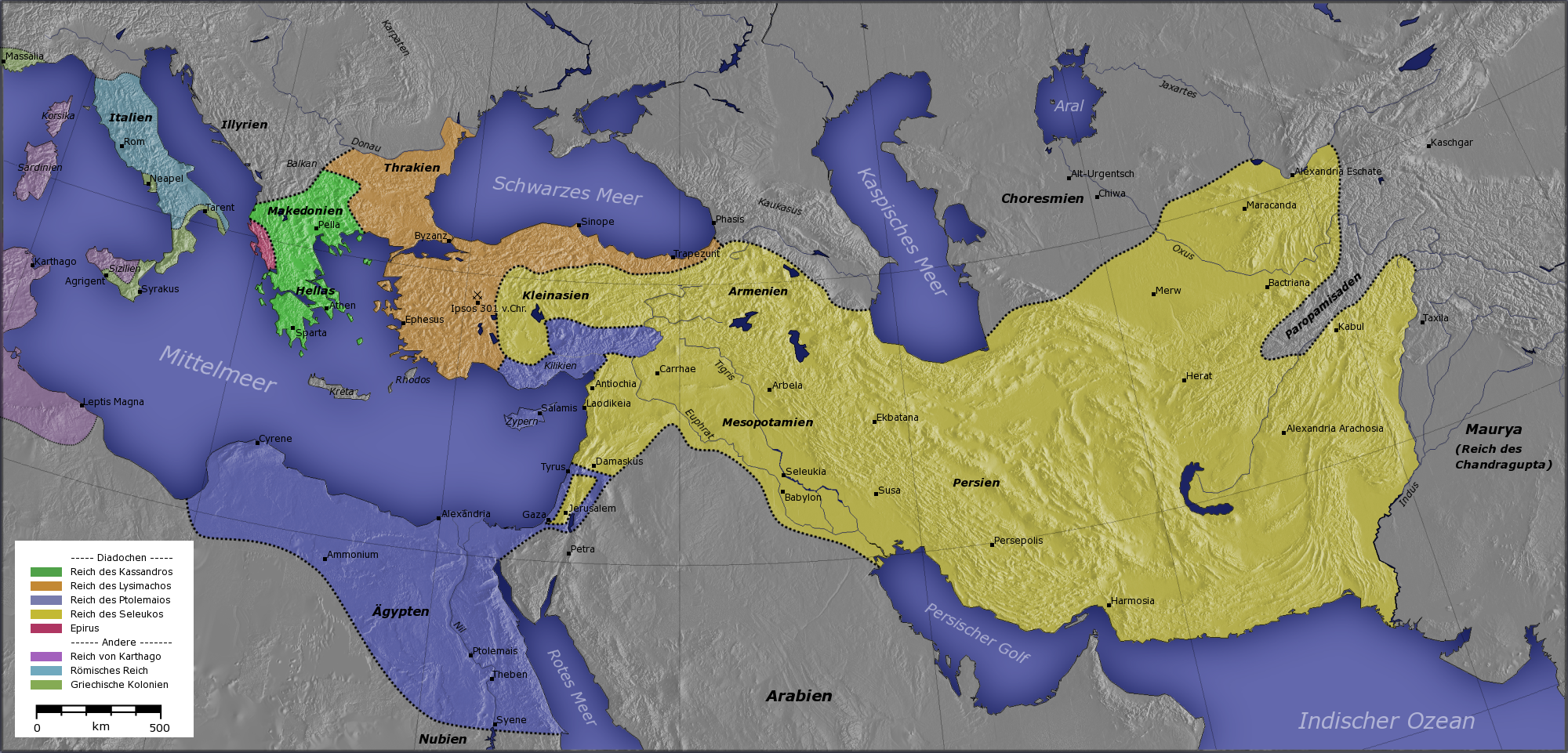
Diadochen1
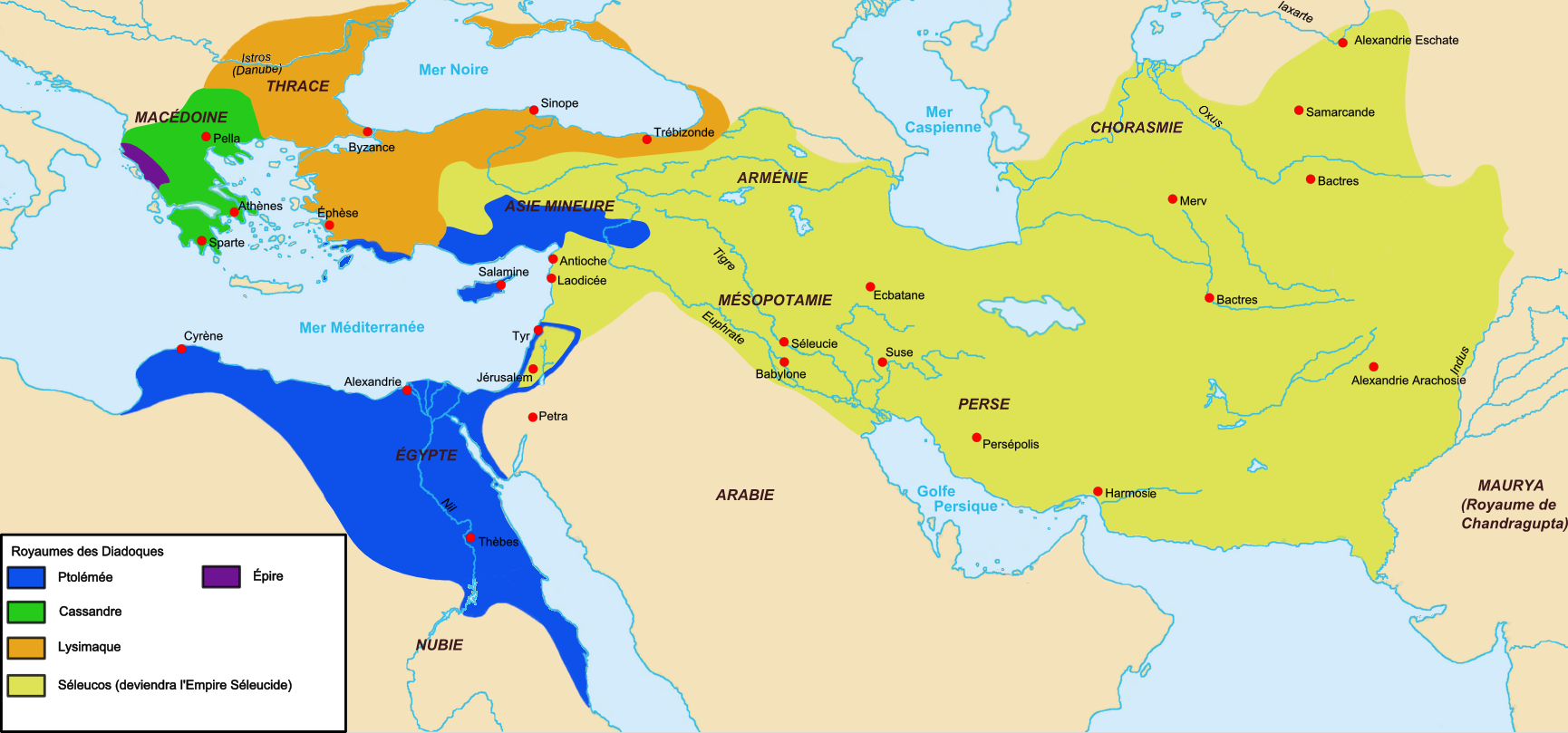
地図 Diadochs-fr
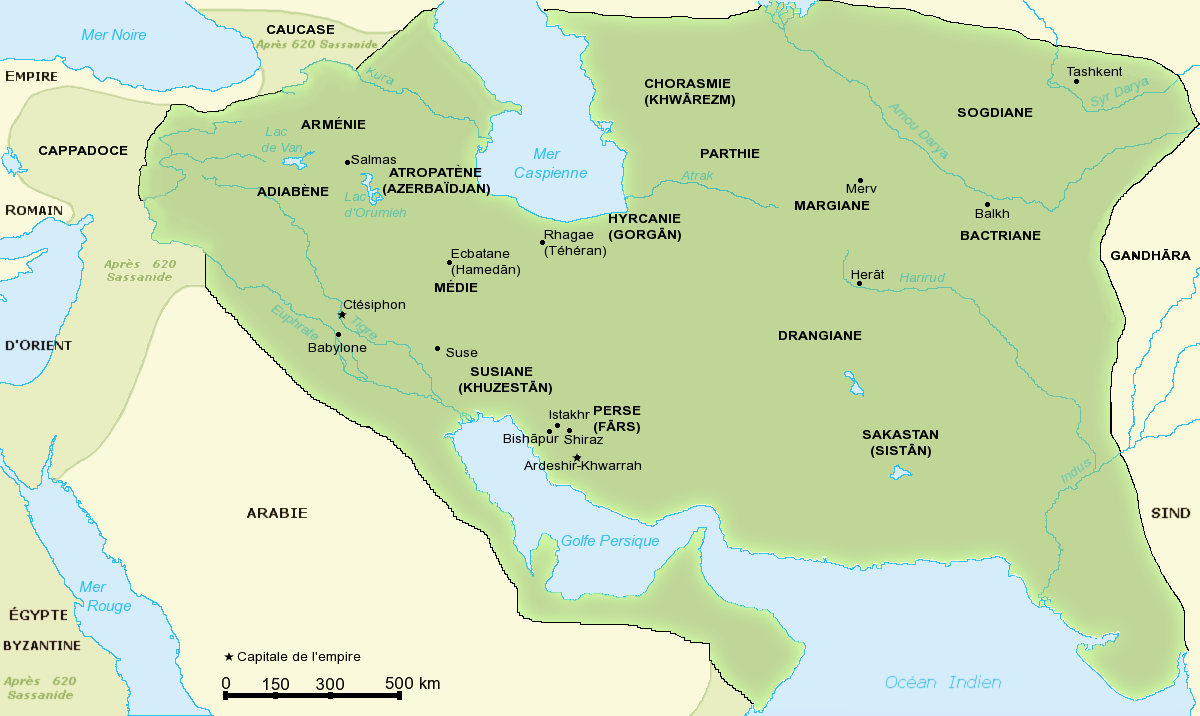
Carte empire Sassanide
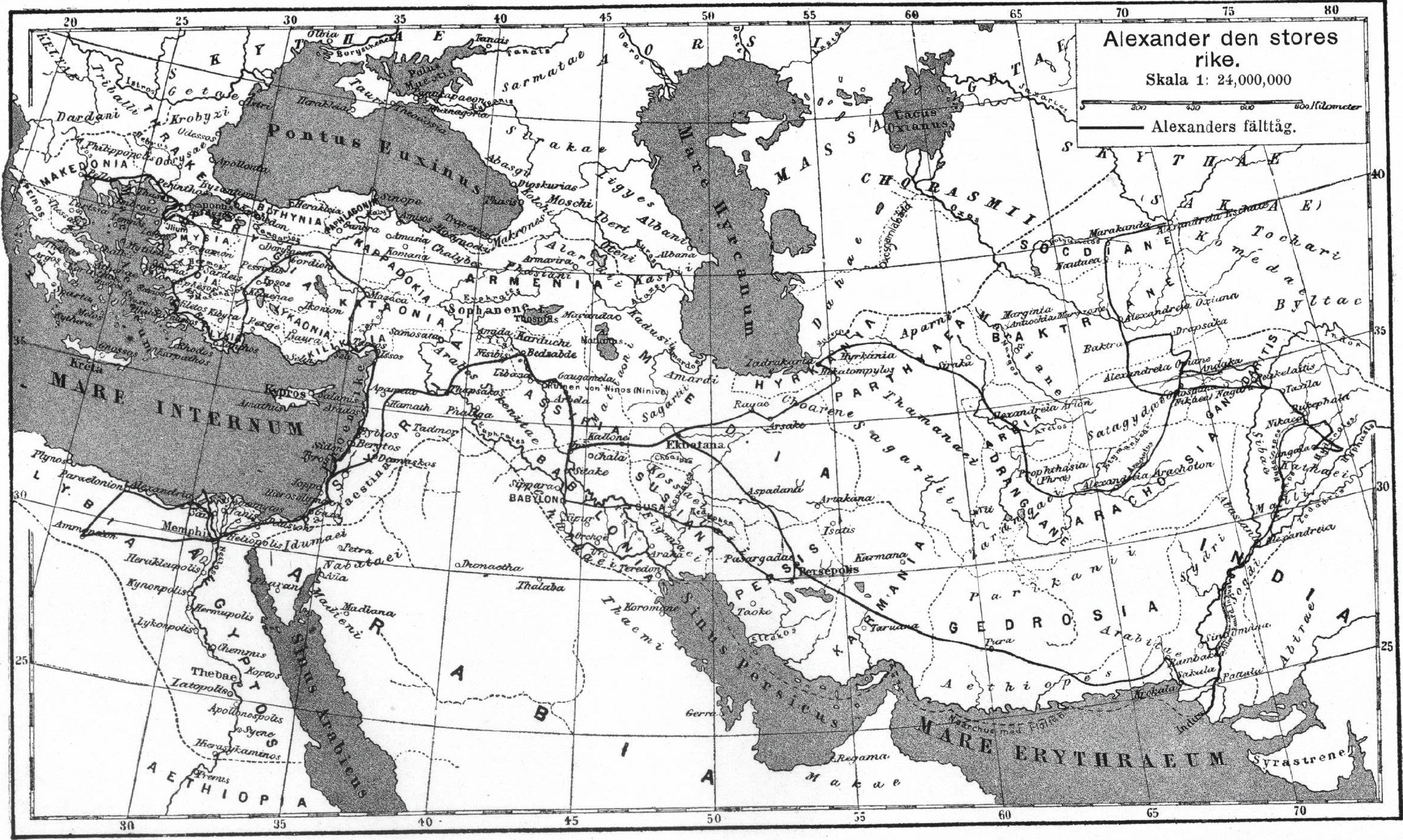
Alexander den stores rike, Eritrum
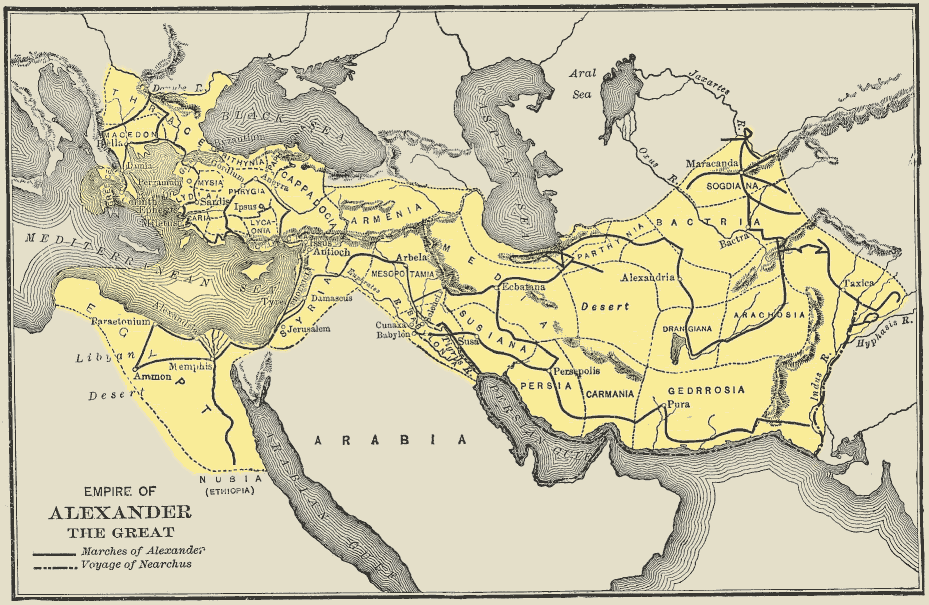
アレキサンダー帝国の地図
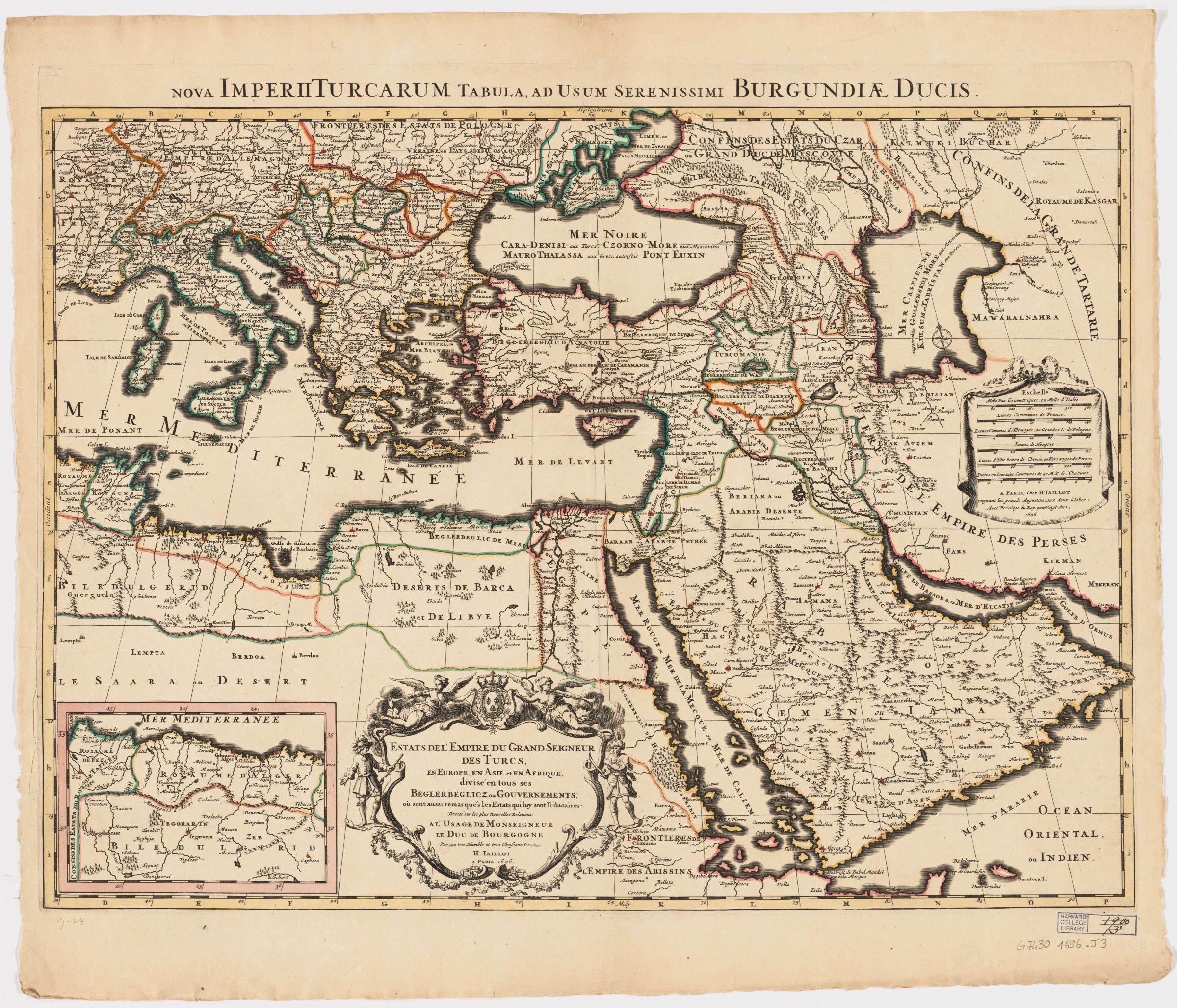
オスマン帝国 1696 by Jaillot
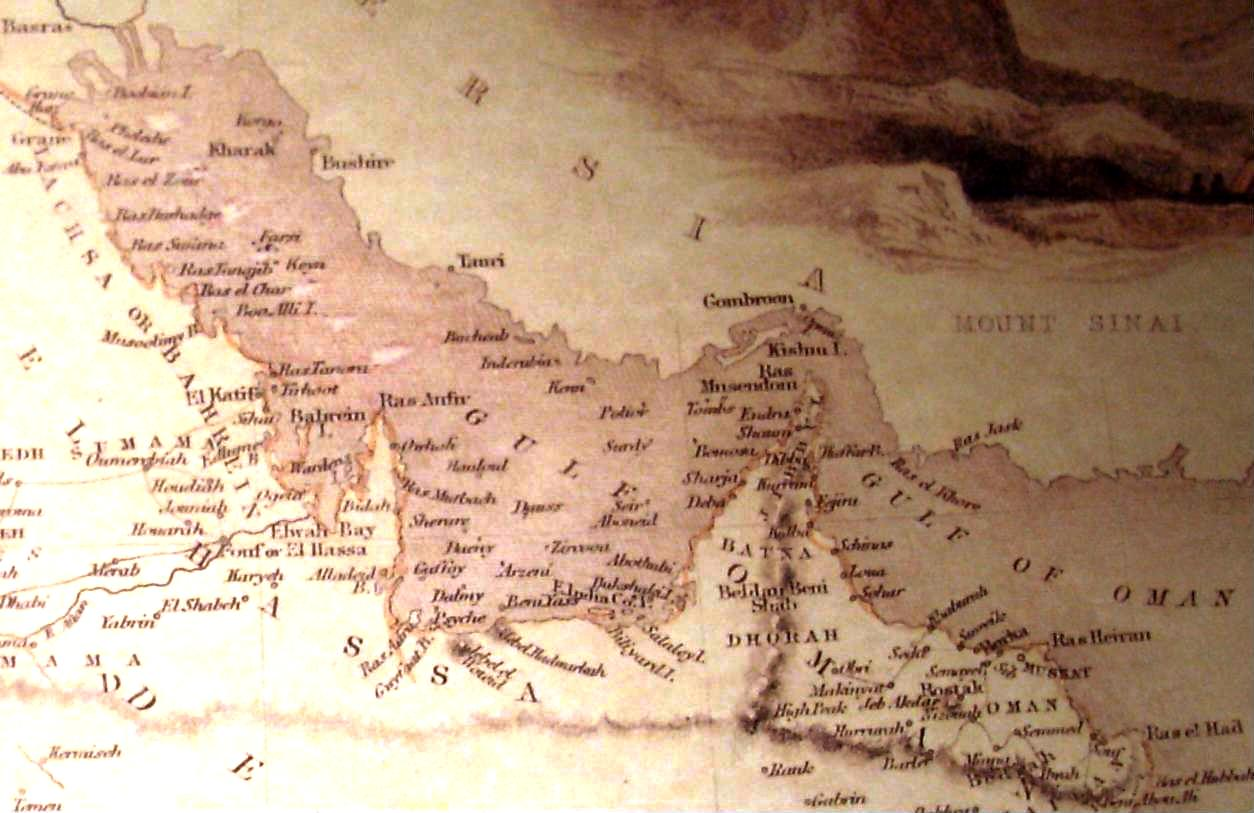
ペルシア帝国　-　ドバイ博物館
カッシーとペルシア湾
Dilmun3mil AC.
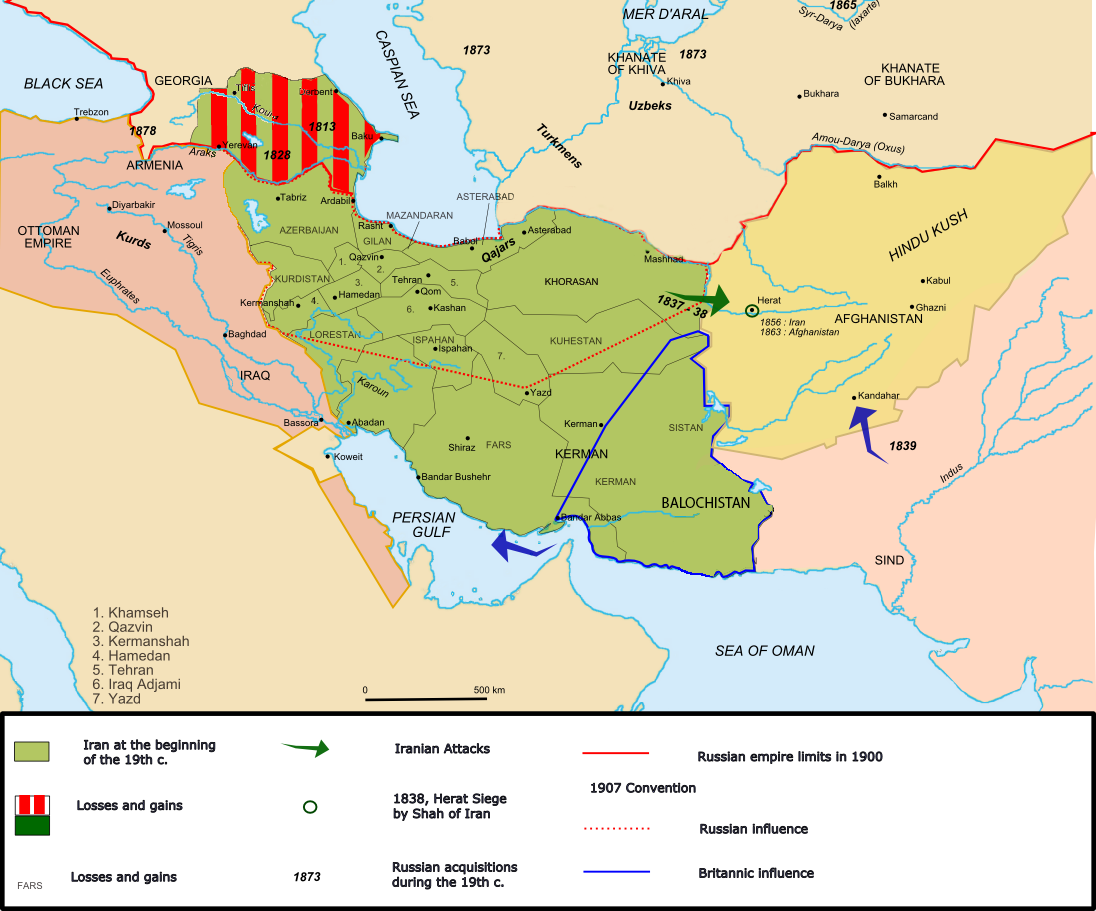
オマーン海。19世紀ガージャール朝。
オマーン海
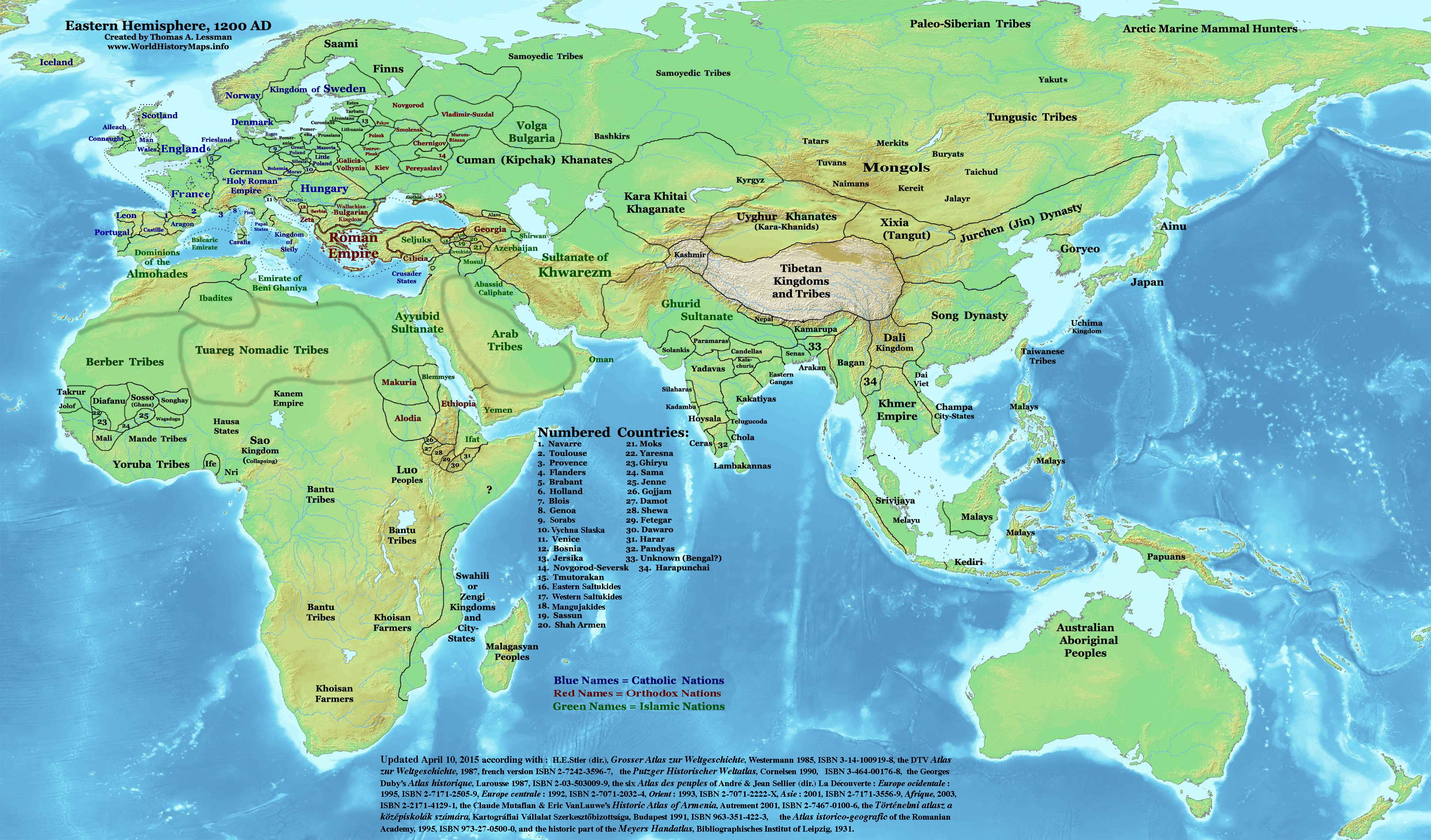
East-Hem 1200ad
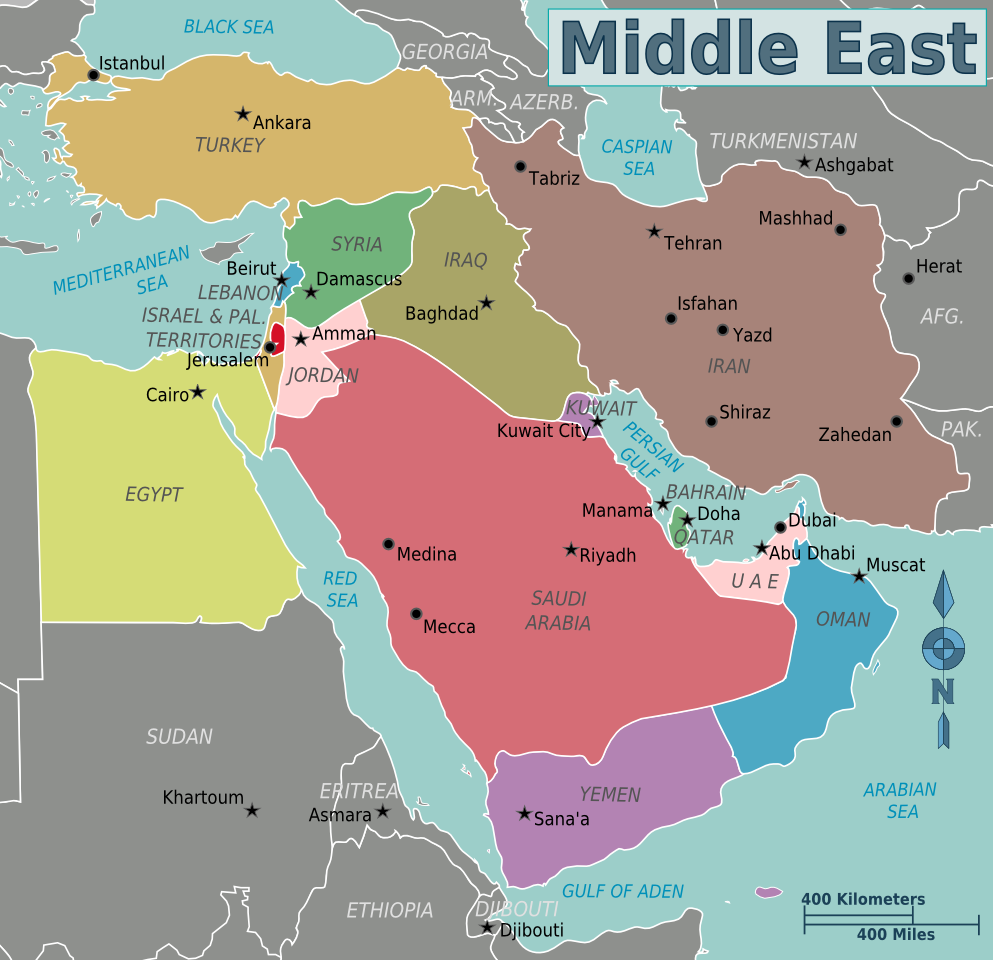
中東
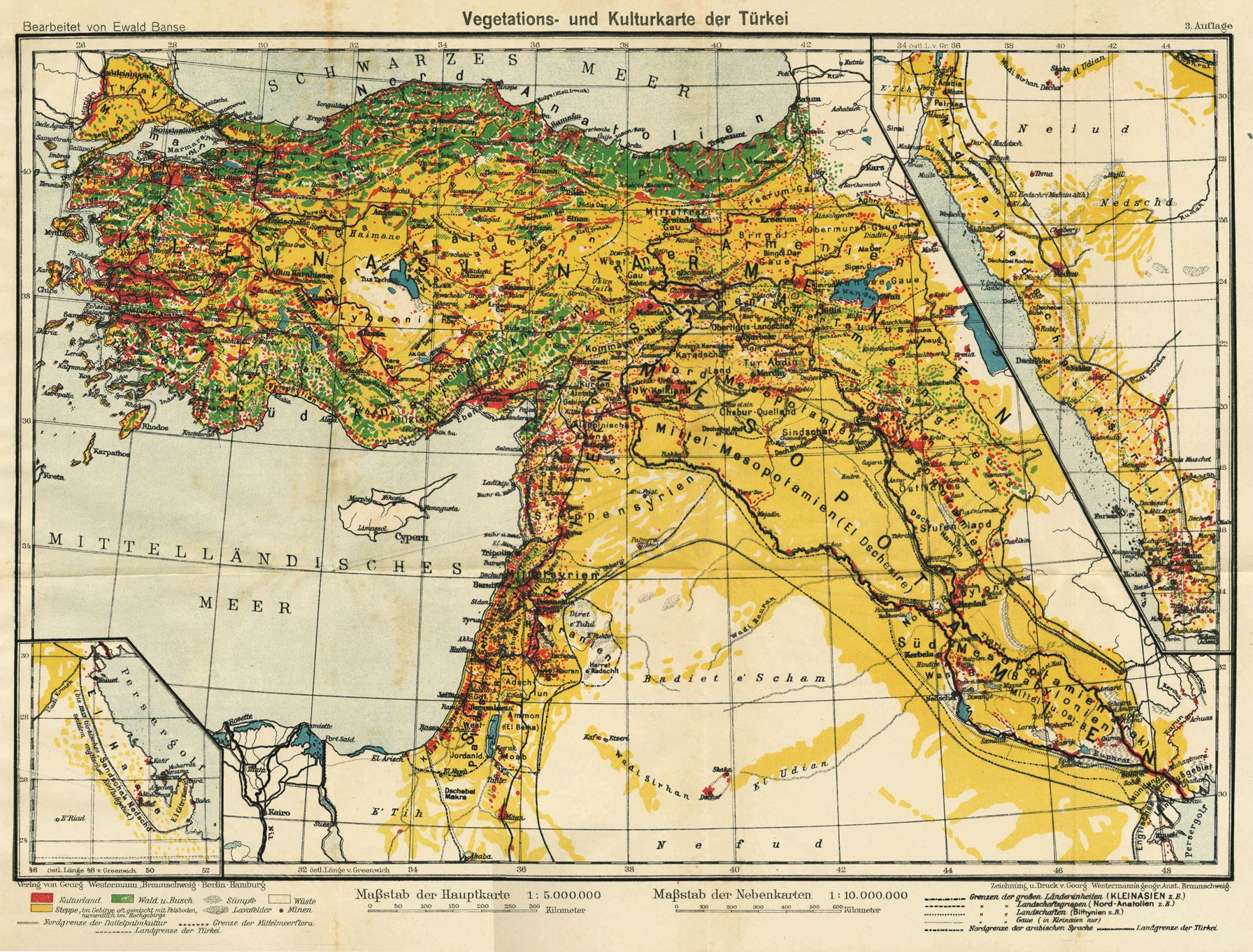
1916年のオスマン帝国。1919
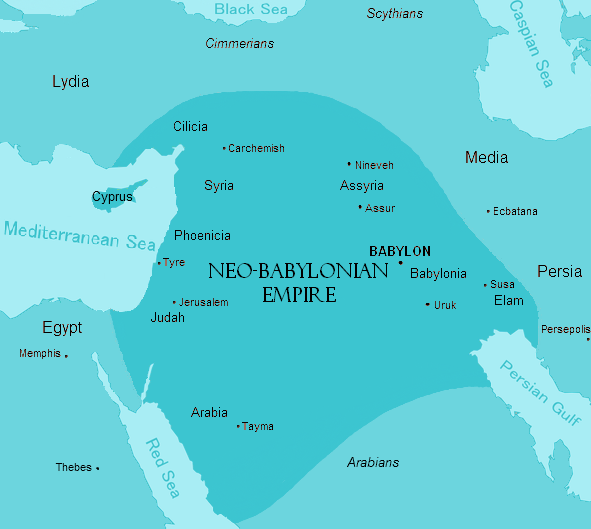
バビロニア帝国
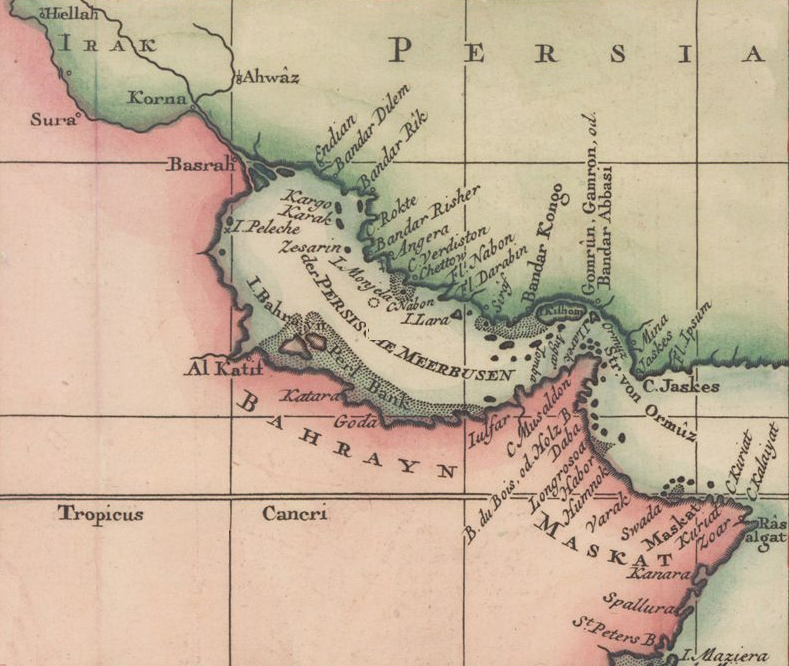
Bellin.Persis.c.1745
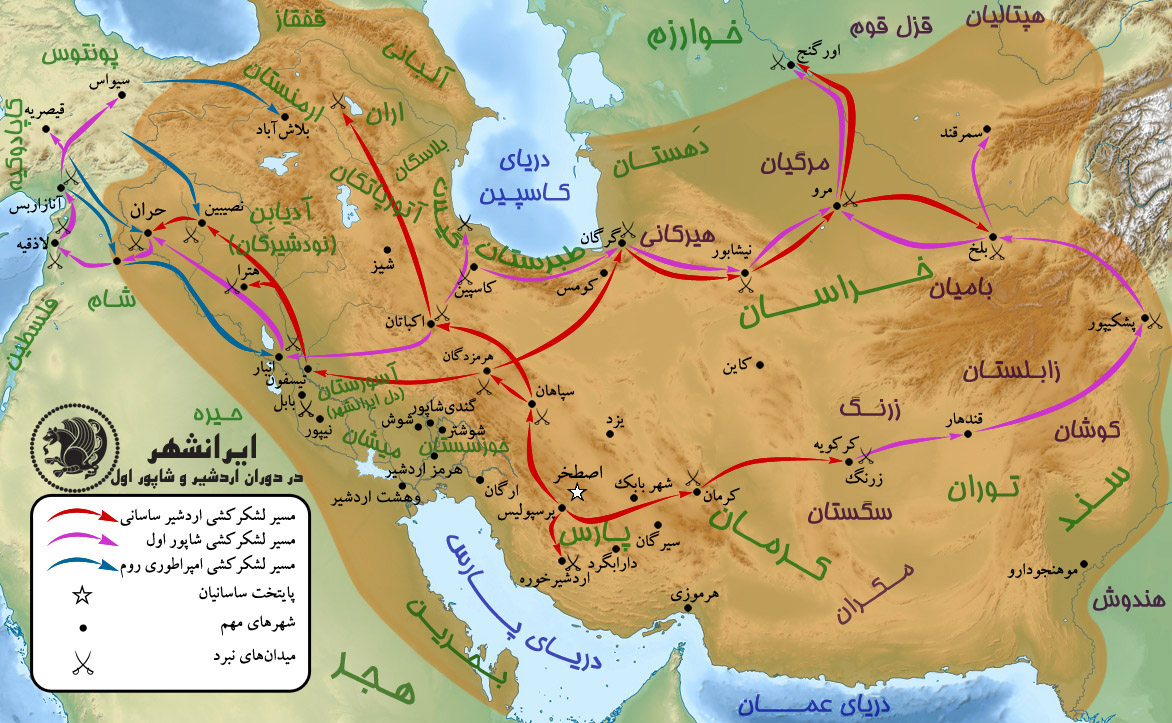
アルデシールとシャープールの活動の地図
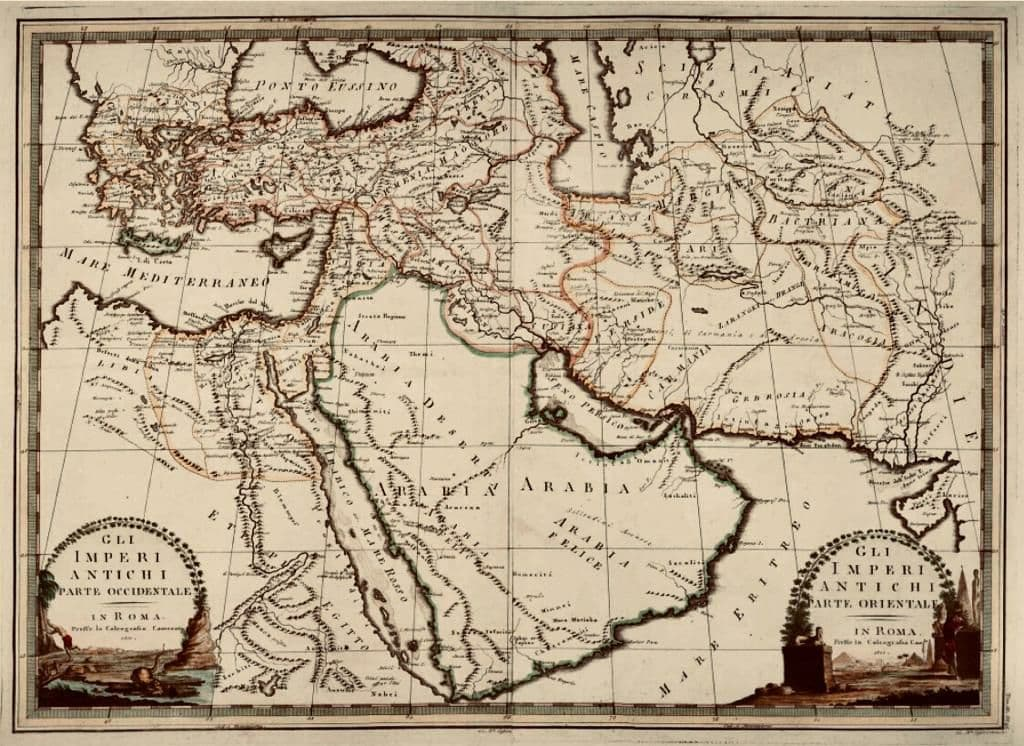
1900
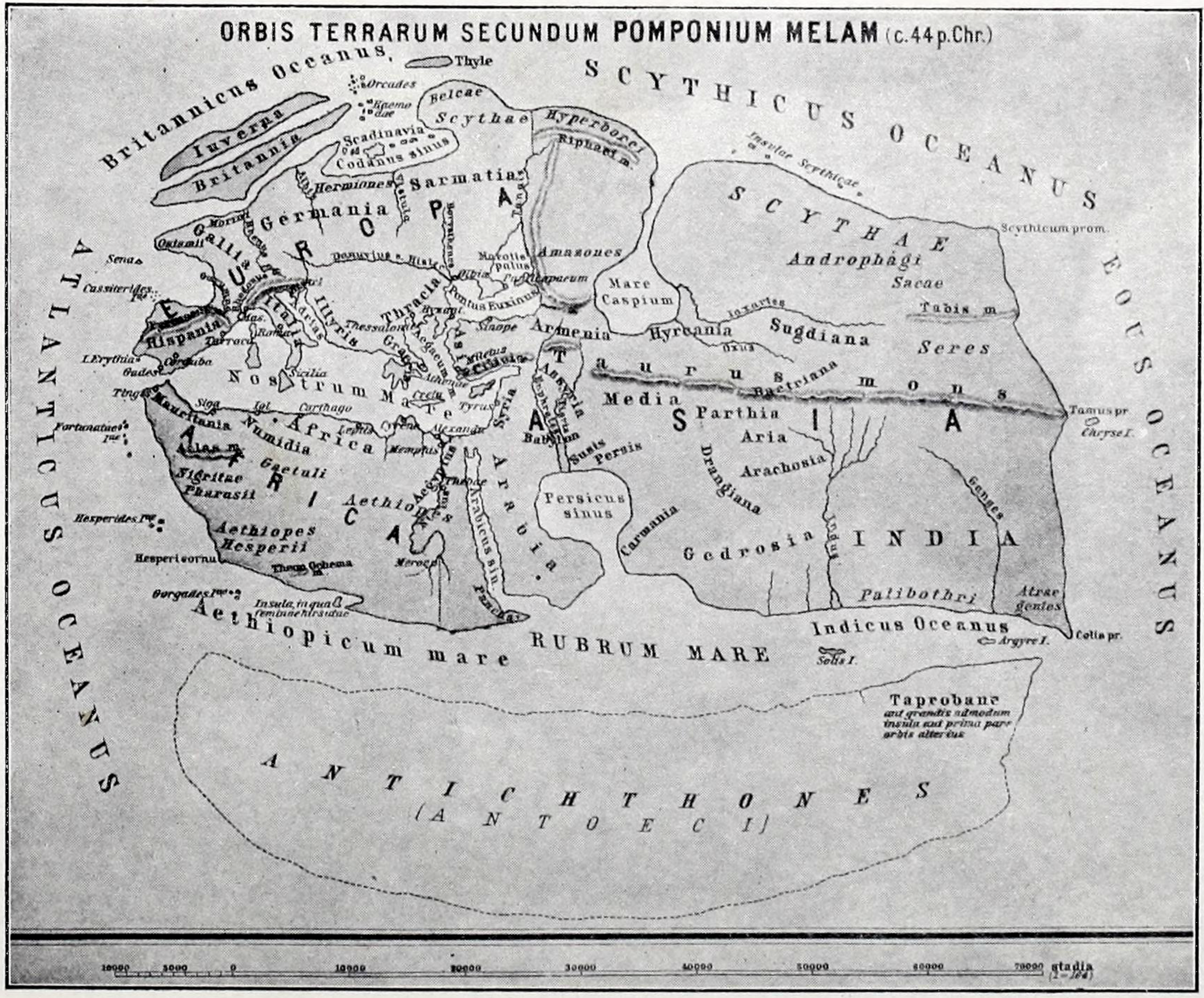
Periplus 100 Pomponius Mela World Map
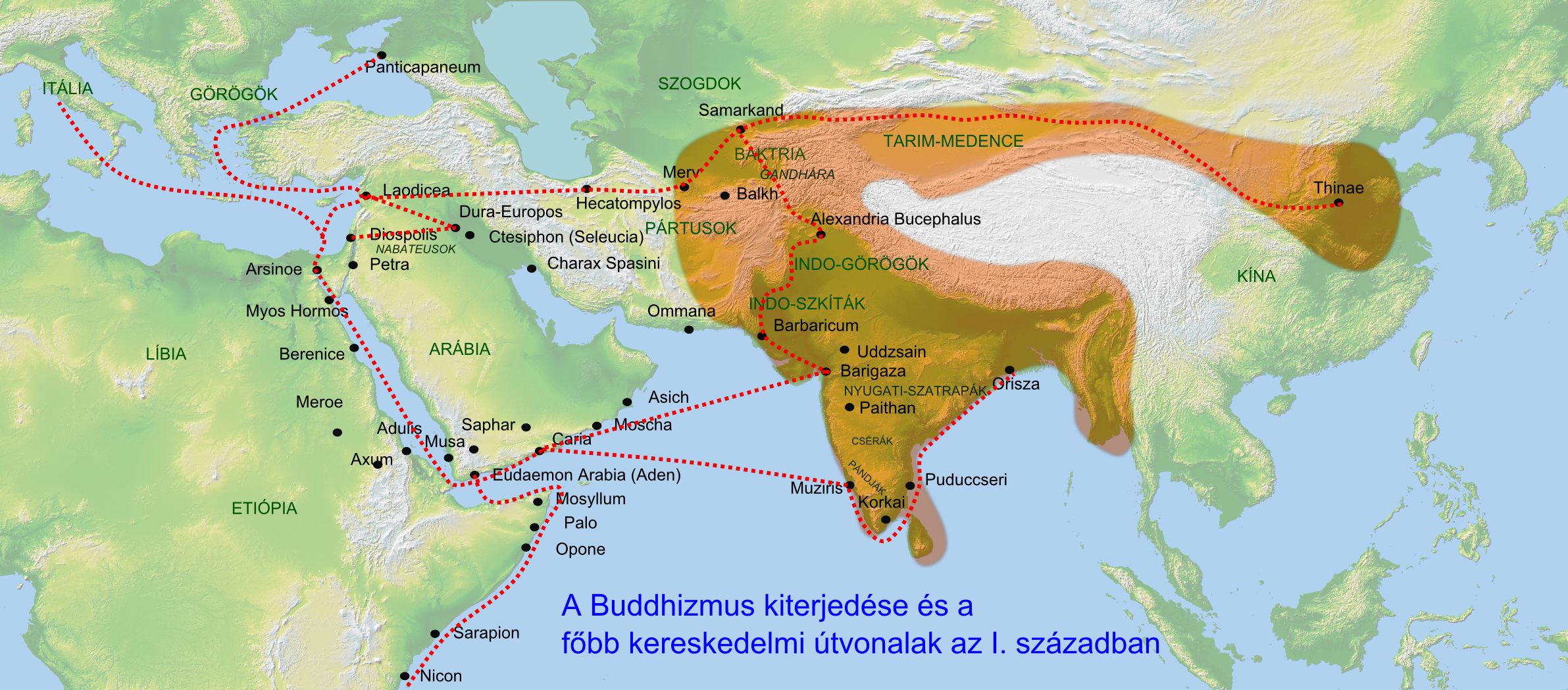
Buddhista kereskedelmi kapcsolatok I. század hu
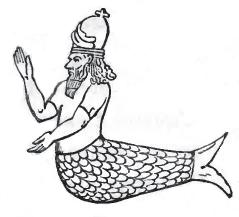
Curious Myths p 495 Oannes
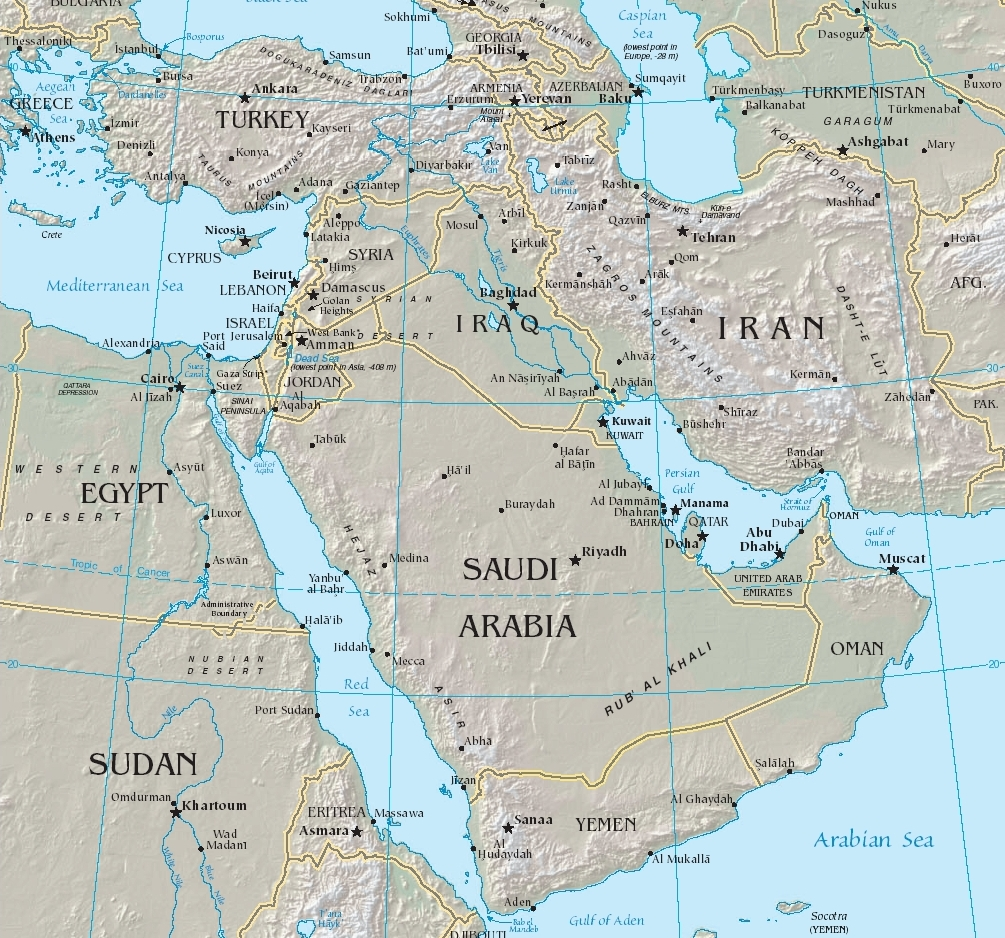
中東
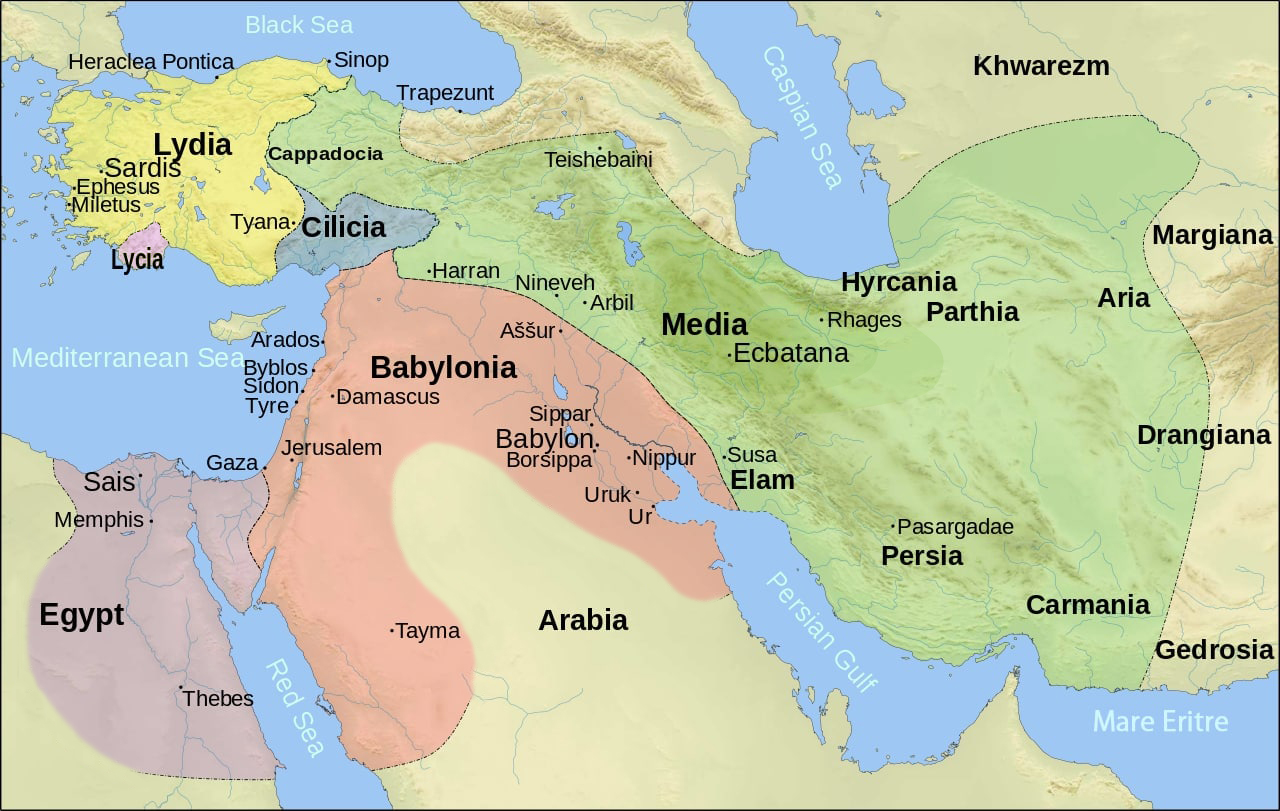
Mare Erithrean
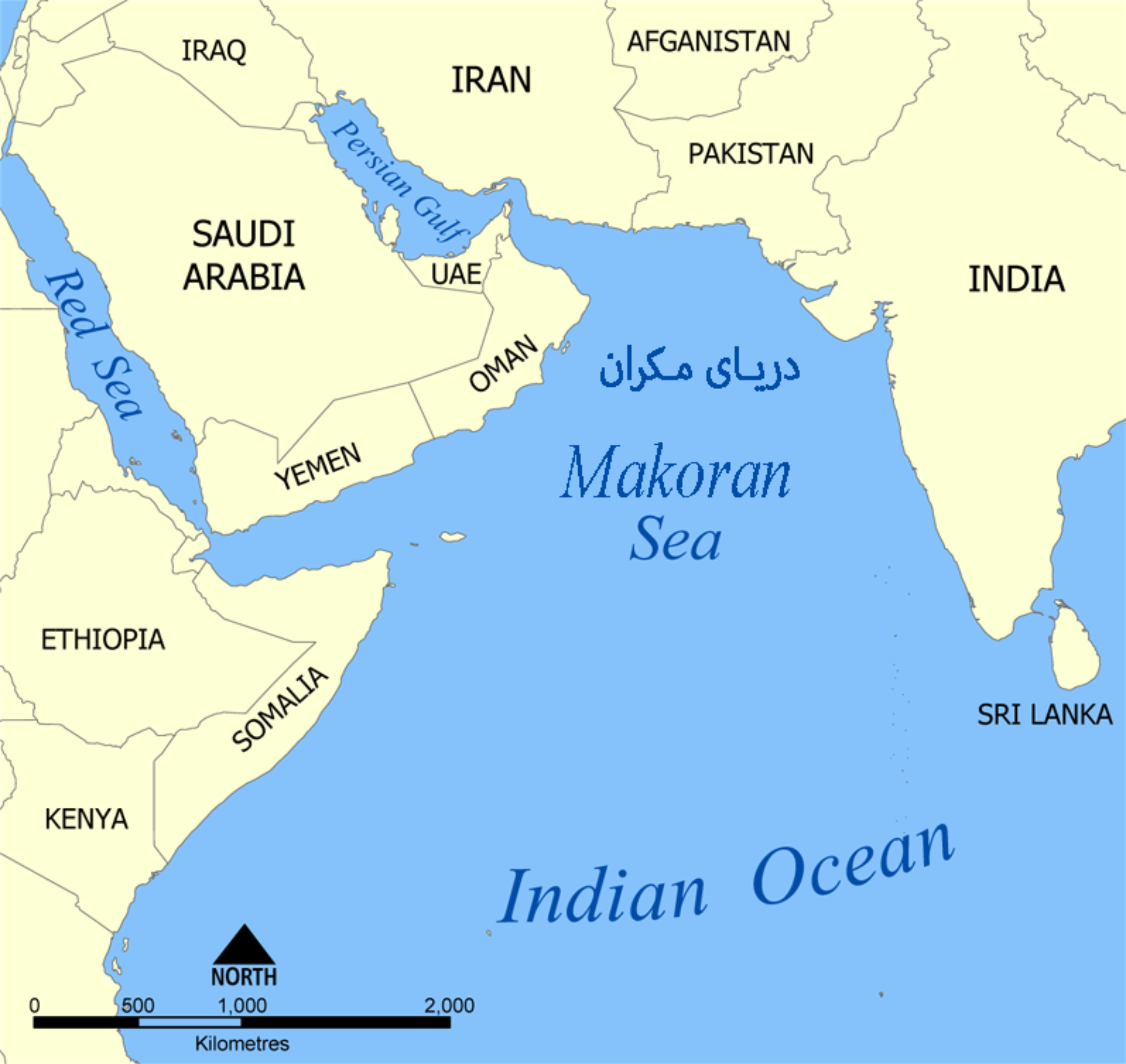
マクラン海
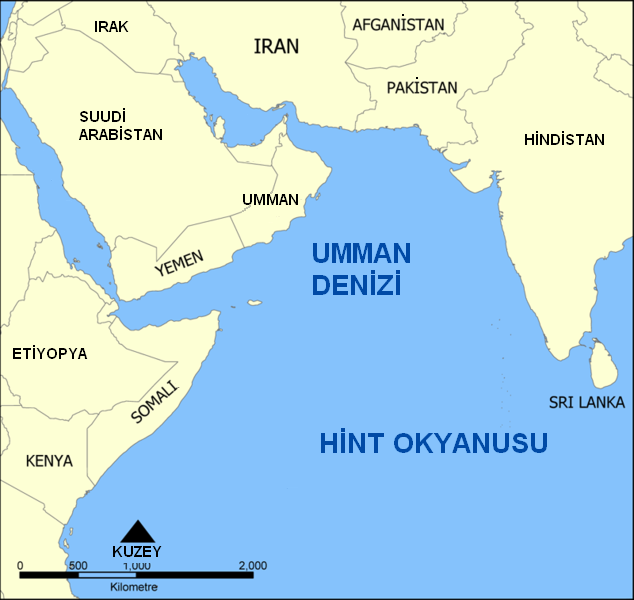
Umman Denizi
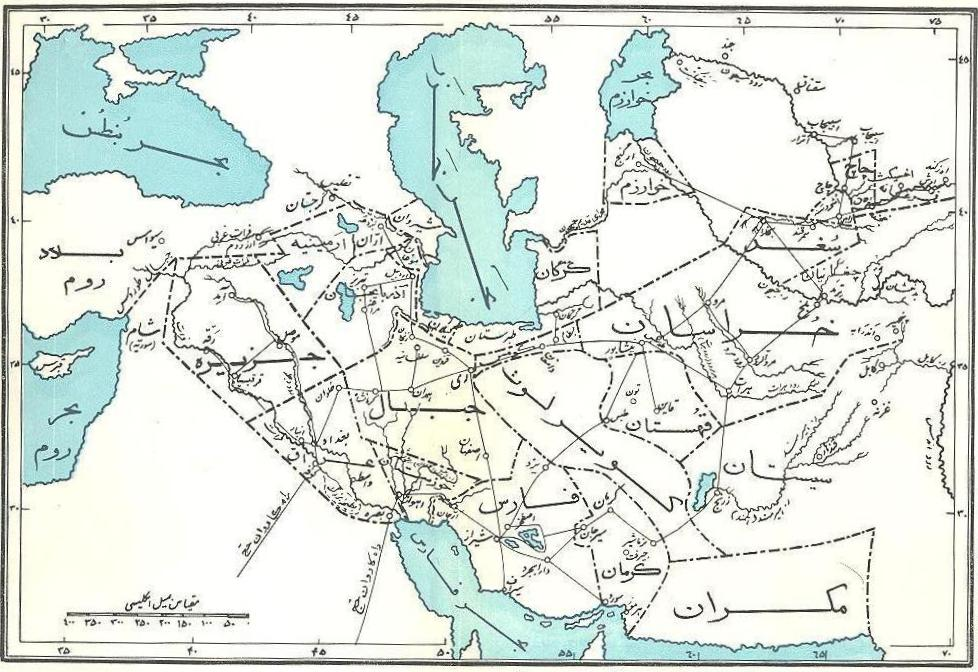
アッバース朝におけるイランの各州
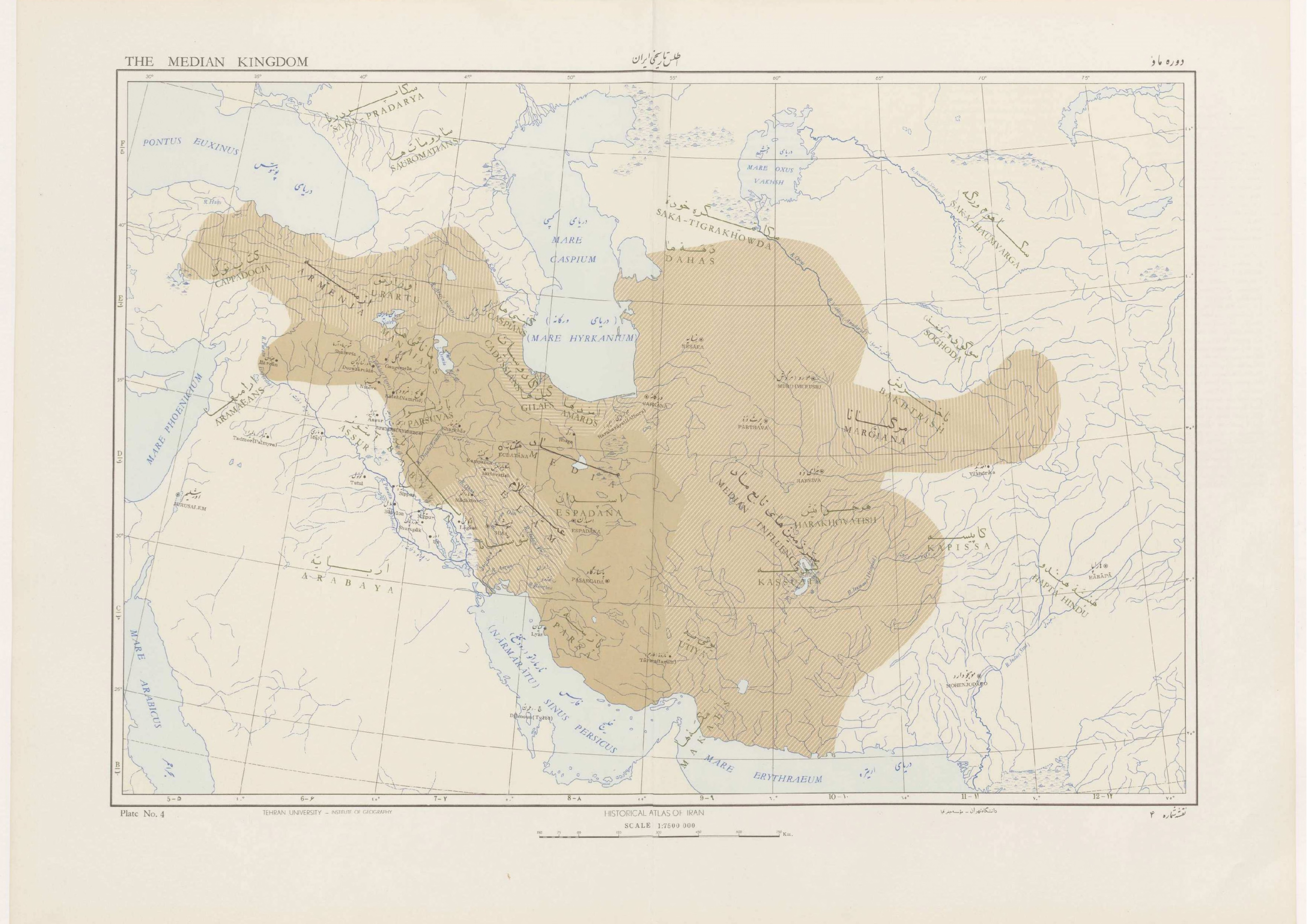
イランの歴史地図-